# Edad Moderna

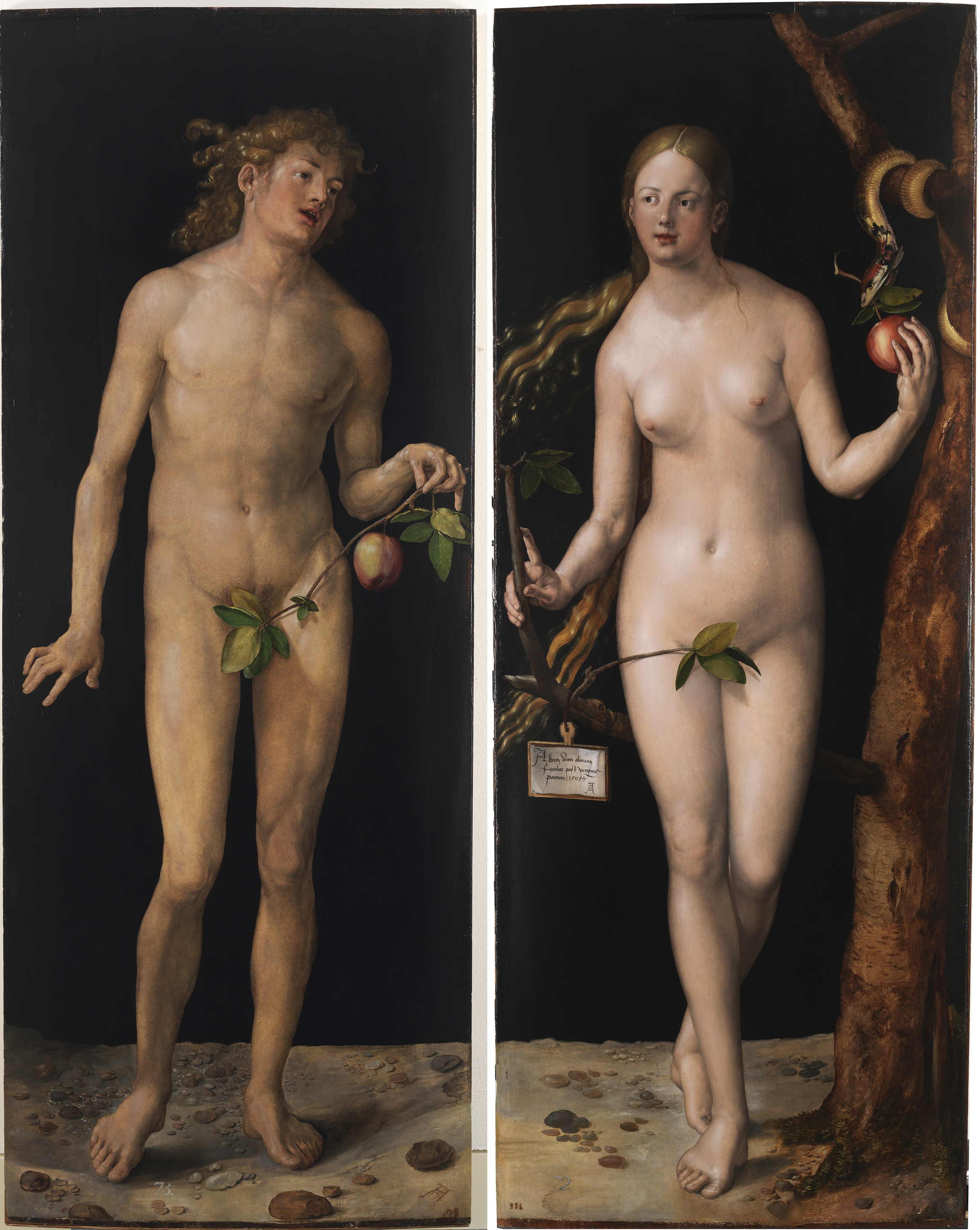
Adán y Eva de Alberto Durero. El antropocentrismo humanista simboliza la modernidad en la Filosofía, la Ciencia y el Arte. No obstante, la paulatina imposición de nuevos criterios secularizados y pragmáticos en política y relaciones
sociales no impidieron –sin duda utilizaron– los conflictos religiosos.

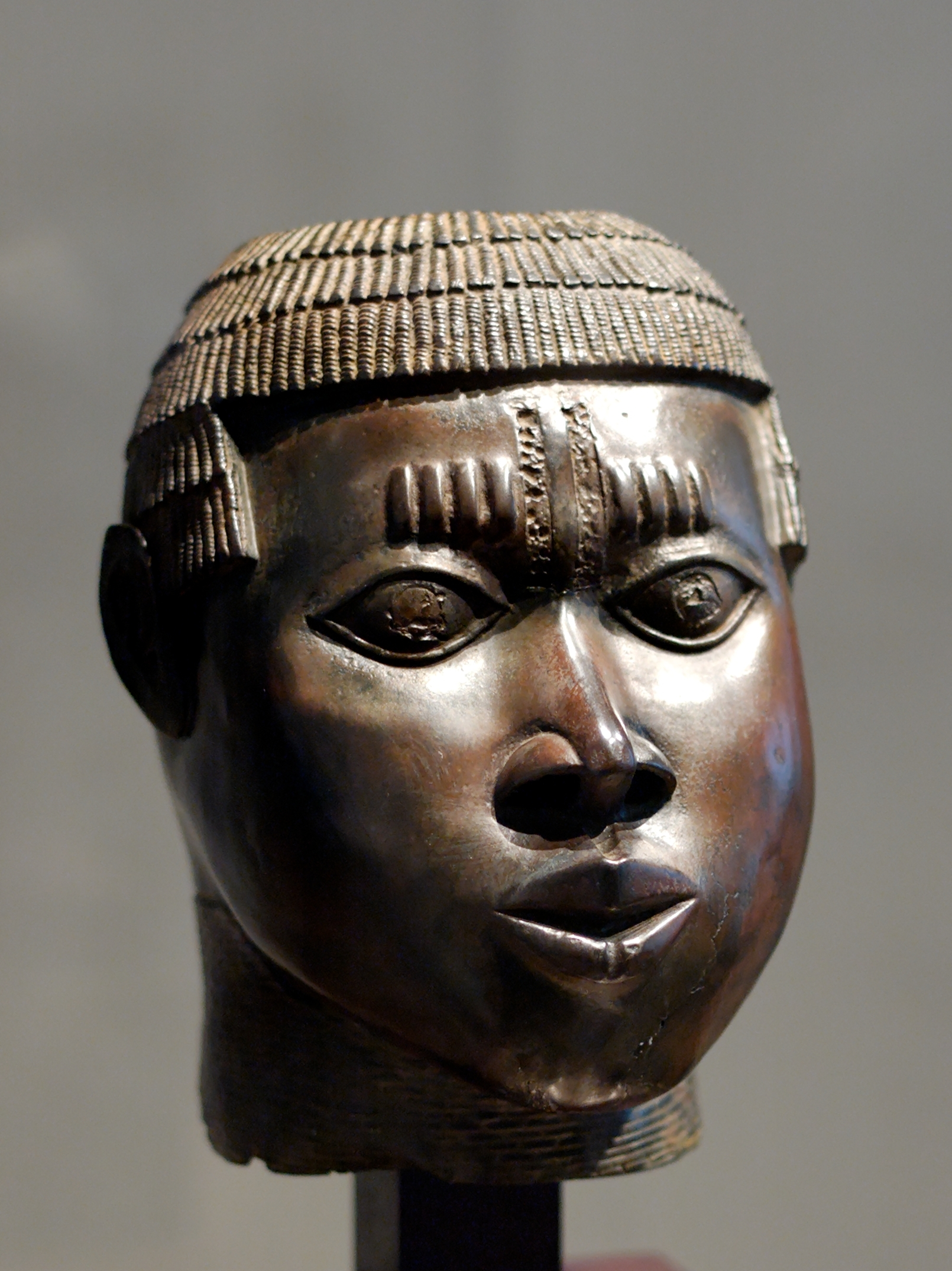
De un mundo cultural muy distinto al de Durero, uno de los Bronces de Benín del Museo del Louvre. Puede fecharse entre 1450 y 1550. No conocemos el nombre de su autor, al contrario que el de otros broncistas contemporáneos suyos, como Ghiberti o Benvenuto Cellini, porque la función social del artista era muy diferente en el África subsahariana y la Italia del Renacimiento.

La Edad Moderna es el tercero  de los periodos históricos en los que se divide convencionalmente la historia universal, comprendido entre el siglo XV y el XVIII. Cronológicamente, alberga un periodo cuyo inicio puede fijarse en el descubrimiento de América (1492), la caída de Constantinopla (1453), el fin de las Cruzadas, el comienzo del Renacimiento o la Era de los Descubrimientos; y cuyo final puede situarse en la Revolución francesa (1789), la Revolución estadounidense (1776) o el ascenso de Napoleón al poder (1799). Con esto dicho, si se contabiliza desde el descubrimiento de América hasta el comienzo de la Revolución Francesa, la Edad Moderna abarcó 296 años. En esta convención, la Edad Moderna se corresponde al período en que se destacan los valores de la modernidad (el progreso, la comunicación, la razón) frente al período anterior, la Edad Media, que es generalmente identificada como una edad aislada e intelectualmente oscura. El espíritu de la Edad Moderna buscaría su referente en un pasado anterior, la Edad Antigua identificada como Época Clásica.
En el siglo XIX se añadió una cuarta edad a la historia de la humanidad, la denominada como Edad Contemporánea, en la cual no solo no se aparta, sino que también se intensifica extraordinariamente la tendencia a la modernización, ya que sus características sensiblemente diferentes, fundamentalmente porque significa el momento de éxito y desarrollo espectacular de las fuerzas económicas y sociales que durante la Edad Moderna se iban gestando lentamente: el capitalismo y la burguesía; y las entidades políticas que lo hacen de forma paralela: la nación y el Estado.
En la Edad Moderna se vincularon los dos "mundos" que habían permanecido casi absolutamente desvinculados desde la Prehistoria: el Nuevo Mundo (América) y el Viejo Mundo (Eurasia y África). Cuando se consolidó la exploración europea de Australia se habló de Novísimo Mundo.
La disciplina historiográfica que la estudia se denomina Historia Moderna, y sus historiadores, "modernistas".

## Localización en el espacio
Para su tiempo se consideró que la Edad Moderna era una división del tiempo histórico de alcance mundial, pero actualmente suele acusarse a esa perspectiva de eurocéntrica (ver Historia e Historiografía), con lo que su alcance se restringiría a la historia de la Civilización Occidental, o incluso únicamente de Europa. No obstante, hay que tener en cuenta que coincide con la Era de los descubrimientos y el surgimiento de la primera economía-mundo. Desde un punto de vista todavía más restrictivo, únicamente en algunas monarquías de Europa Occidental se identificaría con el período y la formación social histórica que se denomina Antiguo Régimen.

## Localización en el tiempo
La fecha de inicio más aceptada por los historiadores para fijar la Edad Moderna es en la cual ocurrió la toma de Constantinopla y caída definitiva de todo vestigio de la antigüedad, esta ciudad fue destruida y tomada por los otomanos en el año 1453 –coincidente en el tiempo con el comienzo del uso masivo de la imprenta de tipos móviles y el desarrollo del Humanismo y el Renacimiento, procesos que se dieron en parte gracias a la llegada a Italia de exiliados bizantinos y textos clásicos griegos–. Tradicionalmente también se toma el Descubrimiento de América (1492) porque está considerado como uno de los hitos más significativos de la historia de la humanidad, el inicio de la globalización y en su época una completa revolución.
En cuanto a su final, algunos historiadores anglosajones como Stephen Toulmin defienden que no se ha producido y que todavía estamos en la Edad Moderna (identificando al período comprendido entre los siglos XV al XVIII como Early Modern Times –temprana Edad Moderna– y considerando los siglos XIX, XX y XXI como el objeto central de estudio de la Modern History),[cita requerida] mientras que las historiografías más influidas por la francesa denominan el periodo posterior a la Revolución francesa (1789) como Edad Contemporánea. Como hito de separación también se han propuesto otros hechos: la independencia de los Estados Unidos (1776), la Guerra de Independencia Española (1808) o las guerras de independencia hispanoamericanas (1809-1824). Como suele suceder, estas fechas o hitos son meramente indicativos, ya que no hubo un paso brusco de las características de un período histórico a otro, sino una transición gradual y por etapas, aunque la coincidencia de cambios bruscos, violentos y decisivos en las décadas finales del siglo XVIII y primeras del XIX también permite hablar de la Era de la Revolución. Por eso, deben tomarse todas estas fechas con un criterio más bien pedagógico. La Edad Moderna transcurre más o menos desde mediados del siglo XV a finales del siglo XVIII.

## Secuenciación

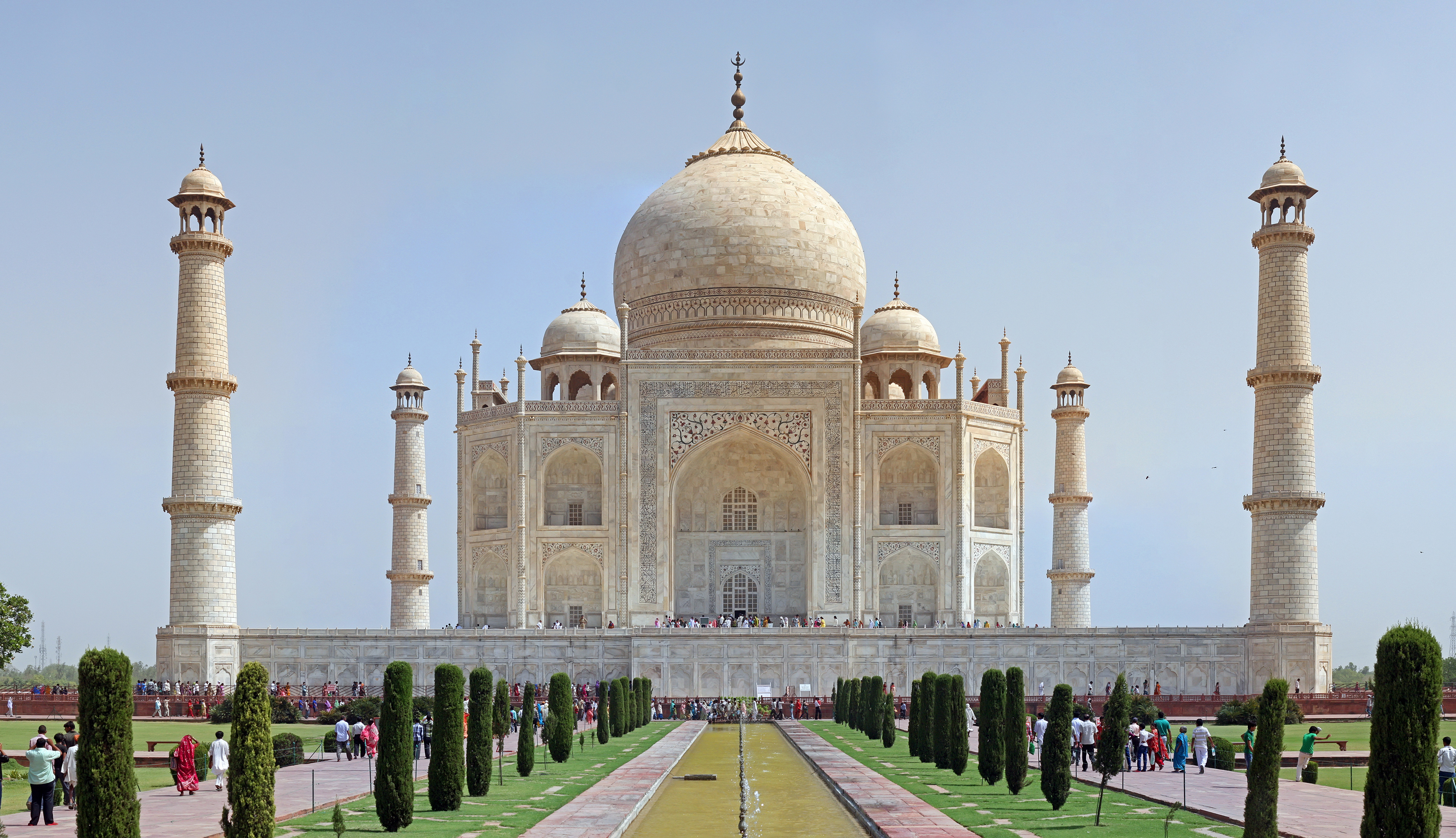
El Taj Mahal, prueba tanto de la pervivencia de civilizaciones distintas a la europea como de la gran comunicación que se había producido a nivel mundial: su bellísima estética integra elementos de orígenes asiáticos islámicos, hindúes, árabes, persas, turcos e incluso europeos (aunque la intervención de arquitectos italianos parece que se ha demostrado falsa)

La Edad Moderna suele secuenciarse por sus siglos, pero en general los historiadores la han definido como una sucesión cíclica, que algunos han intentado identificar con ciclos económicos similares a los descritos por Clement Juglar y Nikolái Kondrátiev, pero más amplios, con fases A de expansión y B de recesión secular.

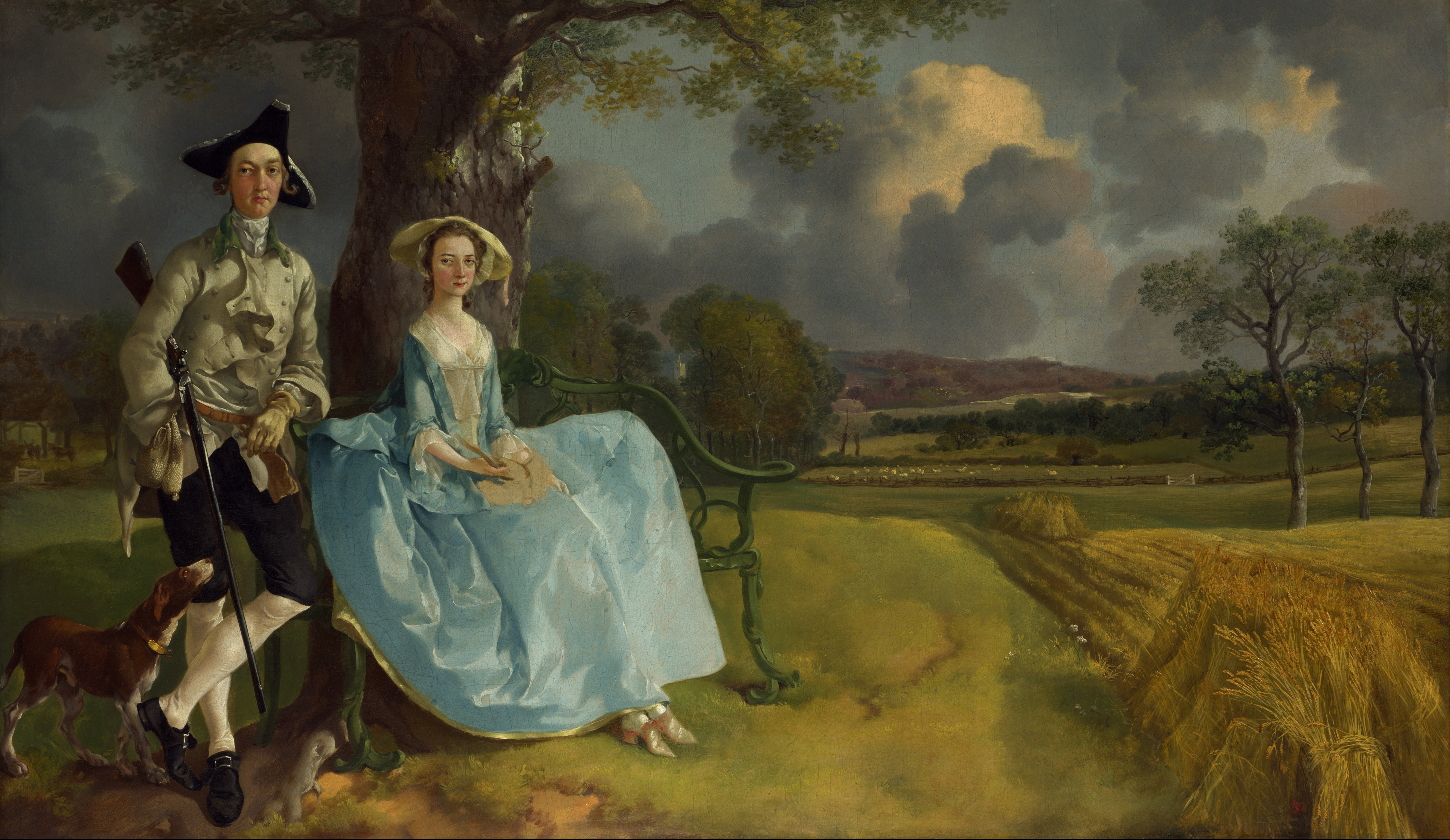
Los señores Andrews (1748) posan displicentemente para Thomas Gainsborough ante su campo de trigo. La revolución agrícola ya se estaba produciendo, y la industrial la sigue. En Inglaterra, los comerciantes y financieros de la city londinense, la gentry rural y los primeros industriales fabriles no tenían idénticos intereses de clase, pero son claramente aspectos de una misma clase dominante, que pueden denominarse como burguesía (categorizado por Carlos Marx como la propietaria de los medios de producción), y que puede identificarse con más claridad si se observa a quién representa el Parlamento a través de las sucesivas reformas electorales que perfeccionan el sistema político de la Monarquía Parlamentaria; a excepción de la parte que no integrará: las Trece Colonias norteamericanas. Los campesinos desposeídos y desarraigados del campo por la política de cercamientos (enclosures) y las Leyes de pobres están alimentando el proletariado de las ciudades industriales. Enseguida se convirtió en el taller del mundo, cuyos océanos estaban en posesión de la (Rule, Britannia). El continente europeo seguirá sus pasos en cuanto se cayeran las estructuras del Antiguo Régimen.

En el siglo XVI, tras la recuperación de la Crisis de la Baja Edad Media, en economía se produjo lo que se denomina Revolución de los Precios, coincidente con la Era de los Descubrimientos que permitió una expansión europea posibilitada en parte por los adelantos tecnológicos y de organización social que surgieron. Pocos hechos cambiaron tanto la historia del mundo como la llegada de los españoles a América y la posterior Conquista y la "apertura" de las rutas oceánicas que castellanos y portugueses lograron en los años en torno a 1500. El choque cultural supuso el colapso de las civilizaciones precolombinas. Paulatinamente, el océano Atlántico gana protagonismo frente al Mediterráneo, cuya cuenca presencia un reajuste de civilizaciones: si en la Edad Media se dividió entre un norte cristiano y un sur islámico (con una frontera que cruzaba al-Ándalus, Sicilia y Tierra Santa), desde finales del siglo XV el eje se invierte, quedando el Mediterráneo Occidental, (incluyendo las ciudades costeras clave de África del Norte) hegemonizado por la Monarquía Hispánica (que desde 1580 incluía a Portugal), mientras que en Europa oriental el Imperio otomano alcanza su máxima expansión. Las civilizaciones orientales de carácter milenario (India, China y Japón), reciben en algunas ciudades costeras una presencia puntual portuguesa, (Goa, Ceilán, Malaca, Macao, Nagasaki misiones de san Francisco Javier), pero tras los primeros contactos se mantuvieron poco conectados o incluso ignoraron totalmente los cambios de Occidente; por el momento se lo podían permitir. Las islas de las especias Indonesia y Filipinas serán objeto de una dominación colonial europea más intensiva. Frente a la continuidad oriental, los cambios sociales se concentran en los vértices del llamado comercio triangular: notables en Europa (donde comienzan a divergir un noroeste burgués y un este y sur en proceso de refeudalización), y cataclísmicos en América (colonización) y África (esclavismo). El crecimiento de población en Europa probablemente no compensó el descenso en esos continentes, sobre todo en América, en que alcanzó proporciones catastróficas y ha sido considerado como el mayor desastre demográfico de la Historia Universal (varios investigadores han estimado que más del 90 % de la población americana murió en el primer siglo posterior a la llegada de los europeos, representando entre 40 y 112 millones de personas). Las convulsiones políticas y militares son asimismo espectaculares. En la mítica Tombuctú, el Askia Mohamed I (1493-1528) produce el apogeo del Imperio songhay, que entra en la órbita del islam y decaerá en el período siguiente. Simultáneamente, el Renacimiento da paso a los enfrentamientos de la Reforma y las guerras de religión. La expansión ideológica de Europa se manifiesta en el avance del cristianismo por todo el mundo, excepto en los Balcanes, donde retrocede frente al islam, con el que también entra en contacto en Extremo Oriente, tras dar la vuelta al globo.

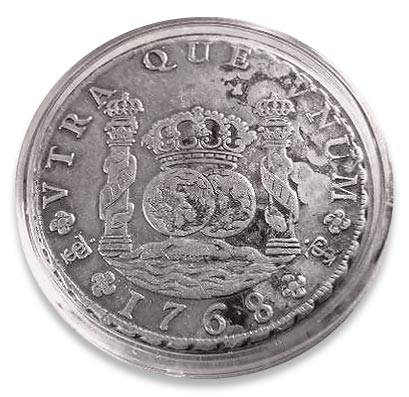
El real español de plata, o peso duro (este acuñado en las míticas minas de Potosí en 1768) fue la primera moneda del comercio internacional y antepasado del dólar estadounidense (su símbolo deriva del escudo español "Plus Ultra", a su vez un lema muy apropiado, por el alcance mundial).

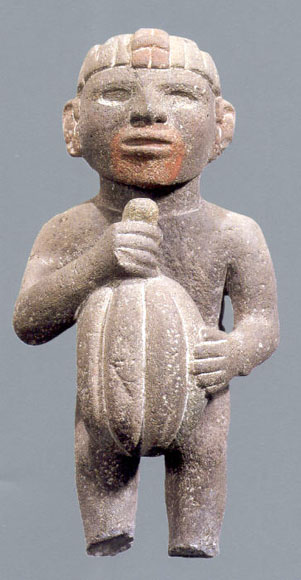
Escultura azteca que representa a un hombre portando el fruto del cacao. Alimento de los dioses (se tradujo Teobroma como nombre científico), fue usado como moneda en época precolombina. Su consumo fue rápidamente adoptado en Europa, como el del tabaco; más lenta fue la incorporación de cultivos, como el del maíz, el tomate o la patata. Museo Nacional de Antropología e Historia de México.

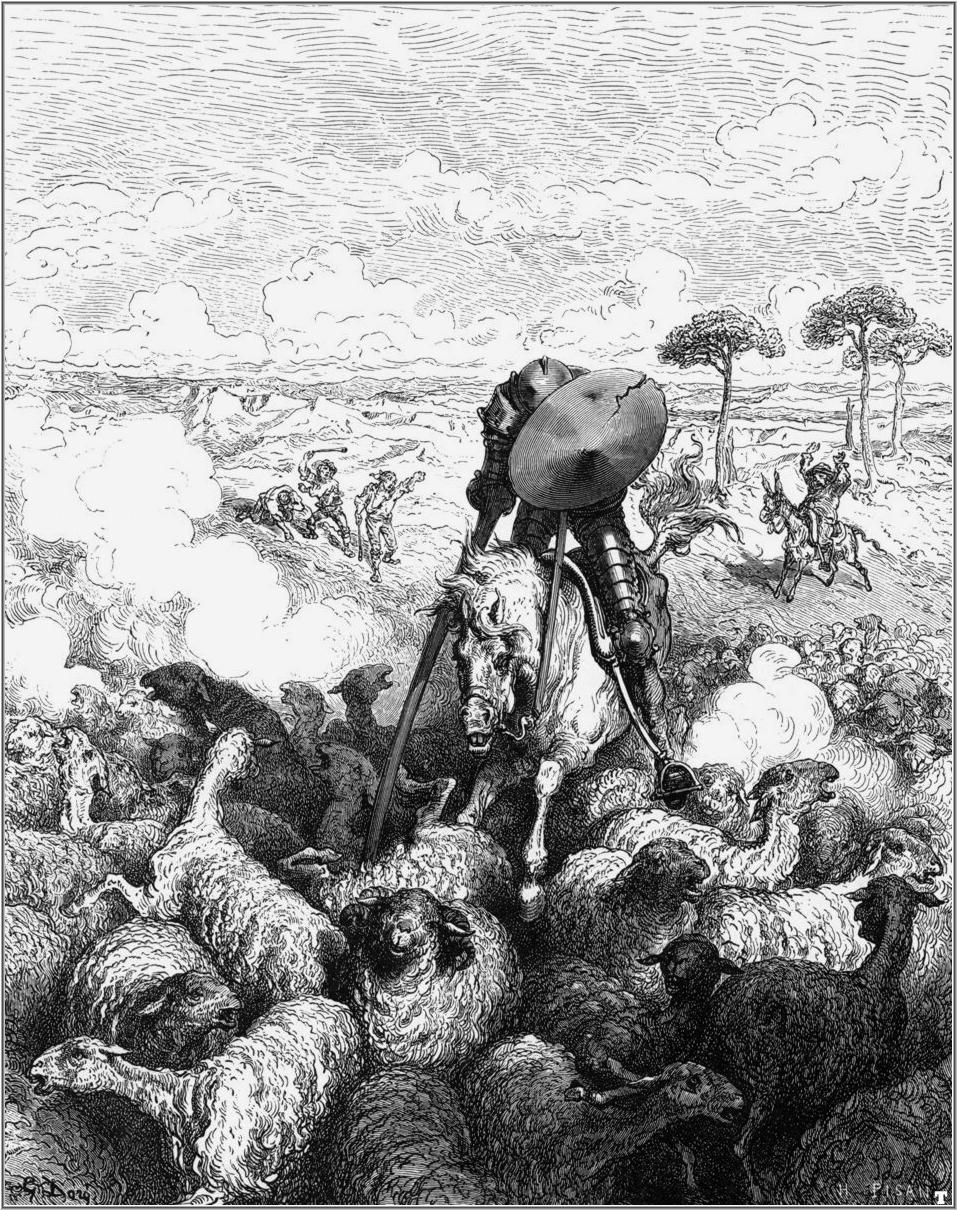
Don Quijote carga contra el rebaño de ovejas. El equilibrio de la ganadería ovina con la agricultura cerealista y con la industria textil no fue solo un asunto de vital importancia para Castilla, que se encontraba dominada por la Mesta, y para sus clientes en Flandes, verdadera metrópolis comercial de sus materias primas (lana y metales preciosos), sino también para América, donde sin puede afirmarse que «las ovejas se comieron a los hombres». Esta expresión se aplicó también en Inglaterra, que desde un paisaje similar al de castilla en la Baja Edad Media optó por el desarrollo agrícola e industrial.

En el siglo XVII la humanidad presenció posiblemente una crisis general (quizá provocada por la Pequeña Edad del Hielo) que se conoce como crisis del siglo XVII, que además del descenso de población (ciclos de hambres, guerras, epidemias) y del descenso de la serie de precios o de la llegada de metales de América, fue muy desigual en la forma de afectar a los distintos países, incluso en Europa: catastrófica para la Monarquía Hispánica (crisis de 1640) y Alemania (guerra de los Treinta Años), pero impulsora para Francia e Inglaterra una vez resueltos sus problemas internos (Fronda y guerra civil inglesa). Durante este período, se produjeron en Europa del Este numerosas guerras entre Polonia, Rusia y Turquía, después también Suecia. Durante el período comprendido entre 1612-1613 el ejército polaco ocupó Moscú,  y hasta mediados del siglo XVII, Polonia continuó dominando dicha parte de Europa. La época dorada del imperio polaco finalizó después de dos hechos acaecidos, el primer hecho, la Rebelión de Jmelnytsky y el segundo, el Diluvio. El Imperio otomano perdió en la batalla de Viena su última oportunidad de expandirse frente a Europa, y comenzó un lento declive, en parte para el beneficio de una Polonia que enseguida pasará el relevo al gigantesco Imperio ruso. En su frente oriental, resurge el Imperio persa con la dinastía safávida que lleva a un breve apogeo el Sah Abbás I el Grande, que convirtió a Isfahán en una de las ciudades más bellas del mundo. Al mismo tiempo, en la India, que mantuvo la presencia colonial europea en la costa, se levanta un gran imperio continental y comenzó a desmembrarse con Aurangzeb. Todos estos movimientos tienen que ver con el vacío geoestratégico formado en el Asia Central, que los kanatos herederos de Horda de Oro son incapaces de ocupar. En China los intemporales ciclos dinásticos se renuevan con el acceso de la dinastía manchú: los Qing. Japón expulsó a los portugueses (no así a los holandeses) y se cerró en el relativo aislamiento del período Tokugawa, que incluyó el exterminio de los cristianos, pero que posiblemente haya sido un factor
que evitara que la sociedad japonesa fuese colonizada y permitió un desarrollo endógeno que en el siglo XIX la hará irrumpir abruptamente en la modernización. En este período, las embarcaciones pertenecientes al Imperio español transitan en menor medida por los océanos (que había llegado a su cúspide, temporalmente unido al portugués) en beneficio del neerlandés y el británico. En el período existía un alta práctica de la piratería, que provocaba el efímero auge de un modo de vida violento y excesivo, pero románticamente percibido como una utopía libre en el Caribe (isla de la Tortuga).

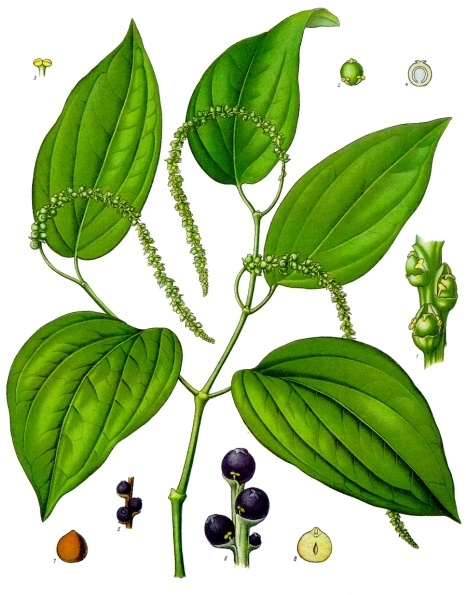
La pimienta, objeto de lujo en la Edad Media, provocó la codicia comercial que empujó a la búsqueda de las rutas hacia las Islas de las Especias. Carlo Cipolla, en Allegro ma non tropo, desarrolló en clave irónica una interpretación de la Historia moderna basada en ello.

El siglo XVIII comenzó con lo que Paul Hazard definió como crisis de la conciencia europea (1680-1715), que posibilitó la Revolución científica newtoniana, la Ilustración, la Crisis del Antiguo Régimen y la que propiamente puede llamarse Era de las Revoluciones, cuyo triple aspecto se categoriza como la Revolución industrial (en el desarrollo de las fuerzas productivas, lo tecnológico y lo económico incluyendo el triunfo del capitalismo), la Revolución burguesa (en lo social, con la conversión de la burguesía en nueva clase dominante y la aparición de su nuevo antagonista: el proletariado) y la Revolución liberal (en lo político-ideológico, de la que forman parte la Revolución francesa y las revoluciones de independencia americanas). El desarrollo de esos procesos, que pueden considerarse como consecuencias lógicas de los cambios desarrollados desde el fin de la Edad Media, pondrán fin a la Edad Moderna. En Europa se encuentra de nuevo en ascenso demográfico, que se convierte esta vez en el comienzo de la transición demográfica, superadas las mortalidades catastróficas: la última peste negra en Europa Occidental (Marsella, 1720) se extinguió gracias a la presencia de la rata parda, que sustituyó biológicamente a la pestífera rata negra; y con la vacuna de Jenner se obtiene el primer recurso para el tratamiento de epidemias. En cuanto al hambre, no desaparece, de hecho en el siglo ocurren numerosos motines de subsistencia (que en Inglaterra anteceden al nuevo tipo de protesta, ligado al naciente proletariado industrial), pero que en las zonas que desarrollan precozmente una agricultura capitalista y un sistema de transportes modernizado pueden salvarse (en Inglaterra, Francia y Holanda el sistema de canales fluviales antecede en un siglo al trazado del ferrocarril). En otras continuó habiendo hasta bien entrado el XIX, como España (hambruna de 1812, cuando se recurrió al consumo masivo de la tóxica almorta, que por las mismas fechas también fue detectado por los ingleses en la India) o Irlanda (monocultivo de la patata que llevará al hambruna irlandesa de 1845 y a la emigración masiva). El equilibrio europeo iniciado en el Tratado de Westfalia (1648) se recompone en el de Utrecht (1714) y se mantiene no sin conflictos (varios de ellos llamados Guerra de Sucesión), con hegemonía continental para Francia (vinculada a España por los Pactos de Familia de la dinastía Borbón) y hegemonía marítima para Inglaterra, certificada más tarde en Trafalgar (1805). Las exploraciones de James Cook y la ocupación de Oceanía concluyen la era los descubrimientos geográficos La integración mundial avanza y surgen las primeras guerras mundiales ya que los imperios coloniales europeos se reparten territorios distantes (India, Canadá) al tiempo que se dirimen otros repartos en Europa (como el de Polonia). Las posesiones europeas llegaron a su máxima expansión en América previo a la Independencia de Estados Unidos (1776) y de la Emancipación Hispanoamericana (1808-1824), anticipada por la Revolución de los Comuneros en 1737 y la Rebelión de Túpac Amaru II en 1780. Para recoger el testigo de la sumisión colonial, África y Extremo Oriente habrán de esperar al siglo XIX, pero en el Asia Central se asiste a una carrera por la ocupación de un espacio geoestratégicamente vacío entre Rusia y China. Simultáneamente, en el Pacífico norteamericano la emprenden Rusia, Inglaterra y España, mientras la colonización de Australia es iniciada por Inglaterra sin apenas oposición.

## Caracterización
El carácter más trascendental que posee la Edad Moderna es lo que Ruggiero Romano y Alberto Tenenti denominan «la primera unidad del mundo»:

En 1531, al abrirse la nueva Bolsa de Amberes, una inscripción advertía que era in usum negotiatorum cuiuscumque nationis ac linguae: para uso de los hombres de negocios de cualquier nación y lengua. Es en un hecho como éste y en muchos otros de naturaleza semejante, más todavía que en los aspectos externos del gigantismo político o económico, donde nos parece que debe buscarse el sentido profundo del período... Se creaba una primera unidad del mundo: las técnicas circulan velozmente; los productos y los tipos de alimentación se difunden; la cocina española, el trigo, el carnero, se introducen los bovinos en América; a más o menos largo plazo, el maíz, la patata, el chocolate, los pavos llegan a Europa. En los Balcanes, las pesadas confituras turcas van penetrando lentamente; las bebidas turcas –o la manera turca de prepararlas– se consolidan. Por todas partes, los paisajes cambian: los templos de las religiones de la América precolombina derribadosy en su lugar se construyen iglesias católicas, y en las encrucijadas de los caminos de América se colocaban cruces; en los Balcanes, los alminares se alzan al lado de las iglesias ortodoxas. Intercambios de técnicas, de culturas, de civilizaciones, de formas artísticas: la rueda –desconocida en América– se introduce en el nuevo mundo; los pintores italianos llegan a las cortes de los sultanes (así, Gentile Bellini termina, en 1480, el finísimo retrato de Mohamed el Conquistador). Una vasta economía mundial extiende sus hilos alrededor del globo: el camino de las monedas del Imperio español, los famosos «reales de a ocho», acuñadas en las casas de moneda americanas, se hace cada vez más largo y, tras el viaje tras atlántico, llegan en pequeñas o grandes etapas hasta el Extremo Oriente, para ser cambiadas por especias, sedas, porcelanas, perlas ... El trigo del Báltico llega hasta la región atlántica de la península ibérica, y hacia 1590 entrará masivamente hasta el Mediterráneo; el azúcar, de las islas atlánticas o del Brasil, empieza a llegar en grandes cantidades a los mercados europeos; se democratizan algunos productos –como la pimienta– considerados hasta entonces de lujo o, por lo menos, privilegiados. La modernidad de esta época, en torno a la cual generaciones enteras de historiadores han discutido para captar su presencia en mil aspectos, en mil ideas, se afirma, precisamente, en esta primera unidad del mundo. Pero ésta es todavía demasiado frágil: si las líneas de navegación enlazan ya con gran regularidad los distintos continentes, la piratería o las dificultades técnicas de la navegación rompen aquella regularidad; si los anhelos imperiales –y unificadores– de un Carlos V parecían, por momentos, hacerse realidad a raíz de las victorias, se descartaban muy fácilmente con las derrotas… y en las grandes escisiones internas que aparecen en Europa en el plano religioso, o en los gérmenes de… la conciencia nacional que ahora empieza a desarrollarse.

El elemento consustancial de Edad Moderna, especialmente en Europa, es la presencia de una ideología transformadora, paulatina, incluso dubitativa, pero decisiva, de las estructuras económicas, sociales, políticas e ideológicas propias de la Edad Media. Al contrario de lo que ocurrió con los cambios revolucionarios propios de la Edad Contemporánea, en la que se aceleró la dinámica histórica extraordinariamente, en la Edad Moderna el legado del pasado y el ritmo de los cambios son lentos, propios de los fenómenos de larga duración. Como se indica más arriba, no hubo un paso brusco de la Edad Media a la época moderna, sino una transición. Los principales fenómenos históricos asociados a la Modernidad (capitalismo, humanismo, estados nacionales, etcétera) venían preparándose desde mucho antes, aunque fue en el paso de los siglos XV a XVI en donde confluyeron para crear una etapa histórica nueva.
Estos cambios se produjeron simultáneamente en varias áreas distintas: en lo referente a lo económico con el desarrollo del capitalismo; en lo político con el surgimiento de estados nacionales y de los primeros imperios ultramarinos; en lo bélico, con los cambios en la estrategia militar derivados del uso de la pólvora; en lo artístico con el Renacimiento, en el plano religioso con la Reforma Protestante; en el filosófico con el Humanismo, el surgimiento de una filosofía secular que reemplazó a la Escolástica medieval y proporcionó un nuevo concepto del hombre y la sociedad; en el científico con el abandono del magister dixit y el desarrollo de la investigación empírica de la ciencia moderna, que a largo plazo se interconectará con la tecnología de la Revolución industrial. En el siglo XVII, estas fuerzas disolventes habían cambiado la faz de Europa, sobre todo en su parte noroccidental, aunque estaban todavía muy lejos de relegar a los actores sociales tradicionales de la Edad Media (el clero y la nobleza) al papel de meros comparsas de los nuevos protagonistas: el Estado moderno, y la burguesía.
Desde una perspectiva materialista, se entiende que este proceso de transformación empezó con el desarrollo de las fuerzas productivas, en un contexto de aumento de la población (con altibajos, desigual en cada continente y con existencia de índice de mortalidad catastrófica propia del el Antiguo Régimen demográfico, por lo que no puede compararse a la explosión demográfica de la Edad Contemporánea). Se produce el paso de una economía abrumadoramente agraria y rural, base de un sistema social y político feudal, a otra que sin dejar de serlo mayoritariamente, añadía una nueva dimensión comercial y urbana, base de un sistema político que se va articulando en estados-nación (la monarquía en sus variantes autoritaria, absoluta y en algunos casos parlamentaria); cambio cuyo inicio puede detectarse desde fechas tan tempranas como las de la llamada revolución del siglo XII y que se precipitó con la crisis del siglo XIV, cuando se abre la transición del feudalismo al capitalismo que finalizó en el siglo XIX.

Fachada de la basílica de San Pedro, Roma. La inscripción del friso es curiosa: se hizo en honor del Príncipe de los Apóstoles, Paolo Borghese, Romano Pontífice Máximo. Año 1612, séptimo de su pontificado. Es notable vanidad la que supone enaltecer el apellido familiar junto al nombre que adoptó como papa (Paulo V tenía como nombre Camilo Borghese), y apropiarse de un monumento que llevaba cien años construyéndose por iniciativa de muchos papas. Curiosamente, las tres palabras que quedan sobre la entrada resumen (sin duda involuntariamente) las claves de la Edad Moderna: PAVLVS BVRGHESIVS ROMANVS, la herencia clásica (greco-romana), el cristianismo expansivo de Pablo de Tarso (el judío apóstol de los gentiles) y la enigmática presencia, central, de la burguesía. Sin embargo, nada más antiburgués que la aristocrática familia Borghese en el epicentro del clero católico.

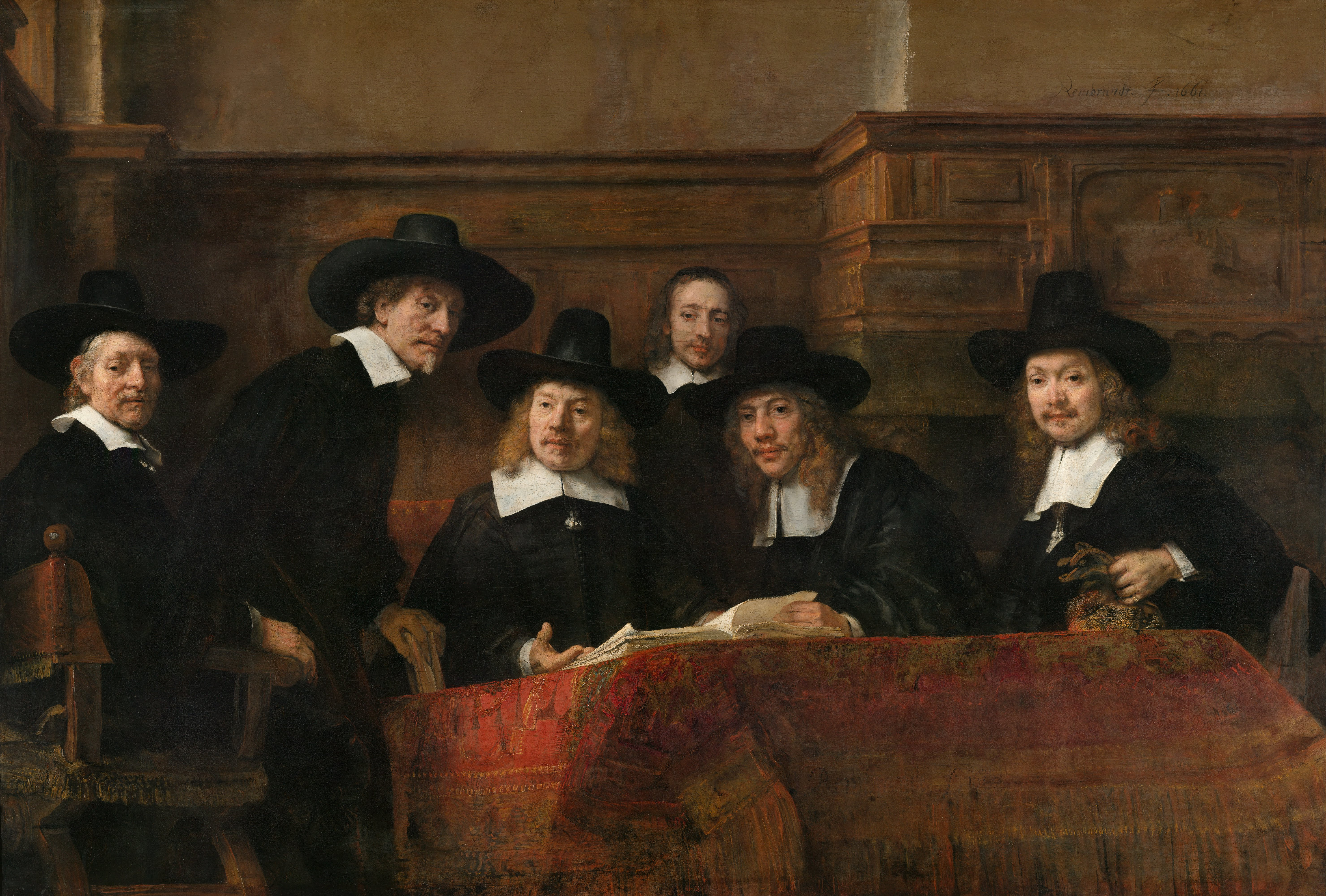
Los Síndicos del Gremio de los Pañeros, Rembrandt, 1662. La burguesía neerlandesa, tras la Revuelta de Flandes, se ha convertido por primera vez en la historia en la clase dominante a cuyos intereses sirve un estado de dimensiones nacionales. Esto es excepcional no solo en el mundo sino en Europa, donde incluso Inglaterra, en plena Restauración inglesa, todavía no ha solucionado sus conflictos sociales y políticos, mientras que en el resto triunfa el Antiguo Régimen en mayor o menor medida.

En este período, surge la burguesía, una clase social que puede asociarse los nuevos valores ideológicos (el individualismo, el trabajo, el mercado, el progreso...). No obstante, el predominio social de clero y nobleza no es discutido seriamente durante la mayor parte de la Edad, y los valores tradicionales (el honor y la fama de los nobles, la pobreza, obediencia y castidad de los votos monásticos) son los que se conforman como ideología dominante, que justifica la persistencia de una sociedad estamental. Hay historiadores que niegan incluso que la categoría social de clase (definida con criterios económicos) sea aplicable a la sociedad de la Edad Moderna, que prefieren definir como una sociedad de órdenes (definida por el prestigio y las relaciones clientelares). Pero desde una perspectiva más amplia, considerando el periodo en su conjunto, es innegable que poderosas fuerzas, aquella en que se basan esos nuevos valores, estaban en conflicto y chocaron, a la velocidad de los continentes, con las grandes estructuras históricas propias de la Edad Media (la Iglesia católica, el Imperio, los feudos, la servidumbre, el privilegio) y otras que se expandieron durante la Edad Moderna, como la colonia, la esclavitud y el racismo eurocentrista.
Mientras en Europa se desarrollaba este conflicto secular, la totalidad del mundo, conscientemente o no, fue afectada por la expansión europea. Como se ha visto en Secuenciación, para el mundo extraeuropeo la Edad Moderna significa la irrupción de Europa, en mayor o menor medida según el continente y la civilización, a excepción de una vieja conocida, la islámica, cuyo campeón, el Imperio Turco, se mantuvo durante todo el periodo como su rival geoestratégico. Según la perspectiva de América, la Edad Moderna significa tanto la irrupción de Europa como la gesta de la independencia que dio origen a los nuevos estados nacionales americanos.

### El rol de la burguesía
Los burgueses, nombre que se dio en la Edad Media en Europa a los habitantes de los burgos (los barrios nuevos de las ciudades en expansión), tenían una posición ambigua en la Edad Moderna. Una visión lineal, que le interese los hechos hasta la Revolución Burguesa, les buscará emplazándose a sí mismos fuera del sistema feudal, como hombres libres que, en Europa, se hicieron poderosos gracias a la creación de redes comerciales que la abarcaban de norte a sur. Ciudades que habían conseguido una existencia libre entre el imperio y el papado, como Venecia y Génova, crearon verdaderos imperios comerciales. Por su parte, la Hansa dominó la vida económica del Mar Báltico hasta el siglo XVIII. Las ciudades eran islas en el océano feudal, pero el que la burguesía fuera realmente un factor que disolviera el sistema feudal, o más bien un testimonio de su dinamismo, al expandirse con el excedente que los señores extraen en sus feudos, es un tema que ha discutido extensamente la historiografía. El mismo papel de la ciudad europea durante la Edad Moderna puede considerarse un proceso de larga duración dentro del milenario proceso de urbanización: la creación de una red urbana, preparación necesaria para el cumplimiento de las funciones sociales del mundo industrial moderno. A la línea de meta llegaron con ventaja metrópolis como Londres y París en el siglo XVIII; por el camino quedaron rezagadas, sin capacidad de articular una economía nacional de dimensiones suficientes para el despegue industrial, ciudades relegadas a la condición de semiperiféricas: Lisboa, Sevilla, Madrid, Nápoles, Roma o Viena; o, con otras características funcionales, independientemente de su tamaño, las de la periferia euro-mediterránea: Moscú o San Petersburgo, Estambul, Alejandría o El Cairo; y las de la arena exterior, tanto en espacios ajenos a la colonización europea (Pekín) como las ciudades coloniales.
Aunque fue enorme la diferencia de posición económica entre alta burguesía, baja burguesía y plebe empobrecida, no lo estaba en muchos extremos por su condición social: todas eran pueblo llano. La diferenciación entre burguesía y campesinado todavía era más significativa, pues fuera de las ciudades es donde vivía la inmensa mayoría de la población, dedicándose a actividades agropecuarias de muy escasa productividad, lo que las condenaba al anonimato histórico: la producción documental, que se desarrolla de forma extraordinaria en la Edad Moderna (no solo con la imprenta, sino con el auge burocrático del estado y de los particulares: registros económicos, protocolos notariales...) es esencialmente urbano. Los fondos de los archivos europeos empiezan ya a competir en densidad de fuentes documentales con enorme ventaja frente a los chinos, de milenaria continuidad.
También puede verse a la burguesía como un aliado del absolutismo, o como un agregado social sin verdadera conciencia de clase, cuyos individuos prefieren la "traición" que les permite el ennoblecimiento por compra o matrimonio, sobre todo cuando la ideología dominante persigue el lucro y santifica la renta de la tierra. Su papel como agente revolucionario había ocasionado las revueltas populares urbanas de la Edad Media, y continuará vivo pero errático en las de la Edad Moderna, algunas teñidas de ideología religiosa, otras de revuelta antifiscal o incluso de motines de subsistencia. Dentro de la Monarquía Hispánica, se estableció todo un complejo sistema de dinámica social, lo que dentro de la historiografía se ha establecido como el Cambio Inmóvil. Este se desarrolla, con base en el servicio de la corona, los matrimonios mixtos, como en el resto de Europa. No obstante, lo más relevante será la suplantación de la nobleza, a través de asimilar las distintas formalidades, modos de vida de las clases nobiliarias. Pasando en cuestión de una o dos generaciones a considerarse tanto ellos mismos como el resto de su comunidad. Con base en estos movimientos y la necesidad de la financiación por parte de la Monarquía Hispánica, dio pie a una continua venta tanto de cargos como de títulos nobiliarios en contra de los propios territorios de la corona.
En otros continentes, la caracterización social de una clase definida por su actividad urbana, su identificación con el capital y la condición de no privilegiada, es mucho más problemática. No obstante, se ha aplicado el término en Japón, cuya formación económico-social ha sido asimilada al feudalismo, y con muchas más dificultades en China, aunque las interpretaciones de su historia están muy vinculadas a posiciones ideológicas. En el caso concreto de Japón, debemos de destacar la constitución de una sociedad estamental completamente estanca, mantenida por parte del Shogunato Tokugawa. En ella la casta militar mantuvo su importancia a pesar de ir tendiendo a la pobreza, manteniéndose hasta el siglo XIX
El mundo islámico tenía desde sus orígenes una fuerte componente comercial, con un desarrollo impresionante de las rutas a larga distancia (navieras y caravaneras), y una artesanía superior a la europea en muchos aspectos, pero el desarrollo de las fuerzas productivas demostró ser menos dinámico, y con éstas la dinámica social. Los mercaderes árabes o el zoco, sin dejar de ser bullicioso y reflejar el descontento popular en periodos de crisis, no estuvieron nunca en condiciones de significar un desafío a las estructuras.
América fue, desde el comienzo de su colonización, una tierra de promisión donde se hacían experiencias de ingeniería social. Las reducciones jesuíticas o los peregrinos del Mayflower son casos extremos, siendo el fenómeno más importante la ciudad colonial hispánica, con su urbanismo trazado a cordel a partir de una amplia Plaza Mayor sobre tierras vírgenes o ciudades precolombinas, a veces incluso convirtiéndose en ciudad peregrina, cambiando su emplazamiento por terremotos o condiciones sanitarias. Es posible encontrar la formación de una burguesía en América durante la Edad Moderna, en las colonias británicas del norte, y en los criollos hispanoamericanos, que impulsarán los procesos de independencia y contribuirán decisivamente al final del Antiguo Régimen y la plasmación de los valores de la Edad Contemporánea.
Las exploraciones financiadas por las monarquías europeas (en Portugal, el caso precoz de Enrique el Navegante), y llevadas a cabo por personajes como Cristóbal Colón, Juan Caboto, Vasco de Gama o Hernando de Magallanes, surcaron mares hasta ese momento inexplorados y llegaron a tierras que eran desconocidas por los europeos, posibilitados gracias a una serie de adelantos en materia de náutica: la brújula y la carabela. La relación que el espíritu individualista y la búsqueda de prestigio pudieran tener con los valores burgueses no es tan clara: no supone ninguna variación desde tiempos de Marco Polo y tiene posiblemente más relación con el espíritu caballeresco y los valores nobiliarios de la Baja Edad Media. Aprovechando sus descubrimientos, España, Portugal y Holanda primero, y Francia e Inglaterra después, construyeron imperios coloniales, cuyas riquezas, sobre todo la extracción de oro y plata de América, estimularon todavía más la acumulación de capital y el desarrollo de la industria y el comercio, aunque a veces más fuera del propio país que dentro, como fue el caso de la castellana, que sufrió las consecuencias de la Revolución de los Precios y una política económica, el mercantilismo paternalista que busca más la protección del consumidor (y de los privilegiados) que la del productor.
Fuera de Inglaterra y Holanda, en el siglo XVII, la burguesía tenía un poder económico relativo, y ningún poder político. No sería propio decir que llegó a sus manos ni siquiera cuando reyes como Luis XIV empezaron a llamar a burgueses como ministros de estado, en vez de la vieja aristocracia.

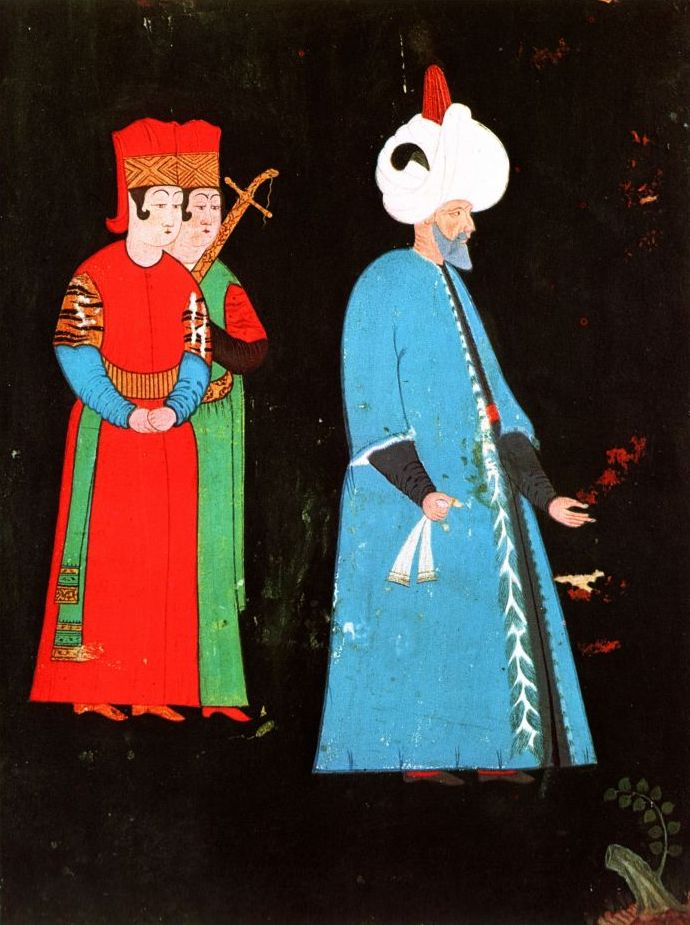
El Sultán del Imperio otomano Solimán el magnífico, vencedor de la batalla de Mohács (1526), tras la que ocupa Hungría y sitia Viena. Los soldados que le sirven de guardia son los jenízaros. Su expansión militar y territorial le convirtieron en un monarca tan poderoso como pudiera serlo Carlos V del Sacro Imperio, y con un control interno sobre sus dominios no menor en cuanto a supremacía. No obstante, su sistema político no es comparable con la monarquías autoritarias de la Europa Occidental, que están en una dinámica muy diferente.

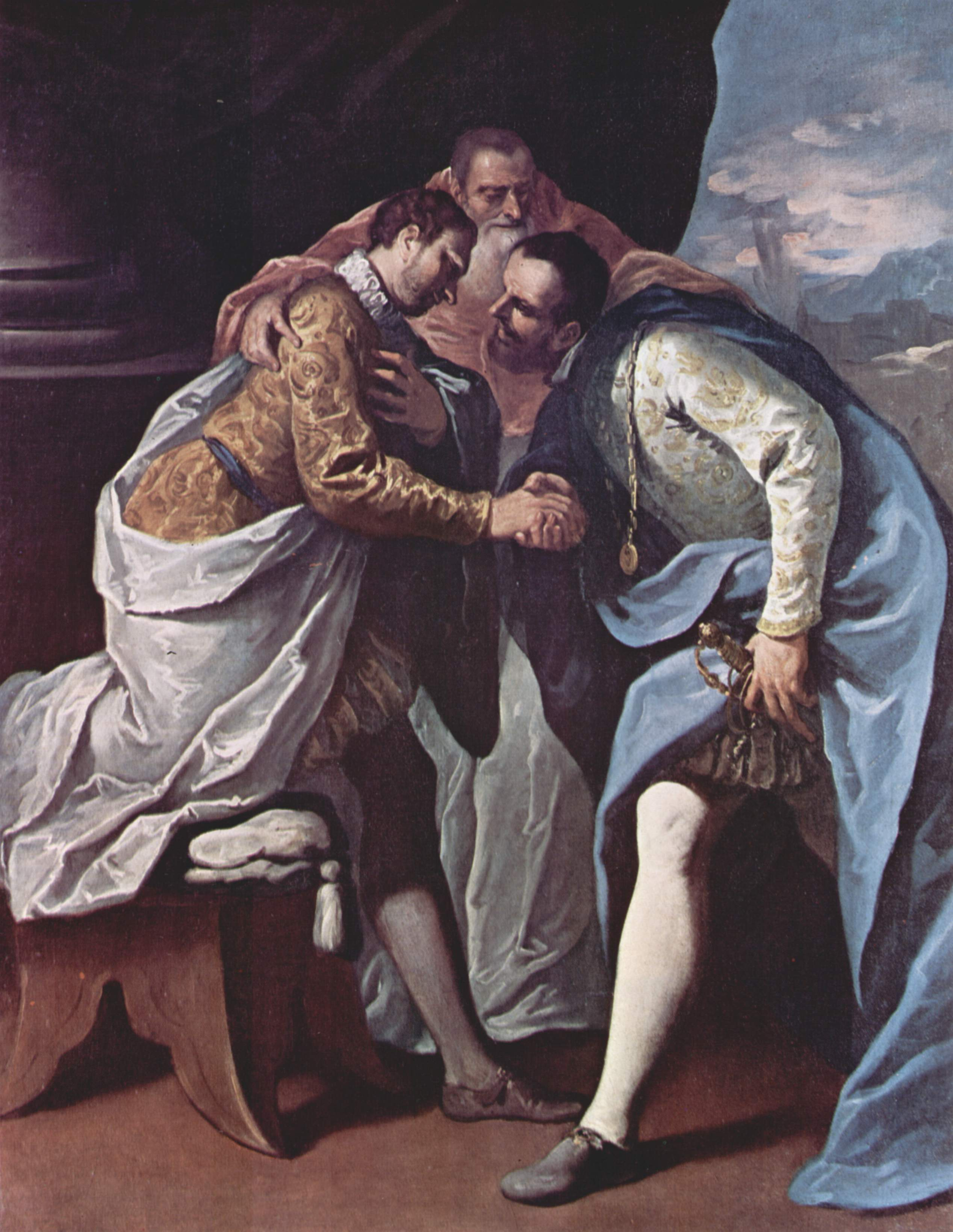
El papa Paulo III reconcilia a Francisco I de Francia con el emperador Carlos V (Tregua de Niza, 1538), en un cuadro de Sebastiano Ricci (1688). La enemistad de los dos soberanos trajo como consecuencia el inicio de un siglo de hegemonía de la Monarquía católica, pero también en la imposibilidad de una restauración del Sacro Imperio romano. El poder papal, desafiado por la Reforma, subsistirá.

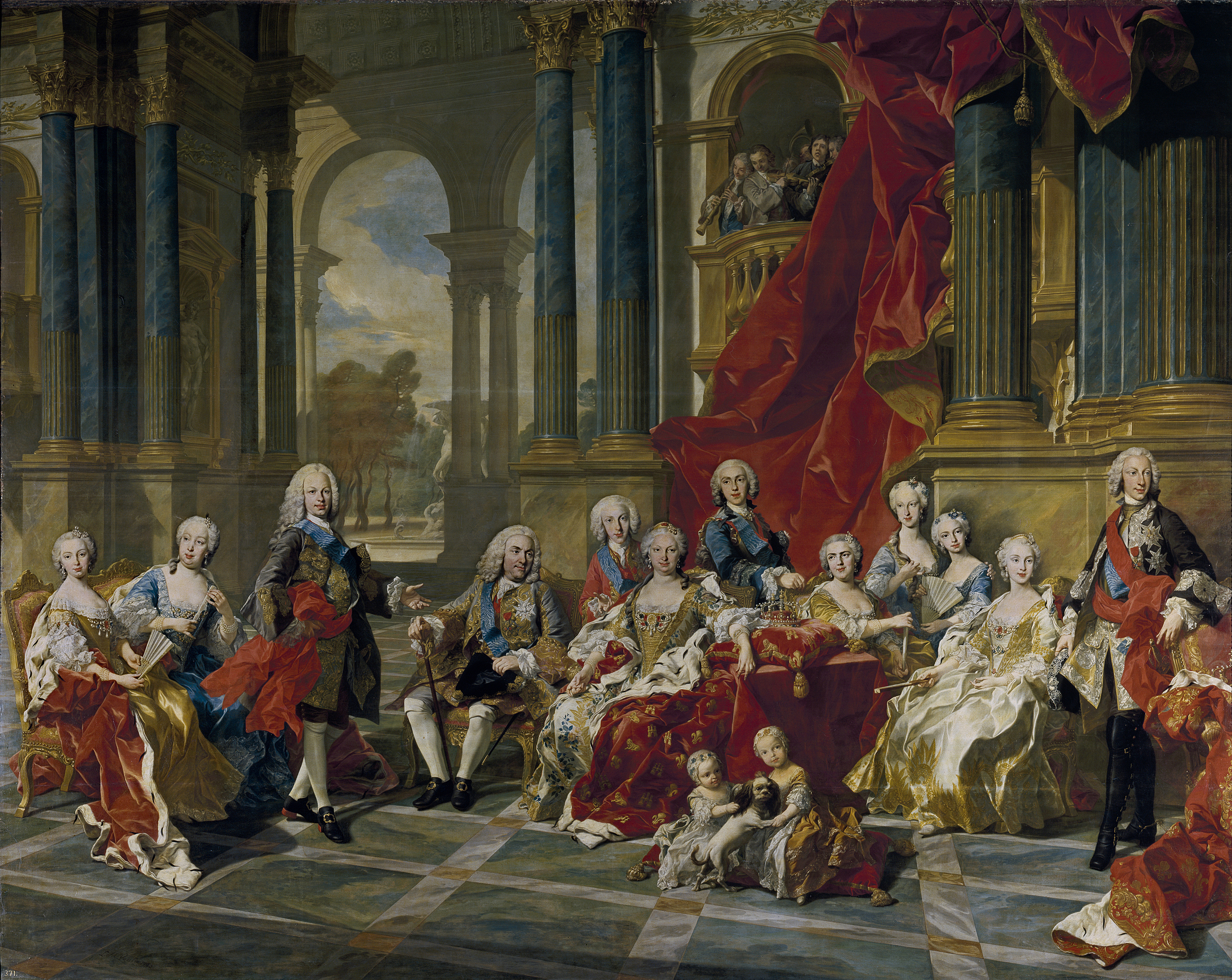
La familia de Felipe V, de Louis-Michel van Loo, nos recibe en estudiada pose en un ambiente barroco. La imagen sirvió como comunicación familiar con los Borbón de Francia. El pacto de familia que mantuvieron ambas ramas de la dinastía hasta la ejecución de Luis XVI demuestra cómo los intereses nacionales (de unas naciones todavía no construidas) se postergaban ante los dinásticos. Territorios y súbditos podían intercambiarse por un tratado sin consultar a nadie más que a su soberano. Algún rey prefería perder sus estados antes que gobernar sobre herejes (Felipe II de España) mientras que otro compraba París por el buen precio de una misa (Enrique IV de Francia).

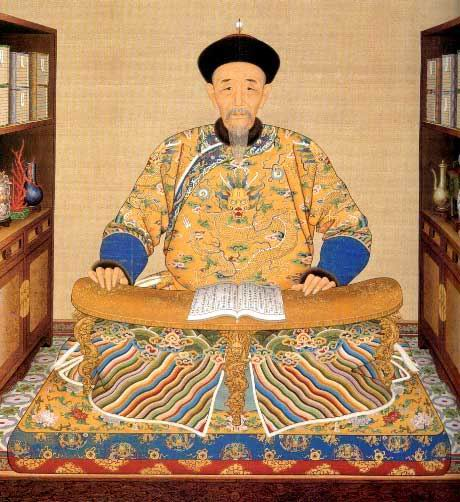
El emperador chino Kangxi, cuyo reinado, de 1662 a 1722 fue comparable en duración al de Luis XIV de Francia, aunque indiscutiblemente, China era mucho más poderosa y extensa. La existencia de las potencias europeas ya no podía ser ignorada, y se vio forzado a mantener un equilibrio fronterizo con Rusia en Asia Central y a frustrar las pretensiones proselitistas del papado. La formación económico-social china no podrá sostener la presión expansiva de Europa en el siglo siguiente.

### El poder de los reyes
En Europa Occidental, desde finales de la Edad Media algunas monarquías tendieron a la formación de lo que podría denominarse como estados nacionales, en espacios geográficamente definidos y con mercados unificados y con una dimensión adecuada como para la modernización económica. Sin llegar a los extremos del nacionalismo del siglo XIX y XX, se evidenciaba la identificación de algunas monarquías con un carácter nacional, y se buscaban y exageraban esos rasgos, que podían ser las leyes y costumbres tradicionales, la religión o la lengua. En ese sentido iban la reivindicación de la lengua vernácula para la corte de Inglaterra (que durante toda la Edad Media hablaba francés) o la argumentación de Nebrija a los Reyes Católicos en su Gramática Castellana de que, deben imitar a Roma y al latín porque la lengua va con el imperio (originándose una serie de orgullosas defensas del español en actos diplomáticos).
Este proceso no fue ni continuo ni sin altibajos, y no estaba claro en sus comienzos si habría de prevalecer la Idea Imperial de Carlos V, el mosaico multinacional dinástico de los Habsburgo o la expansión europea del Imperio otomano. Si en el siglo XVIII parecían fuertemente establecidos los actuales Estados de España, Portugal, Francia, Inglaterra, Suecia, Holanda o Dinamarca, nadie podía haber previsto el destino de Polonia, repartido entre sus vecinos. Los intereses dinásticos de las monarquías eran cambiantes y produjeron a lo largo de la Edad Moderna inacabables intercambios de territorios, por razones bélicas, matrimoniales, sucesorias y diplomáticas, que hacían que las fronteras fueran cambiantes, y con ellas los súbditos.
El aumento del poder de los reyes se centró en tres direcciones: eliminación de todo contrapoder dentro del Estado, expansión y simplificación de las fronteras políticas (el concepto de fronteras naturales) en competencia con los demás reyes, y eliminación de estructuras feudales supranacionales (las dos espadas: el papa y el emperador).
Las monarquías autoritarias intentaron anular toda posible oposición. En el siglo XVI aprovecharon la Reforma Protestante para separarse de la Iglesia católica (principados alemanes y monarquías escandinavas) o bien para identificarse con ella (la monarquía del Rey Cristianísmo de Francia o la del Rey Católico de España), aunque no sin conflictos (como prueba las polémicas en torno al regalismo, o el galicanismo). La monarquía inglesa del Defensor de la Fe (Enrique VIII, María Tudor e Isabel I) intentó alternativamente una u otra opción para decantarse finalmente por una salida intermedia entre ambas (el anglicanismo). Los reyes intentaron imponer la unidad religiosa a sus súbditos: en España los Reyes Católicos expulsaron a los judíos y Felipe III a los moriscos, en Inglaterra el anglicano Enrique VIII persiguió a los católicos, y en Francia Richelieu persiguió a los protestantes. El principio cuius regio eius religio (la religión del rey ha de ser la religión del súbdito) fue el director de las relaciones internacionales desde la Dieta de Augsburgo, aunque no consiguió evitar las guerras de religión hasta la firma de los Tratados de Westfalia (1648).
Otro frente de batalla fue la nobleza, que en ocasiones se resistió al aumento del poder real, como en la Guerra de las Comunidades de Castilla (1521), la Fronda francesa de 1648, o las conspiraciones con ocasión de la crisis de 1640 contra el Conde-Duque de Olivares en distintos puntos de la Monarquía Hispánica. No debe interpretarse esto como una identificación de los intereses de clase de la burguesía y la monarquía, que puede apoyarse en ella, sabiendo que es su principal fuente de ingresos, pero, al menos en las zonas en que puede hablarse de sociedades de Antiguo Régimen, se identifica mucho más claramente con los intereses de la clase dominante: los privilegiados (nobleza y clero). En esas mismas ocasiones las revueltas también mostraron un componente de particularismo regional que se opone a la centralización, la resistencia de instituciones que pueden funcionar como contrapeso a la corona (Parlamentos judiciales o legislativos), o un carácter antifiscal. En el caso más favorable al poder real, el francés, resultó en una monarquía absoluta identificada con el estado unitario y centralizado. Mientras tanto, primero en Holanda (tras su independencia) y luego en Inglaterra (tras la guerra civil inglesa) se experimentó el funcionamiento de la monarquía parlamentaria en respuesta a otra formación económico-social.

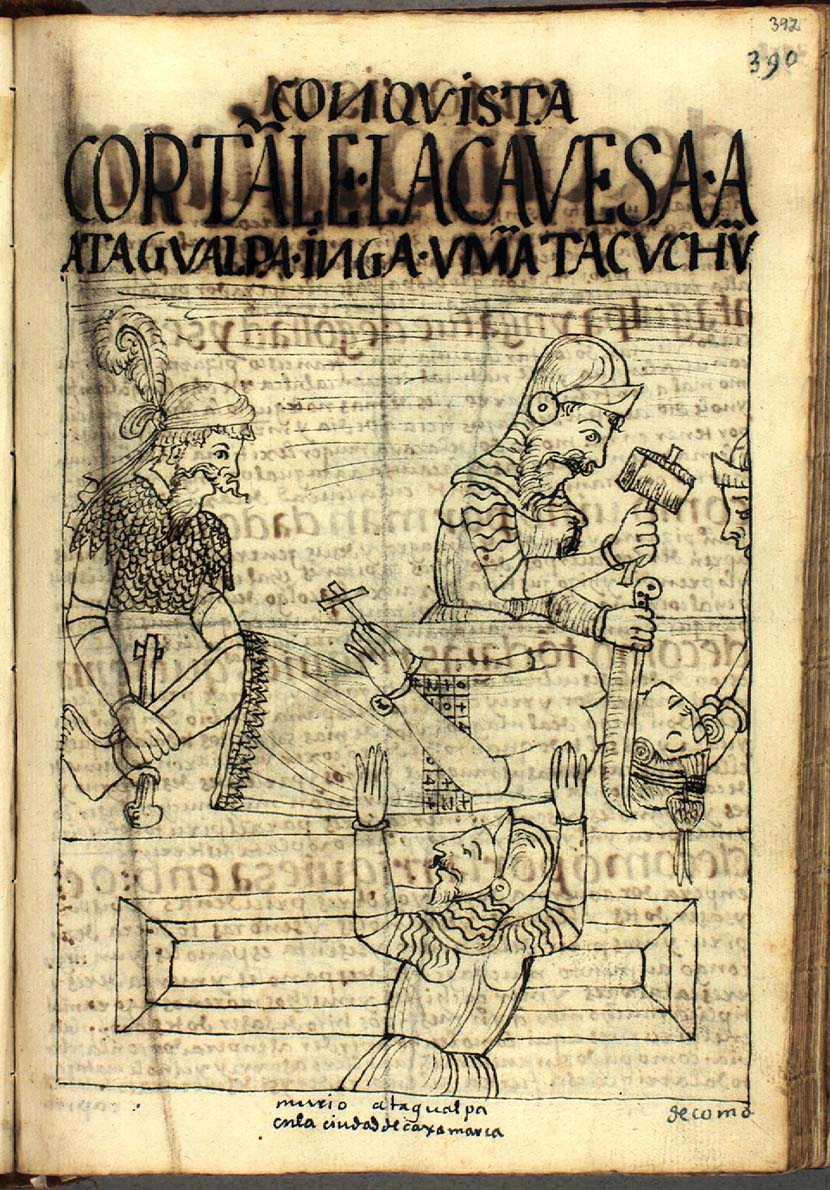
El regicidio del inca Atahualpa, tal como la dibujó Felipe Guamán Poma de Ayala, en su Nueva Crónica y Buen Gobierno, un excepcional documento de la visión indígena de la Conquista de América, descubierto en 1908.

El rey don Sebastián I de Portugal, que a pesar de haber muerto en Alcazarquivir, junto a otros dos reyes (estos musulmanes), "reapareció" en la figura de un pastelero de Madrigal y permaneció siempre vivo y eternamente joven en el imaginario popular, como los héroes homéricos o el Che Guevara en el (sin olvidarnos de héroes populares como Elvis Presley, Marilyn Monroe, James Dean, Jim Morrison o John Lennon).

En lo externo, los imperios europeos buscaron ampliar sus dominios territoriales. España se construyó un Imperio en América. Portugal y Holanda fundaron factorías, núcleos de futuras ciudades, en diversos puntos costeros diseminados por todo el mapa terrestre. Francia e Inglaterra intentaron entrar en la India, al tiempo que fundaban colonias en lo que después serán Estados Unidos y Canadá. La pugna por el complejo mapa de político europeo fue incesante, desgastando las energías sociales extraídas a través de los impuestos en cruentas conflagraciones cuyo fin podía ser el predominio dinástico, religioso o el mantenimiento o la discusión de la hegemonía continental, en la que se sucedieron España y Francia, con la irrupción local de potencias locales (Dinamarca, Suecia, Polonia...). Los escenarios de las conflagraciones europeas fueron preferentemente los atomizados espacios políticos de la península italiana y Europa Central, surgiendo en ésta las potencias rivales de Austria y Prusia, cuyo futuro no se dilucidará hasta bien entrada la Edad Contemporánea.
Frente a todo esto, se generó una crisis en las viejas estructuras supranacionales. La Iglesia católica fue incapaz de mantener consolidada a Europa bajo su predominio aunque los Estados Pontificios subsistieron con una influencia incomparablemente superior a su peso temporal, y el Sacro Imperio Romano Germánico, después del frustrado intento por restaurarlo de Carlos V, fue prácticamente desmantelado por el Tratado de Westfalia de 1648. El Imperio siguió existiendo teóricamente hasta 1806, pero en los hechos no era más que una presencia nominal en el mapa internacional, sin poder efectivo.

#### El Rey ha muerto, ¡viva el Rey!
Esta expresión, que garantizaba la continuidad de la monarquía hereditaria, es también un indicio de los límites del Estado que se pretende construir por una monarquía con aspiraciones absolutistas. En todas las civilizaciones, el momento de la muerte de los reyes (o su agonía, o su falta de sucesión) ha dado históricamente origen a problemas sucesorios, e incluso guerras.

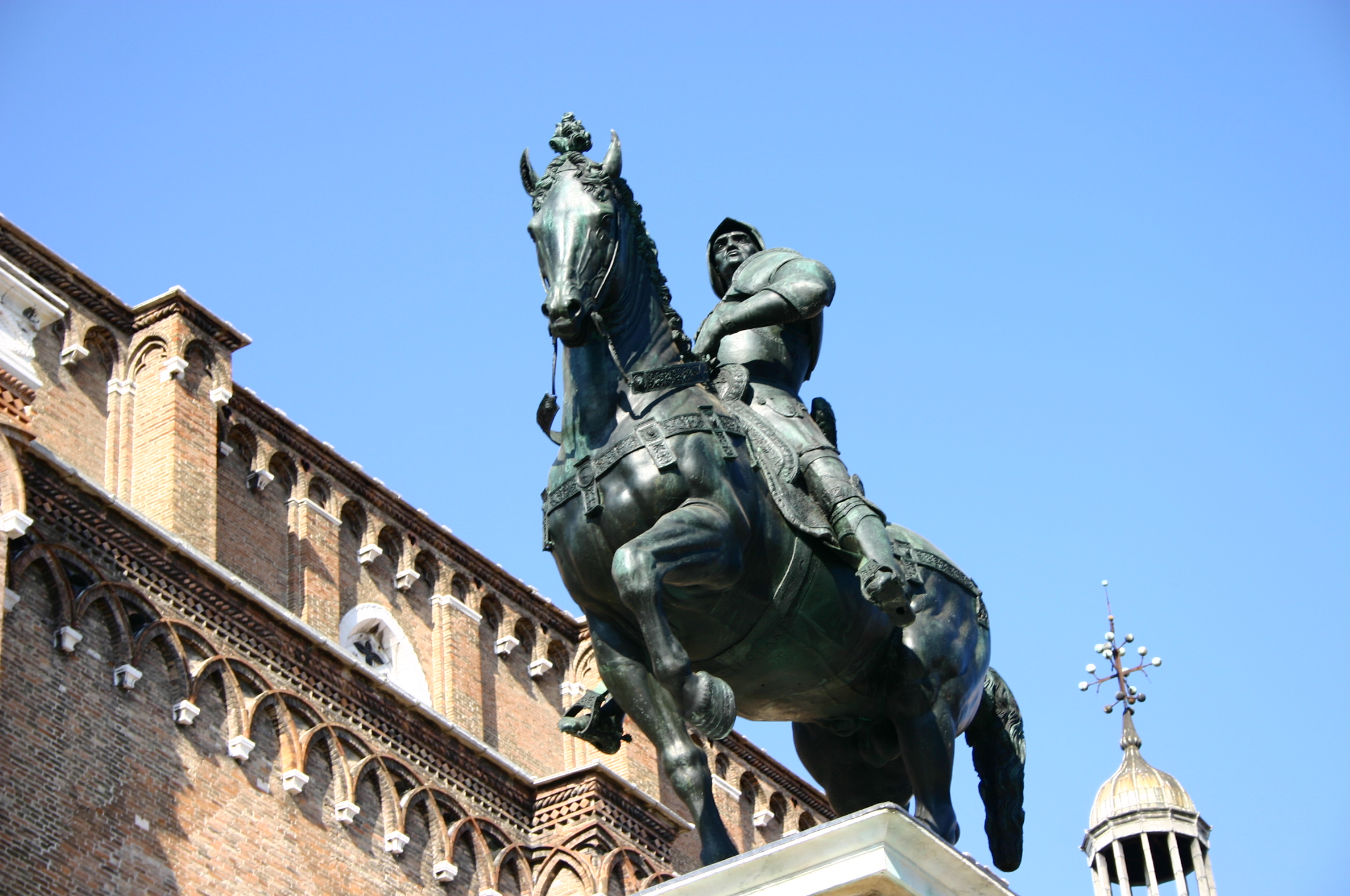
El condottiero Bartolomeo Colleoni, con gesto adusto contempla Venecia desde su caballo en el famoso bronce de Verrocchio. Los ejércitos mercenarios, verdaderas empresas dirigidas con criterios protocapitalistas, se alquilaban al mejor postor en la Italia del Renacimiento. La caballería medieval quedaba para los ejercicios literarios.

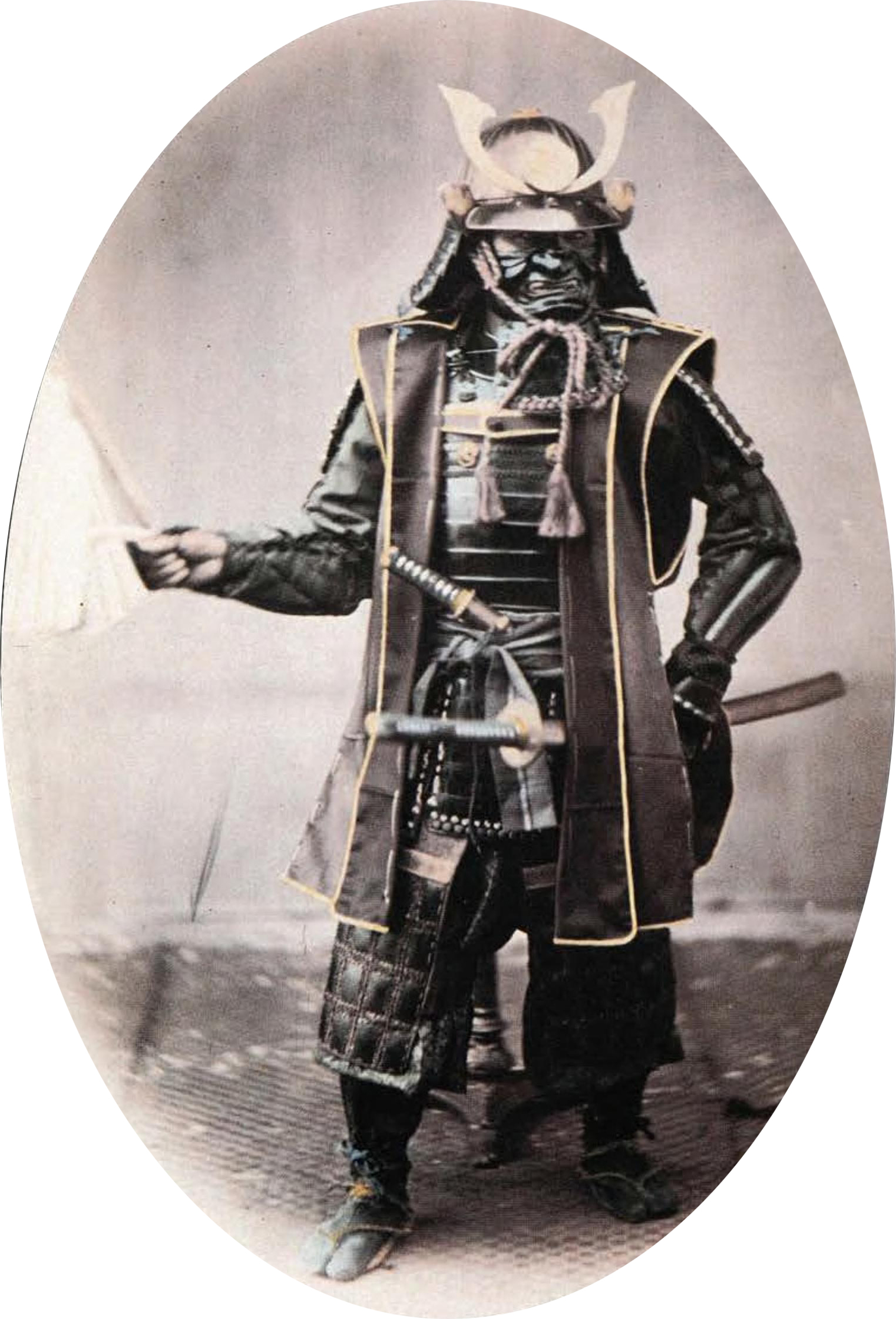
Guerrero japonés fotografiado por Felice Beato en la década de 1860. Tras una primera apertura, que incluyó la evangelización hispano-portuguesa, Japón se cerró a todo tipo de contactos con los extranjeros en 1641 con la política sakoku (con la mínima excepción de la importación de libros y el consentimiento de intercambios con los holandeses de la isla artificial de Dejima), y siguió considerando las armas de fuego como bárbaras y primitivas, prefiriendo las tradicionales del samurái hasta la restauración Meiji del.

La posibilidad de dar muerte al rey era un hecho todavía más grave, y la lesa majestad sancionada con la peor de las condenas (el suplicio de los regicidas como Ravaillac era particularmente doloroso). La mera consideración de ese argumento en la ficción garantizaba el interés de las truculentas tragedias de Shakespeare, en las que el usurpador encuentra su merecido castigo (Hamlet o Macbeth) sobre todo en la corte de Isabel I de Inglaterra, siempre vigilante contra reales o imaginarias conspiraciones contra su vida.
En la mayor parte de las culturas, dar muerte al rey estaba reservado como mucho a los enfrentamientos caballerescos con otro rey en el campo de batalla (por ejemplo, a pesar de algunos detalles ruines, el fratricidio de Enrique de Trastamara sobre Pedro I el cruel), cosa que en la Edad Moderna raramente se producía pues no solían arriesgarse (la muerte de Enrique II de Francia en un torneo entra dentro de los accidentes deportivos, y el apresamiento en la batalla de Pavía de Francisco I, que se quejaba de que Carlos V no entrara en liza personalmente con él, es algo excepcional). Por eso impactó tanto a toda Europa la temprana muerte de Sebastián I de Portugal en la batalla de Alcazarquivir. Este hecho además, estuvo en el origen de la decadencia portuguesa (el ejército quedó destruido y su tío Felipe II se impuso como heredero incorporando el reino a la Monarquía Hispánica, que desperdició lo mejor de la flota en la Armada Invencible y enfrentó el imperio colonial a la rapiña de sus enemigos ingleses y holandeses). También fue el origen de un curiosísimo movimiento social, el sebastianismo, muy popular entre los campesinos y clases bajas, que reivindicaba su presencia oculta y su mesiánica vuelta. Un movimiento idéntico tuvo lugar en Rusia, donde periódicamente aparecían falsos Dimitris reclamando ser el zarevitch heredero de Iván el Terrible. Estos movimientos (similares a otros movimientos milenaristas o mesiánicos, como los asociados al imán oculto en la religión islámica) acogían todo tipo de reivindicaciones populares que aprovechaban la oportunidad de expresarse en asociación con un concepto idealizado de la monarquía paternalista. Era difícil concebir que de la sagrada figura de un rey pudiera realizar actos de tiranía. Toda tiranía se atribuye a los malos consejeros, o al secuestro de la voluntad del rey (la leyenda de La máscara de hierro). Los validos son las figuras más odiadas. En la Edad Moderna la discrepancia más atrevida solía ser el grito Viva el rey y muera el mal gobierno. En otras civilizaciones, se opta por separar radicalmente la figura del gobernante de derecho, que pasa a ser una figura únicamente decorativa (el Califa en el islam y el Emperador en Japón) y el gobernante de hecho, que pasa también a ser hereditario y solemnizarse (el sultán otomano o el shōgun en Japón)

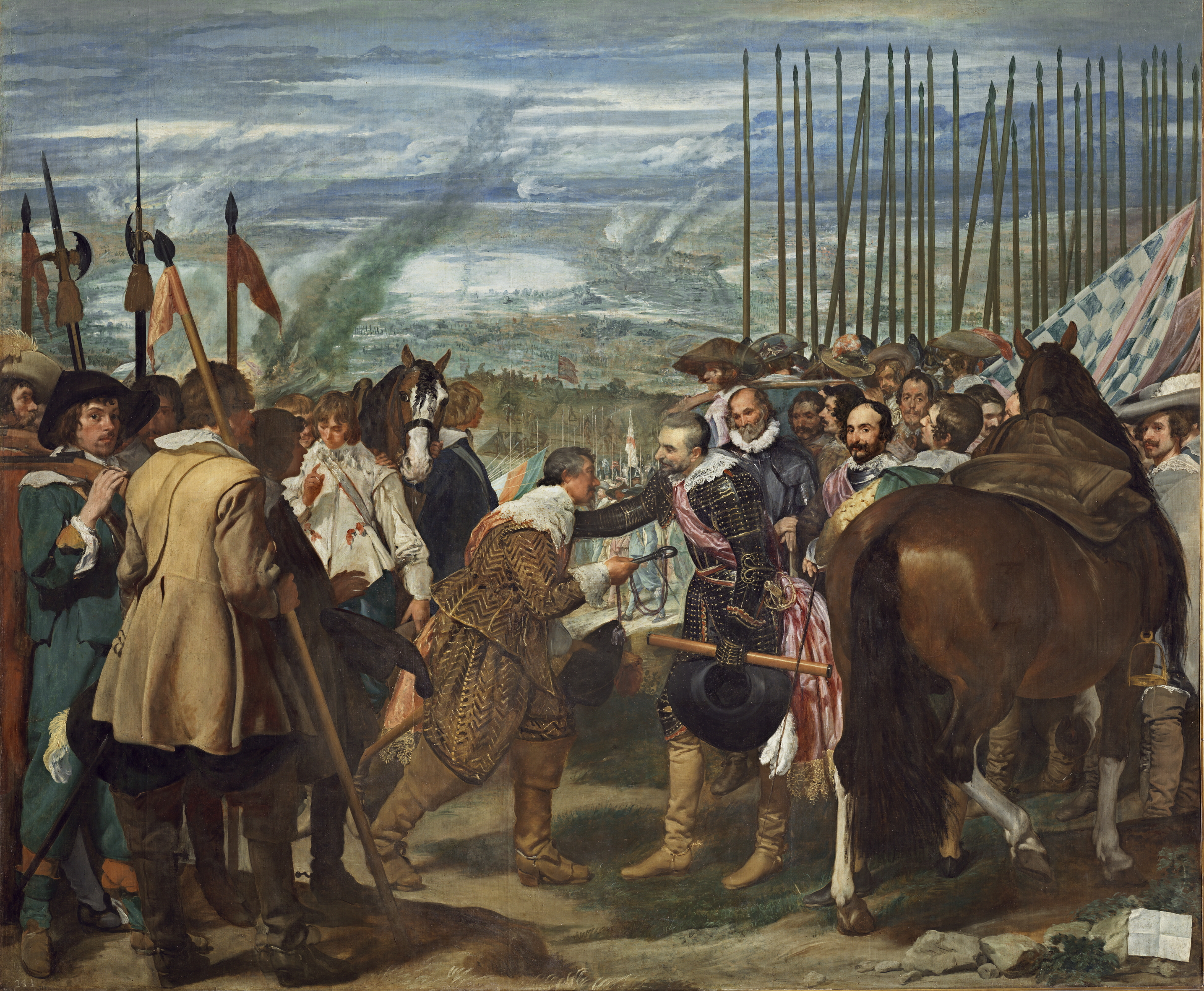
La rendición de Breda o Las Lanzas, de Velázquez, 1636. Uno de los episodios gloriosos que se celebraban en el Salón de Reinos del Palacio del Buen Retiro de Madrid. Los tercios de Ambrosio de Spínola, que exhiben enhiestas sus picas, consiguieron desalojar de la plaza fortificada que se adivina humeante al fondo, a las tropas neerlandesas de Justino de Nassau, en uno de los últimos triunfos de las armas españolas, abocadas al fin de su hegemonía.

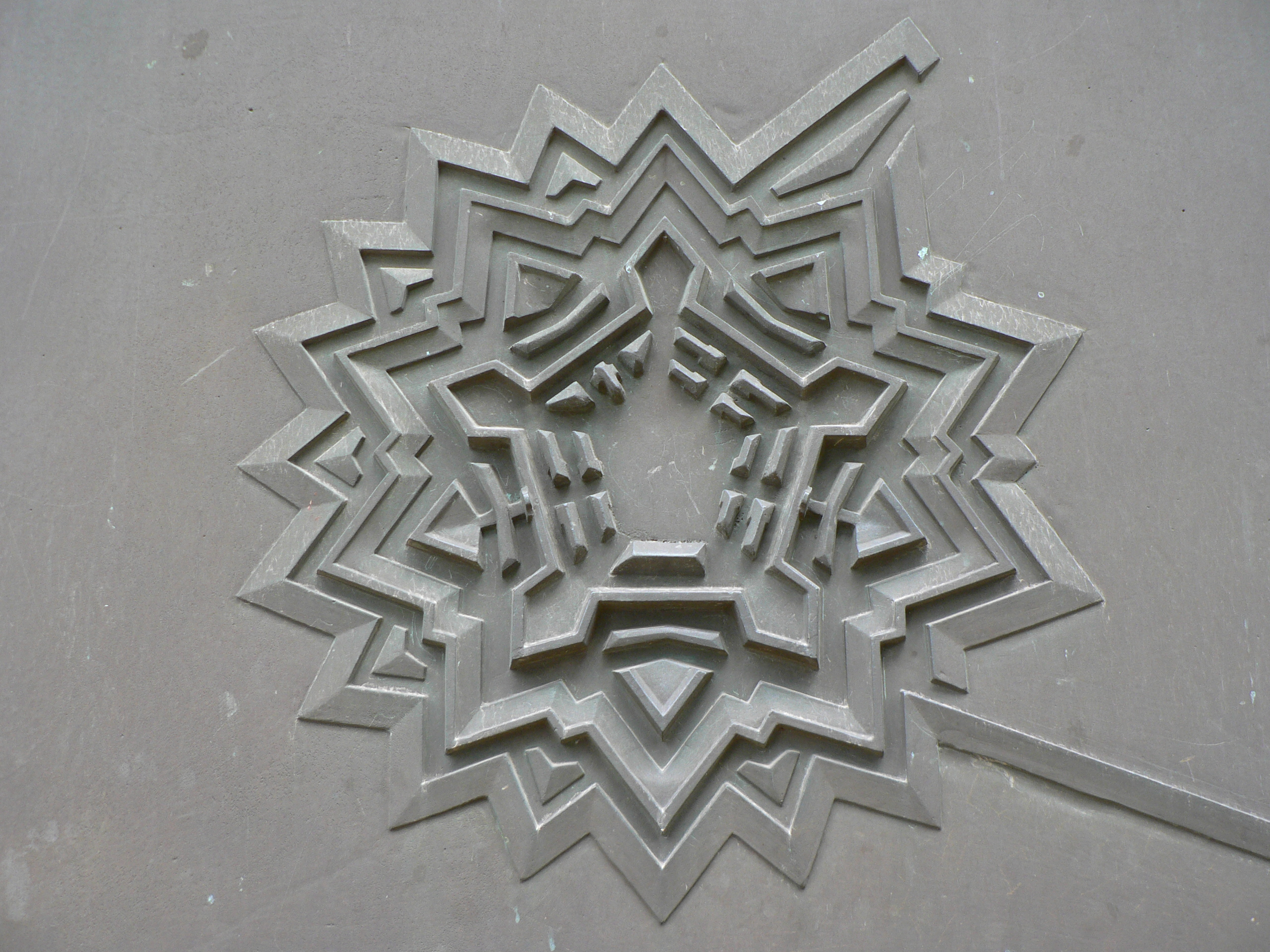
Maqueta de la Citadelle de Lille (1667). Louis Le Grand la voulut, Vauban la dessina, Simon Vollant l'édifia (Luis XIV la quiso, Vauban la diseñó y Simon Vollant la edificó). Uno de los ejemplos más acabados de las fortificaciones contra la artillería, que superaban el concepto medieval de muralla (fosos y muros almenados que rodeaban una ciudad, con cubos o torres a intervalos regulares) por una ingeniosa geometría (que comenzó llamándose "traza italiana") a la que se añadían baluartes avanzados y contramedidas para las minas que excavaban los zapadores asaltantes.

Lo que es una gran novedad de la Europa de la Edad Moderna es convertir la muerte del rey en algo teorizable, entroncándolo con la Antigüedad clásica. El tiranicidio se justificó por el padre Mariana, de la Escuela de Salamanca, en un libro que dedicó a la instrucción del futuro Felipe III, y que fue ampliamente divulgado más fuera que dentro de España, utilizándose sus argumentos en la justificación de la rebelión de los Países Bajos y más adelante incluso, en las dos grandes revoluciones del siglo XVIII (americana y francesa), que siempre pusieron buen cuidado de legitimarse por oposición a la pérdida de legitimidad del rey contra el que se rebelan, de una manera no tan distinta a como vasallos y señores feudales se aplicaban recíprocamente el concepto de felonía. En el himno de Holanda, Guillermo de Orange dice: "al rey de España siempre honré" - Den Koning van Hispanje/ Heb ik altijd geëerd, y los revolucionarios americanos dedican toda la primera parte de su Declaración de Independencia a convencer al mundo de que no les queda otra salida.
El respeto sacral que a la figura de los reyes se guardaba en Europa no se aplicaba por los conquistadores a los caciques, reyes o emperadores americanos, todos ellos considerados por los europeos como «indígenas paganos», cuya soberanía podía ser discutida solo con que se negaran a atender el Requerimiento. Así no hubo mayor inconveniente en extorsionar, torturar y matar a Hatuey, Atahualpa y Moctezuma (menos todavía en sofocar las revueltas posteriores a la conquista, incluso en fechas tan tardías como la de Túpac Amaru II, que enlaza ya con los gritos de la independencia americana). Pero andando el tiempo también el Viejo Continente presenció algunos regicidios notables, como los de Guillermo de Orange, Enrique III y Enrique IV de Francia, a manos de fanáticos, y los judiciales de María Estuardo y Carlos I de Inglaterra. Cuando la guillotina caiga sobre Luis XVI, la Edad Moderna ya habrá terminado, comprobándose que la sangre azul es igual que cualquier otra.
En América las revoluciones independentistas que comenzaron en 1776 con la sublevación de las trece colonias británicas que dieron origen a los Estados Unidos y se extendió con la Guerra de Independencia Hispanoamericana (1809-1824), que dieron origen a las primeras naciones latinoamericanas, fusionaron la idea de independencia con la oposición radical a la monarquía y el derecho al regicidio. El resultado fue la aparición de una cantidad de repúblicas sin precedente en la Historia Universal.

### Revolución militar
También el arte militar experimentó profundos cambios, que fueron correlativos a los cambios políticos que se vivían en ese tiempo. La introducción de las armas de fuego marcó el final de la época de los caballeros feudales, y el inicio del predominio de la infantería. Aunque los primeros usos de la pólvora fueron en China, su empleo militar fue fundamentalmente europeo durante la Edad Moderna. El código del honor del caballero medieval veía las armas de fuego como un insulto a la valentía, que permitía abatir al mejor caballero por el más ruin villano mercenario, pero su aceptación, desarrollo y sofisticación en Europa es una de las claves de su expansión durante la Edad Moderna. Los cambios sociales que produjo en su interior terminaron, paradójicamente, incluyendo su uso en los duelos por honor.

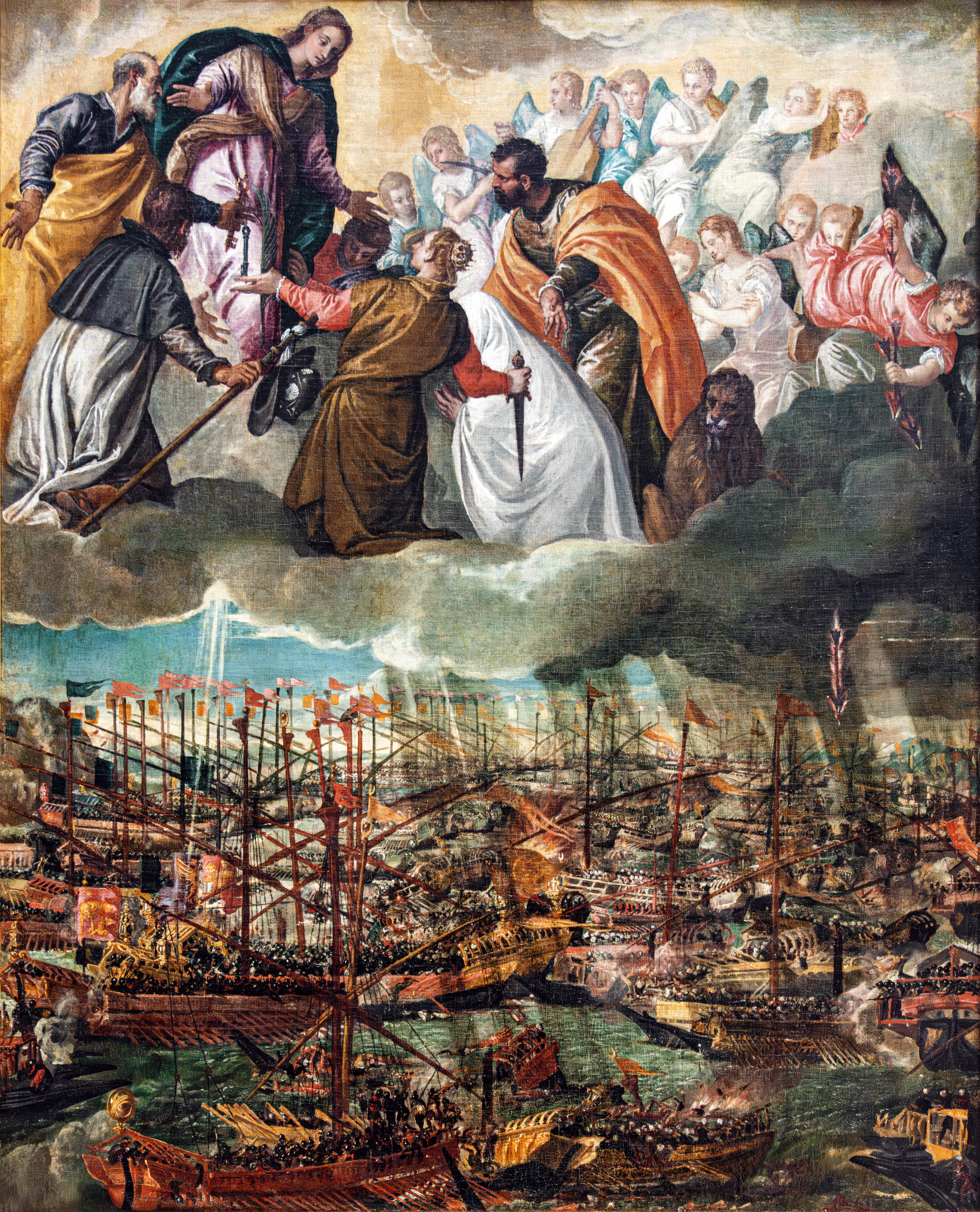
La batalla de Lepanto, vista por Veronés, es una confusión de galeras que se embisten tras el duelo artillero, cuya suerte se decide en el plano celestial, por la intercesión ante la Virgen María de los santos patrones de cada miembro de la Santa Liga (por el papa, con las llaves del reino de los cielos, Pedro; por España, con equipo de peregrino, Santiago; por Génova, con corona y espada, Catalina; y por Venecia, con su león, Marcos).

Ya la guerra de los Cien Años había supuesto una humillación de la nobleza francesa frente a los arqueros ingleses, pero fue la artillería, que se experimentó en las últimas fases de la Reconquista (parece ser que los defensores musulmanes la usaron en la toma de Niebla en el siglo XIII, y los cristianos desde la época de Alfonso XI), la que demostrará ser el arma decisiva, cuyo coste, inasumible por ningún noble particular, solo podía ser sufragado por los crecientes recursos de las monarquías autoritarias, con lo que el ejército moderno pasará a ser uno de sus atributos. La Guerra de Granada será decisiva para la conformación de una unidad militar compleja y bien articulada: los tercios, que se probarán exitosamente en Italia bajo el mando del Gran Capitán frente a los ejércitos franceses, al tiempo que se internacionalizan con mercenarios de todas las nacionalidades. Los suizos y los lansquenetes alemanes serán los más afamados. Por primera vez desde el Imperio romano, las guerras europeas se libraban con una visión estratégica continental que ponía a su servicio crecientes aparatos estatales: era mayor proeza "poner una pica en Flandes" desde el punto de vista económico que desde el puramente táctico, y las batallas diplomáticas no fueron menos decisivas que las reales para cerrar o mantener abierto el llamado camino español.

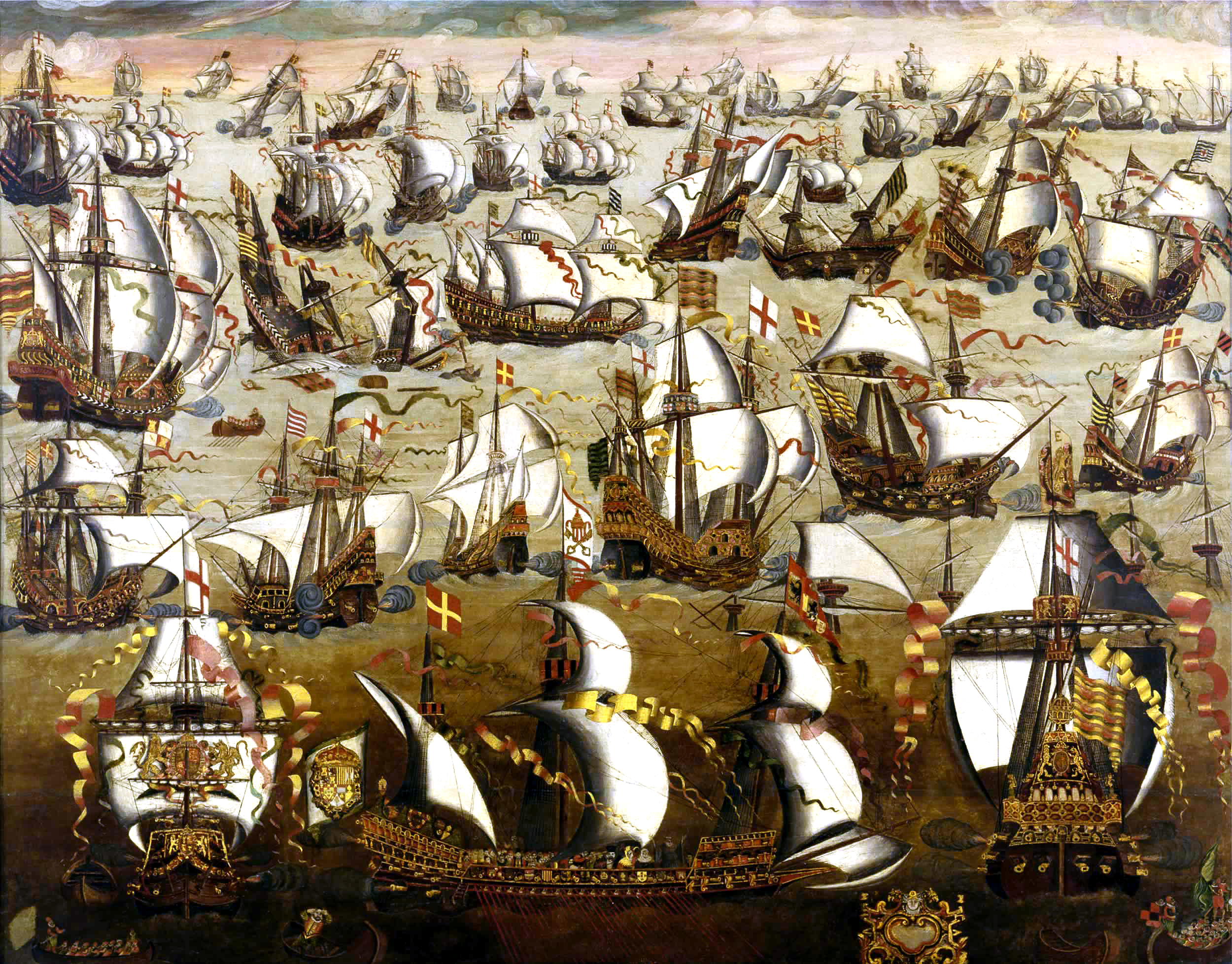
La Armada Invencible partiendo del puerto de Ferrol. La tecnología naval de élite europea se batió en el canal de la Mancha, prevaleciendo la inglesa sobre la española (que desde 1580 incluía también a la portuguesa, o sea, a las dueñas de las dos mitades del mundo desde el Tratado de Tordesillas). Ninguna marina extraeuropea pudo competir hasta la Guerra Ruso-Japonesa de 1905: la famosa flota china del dirigida por Zheng He no tuvo continuidad.

Al mismo tiempo, la ingeniería tuvo gran adelanto, perfeccionando una nueva táctica de defensa: el bastión. Impulsados por el desafío de los artilleros, ingenieros militares entre los que se encontraba el propio Leonardo da Vinci entablan con ellos una carrera de armamentos que no ha parado hasta el siglo XXI.
Como consecuencia, las campañas medievales, enfrentamientos de huestes reclutadas por los lazos del vasallaje se transformaron en verdaderas guerras de asedio y desgaste del enemigo, utilizando tropas profesionales, mercenarias, lo que en parte explica la enorme crueldad creciente de los conflictos hasta el siglo XVII. Para el siglo XVIII, las guerras, sometidas a método y cálculo académico, experimentaron un notable cambio, transformándose en campañas atemperadas, voluntariamente limitadas y con prolijas maniobras, en donde los generales arriesgaban poco y cuidaban mucho a sus tropas (famoso fue en ello el rey sargento, Federico Guillermo I de Prusia). Los uniformes, las banderas y la música militar se codifican de forma exquisita (el himno y la bandera de España provienen de esta época). Este esquema regiría los campos de batalla europeos hasta la llegada de Napoleón Bonaparte, primer general que aprovechó a gran escala el reclutamiento masivo producto del servicio militar obligatorio o nación en armas, ignorando los rangos aristocráticos que en los ejércitos de las monarquías absolutas reservaban los puestos directivos a gente de no probada valía, mientras que para él «cada soldado lleva en su mochila el bastón de mariscal». Pero eso fue ya en un periodo histórico diferente, la Edad Contemporánea, en el que, tras el intento de bloqueo continental contra la industria inglesa y las teorizaciones de Clausewitz, se terminará hablando de la guerra total, un concepto ajeno al periodo de la Edad Moderna, en que la vida económica y social seguía en buena parte ajena a las batallas.

#### La guerra naval

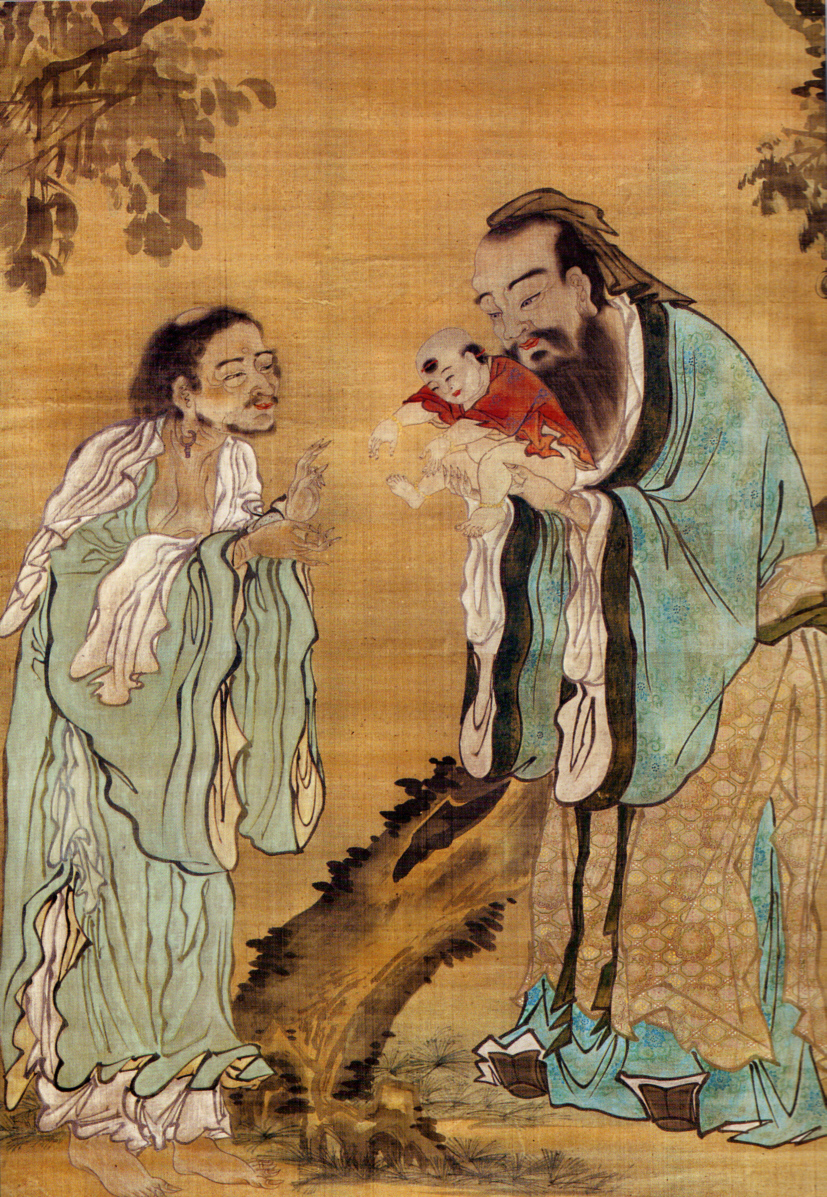
Confucio presenta al niño-Buda a Lao Tse, en una singular recreación pictórica de época Qing. Mientras el islam y cristianismo se expandían en conflicto por la mayor parte del mundo, el budismo había conseguido implantarse con fuerza en Extremo Oriente, en cada caso sobre un sustrato distinto (en China y Japón, las religiones tradicionales, confucionismo y shinto, en Indochina, el hinduismo); al mismo tiempo, en su India natal, los mogoles musulmanes y el hinduismo justificador del sistema social de castas lo hacen prácticamente desaparecer.

La guerra naval conoce un salto cualitativo con la incorporación de la artillería y de las mejoras técnicas de la navegación. La capacidad de maniobra rápida y abordaje de la propulsión a remo (todavía útil en 1571 en Lepanto) quedará obsoleta, en beneficio de la planificación estratégica en un escenario planetario, donde flotas oceánicas llevan la presencia militar a distancias enormes con una agilidad creciente. «La mayor ocasión que vieron los siglos», como la calificó Cervantes, que allí perdió su mano izquierda (para mayor gloria de la derecha), significó de hecho el mantenimiento del statu quo en el Mediterráneo: el oriental para los turcos y el occidental para los españoles, pero el conjunto del Mare Nostrum había perdido ya su centralidad en beneficio del Atlántico. Hasta la derrota de la Armada Invencible (1588) nadie desafiaba la hegemonía naval hispano-portuguesa más allá de enfrentamientos irregulares (los holandeses mendigos del mar o los piratas berberiscos o ingleses, poco importantes hasta el siglo XVII).

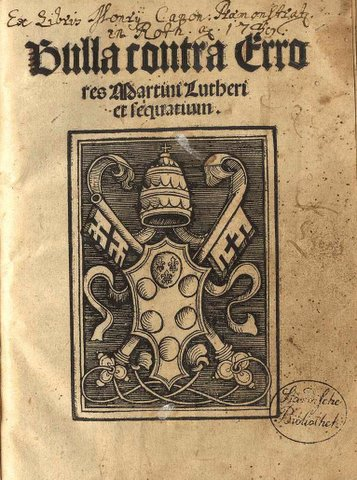
Bula Exurge Domine, Contra Errores Martine Lutheri et sequatium: contra los errores de Martín Lutero y sus seguidores (15 de junio de 1520), por la que el papa León X le amenazaba con la excomunión si no se retractaba de 41 puntos incluidos en sus famosas 95 tesis del 31 de octubre de 1517. Lutero quemó públicamente la bula (10 de diciembre de 1520) y la excomunión se hizo efectiva (3 de enero de 1521). Cualquiera de esas fechas son hitos para la Edad Moderna, aunque no habrían pasado de ser una disputa teológica si no hubieran encontrado el formidable eco que la difusión de la imprenta permitió a los argumentos de ese "oscuro fraile", y no se hubieran acogido por una sociedad madura para recibirlos y unos agentes políticos dispuestos y capaces de aprovechar su potencial.

Consciente de poseer un imperio donde no se ponía el sol, Felipe II ofreció una recompensa fabulosa a quien le ofreciera un reloj mecánico que permitiera a sus barcos calcular con precisión la longitud cartográfica, cosa que no se consiguió hasta el siglo XIX; pero para entonces el meridiano cero era el de Greenwich y no el de Cádiz ni el de París, a pesar del esfuerzo científico que supuso el sistema métrico decimal. La batalla de Trafalgar (1805) vino a sancionar indiscutiblemente la hegemonía marítima que Inglaterra ya había alcanzado, al menos desde la guerra de sucesión española, que le proporcionó Gibraltar y Menorca, además de ventajas comerciales en América (1714). Olvidado quedaba el reparto hemisférico del mundo entre españoles y portugueses (Tratado de Tordesillas, 1494) y que había provocado el enojo de Francisco I de Francia, que pidió que le enseñaran la cláusula del testamento de Adán que preveía tal cosa. Entretanto, los bosques ibéricos de la ardilla de Estrabón (que cruzaba la península sin tocar el suelo) se habían convertido en tablones de barco o en tallas de santos (destinos para los que se seleccionaban las piezas más escogidas), lo que tuvo decisivas consecuencias económicas y ecológicas: se dice que buena parte de los sedimentos depositados en el Delta del Ebro se deben a la deforestación del Pirineo en la Edad Moderna.

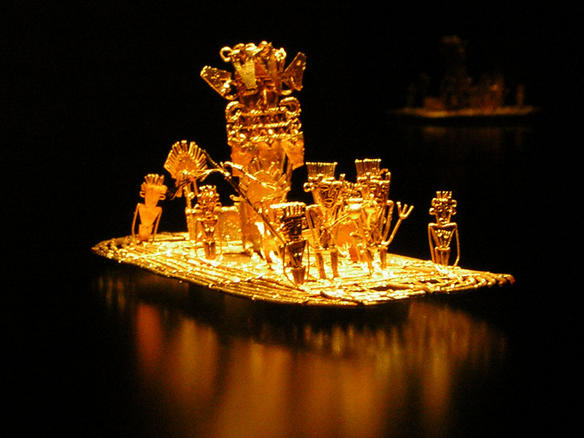
La orfebrería sagrada americana, como ésta de la cultura Muiscas, donde aparece la barca ritual que sumergirá ofrendas en un lago, excitó de tal manera el ansia de oro de los conquistadores que creó la leyenda de El Dorado. Es enormemente simbólico que el destino de la mayor parte de la producción artística precolombina fuese el saqueo y la fundición en monedas, que circulando de Sevilla a Génova o Amberes cambiaron para siempre la economía mundial. En la antigüedad, una profanación semejante se atribuye a Jerjes, que transformó el oro de Babilonia en arqueros (los numismáticos y los de verdad).

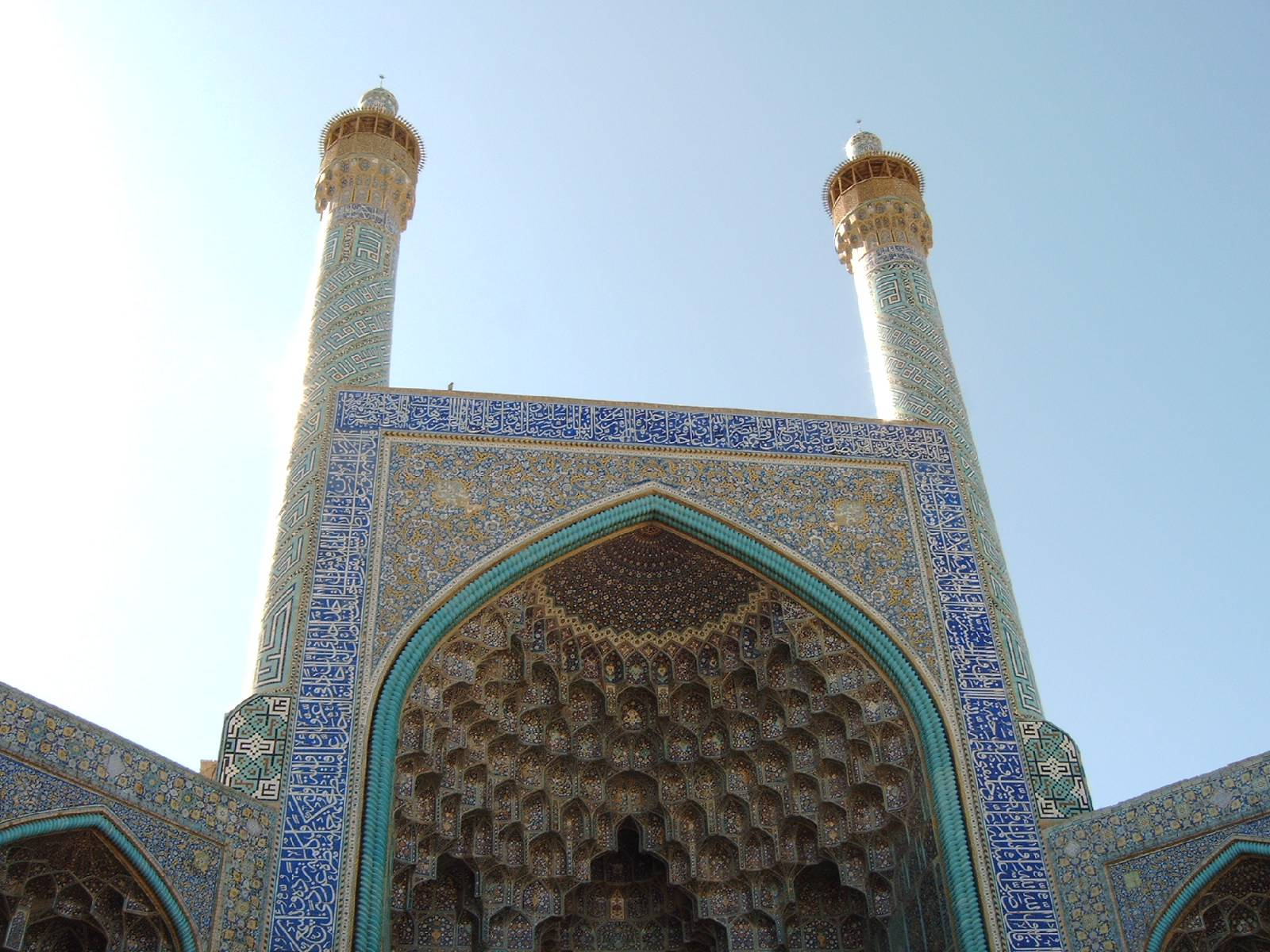
Mezquita del Sah Abbás I el grande, del imperio persa safávida en Isfahán, Irán. En este caso, el impresionante pórtico acoge a los chiítas.

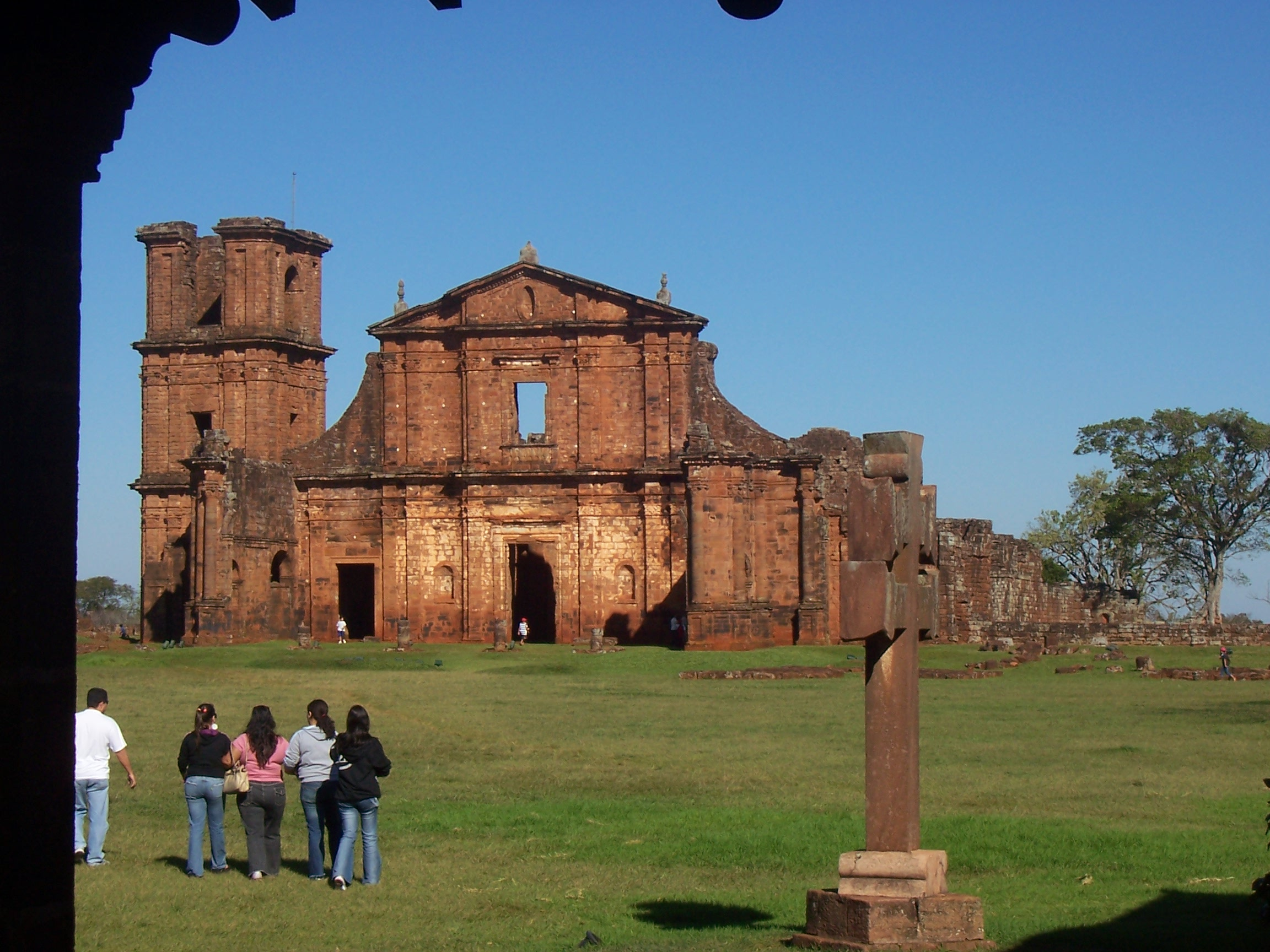
Las Misiones Jesuíticas en América del Sur establecieron un sistema teocrático-guaraní de tipo igualitario que ha sido mencionado como antecedente de las ideas socialistas.

### La religión

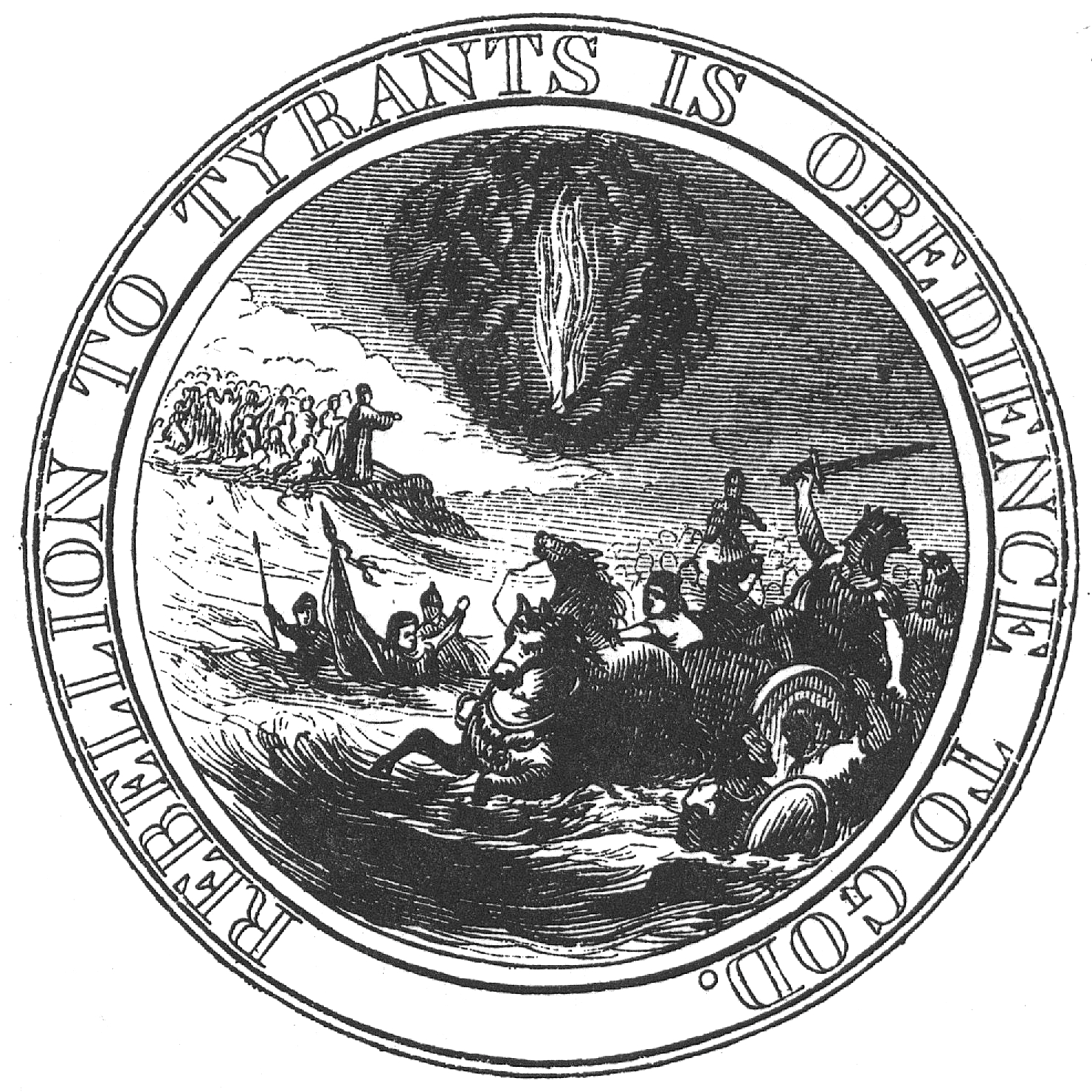
Reconstrucción de la propuesta de Sello de los Estados Unidos hecha por Benjamin Franklin. La rebelión contra los tiranos es obediencia a Dios, ilustrado por el episodio bíblico del mar Rojo. En 1776, la población de las trece colonias británicas en Norteamérica, inició la Revolución Americana sobre la base de conceptos políticos que significaban un cambio radical: independencia, derechos humanos (si bien no para todos, los esclavos negros estaban excluidos), federalismo, constitución, república, basados en los postulados de la Ilustración llevados a sus conclusiones. Algunos autores americanos postulan la tesis, controvertida por otros, de que las prácticas políticas de la Confederación Iroquesa (Haudenosaunee) —su Gran Ley de la Paz— fue «inspiración directa de la constitución estadounidense». La embajada de Franklin en París probó la simpatía con que los Estados Unidos fueron acogidos por la opinión ilustrada (no solo la francesa, también ingleses como Burke), admirada ante la demostración empírica de las teorías rousseaunianas del "buen salvaje", que se estaba convirtiendo en una orgullosa "nueva Roma" poblada de águilas y cincinatos (símbolos rechazados por el propio Franklin y otros americanos pertenecientes al ala progesista de la revolución).

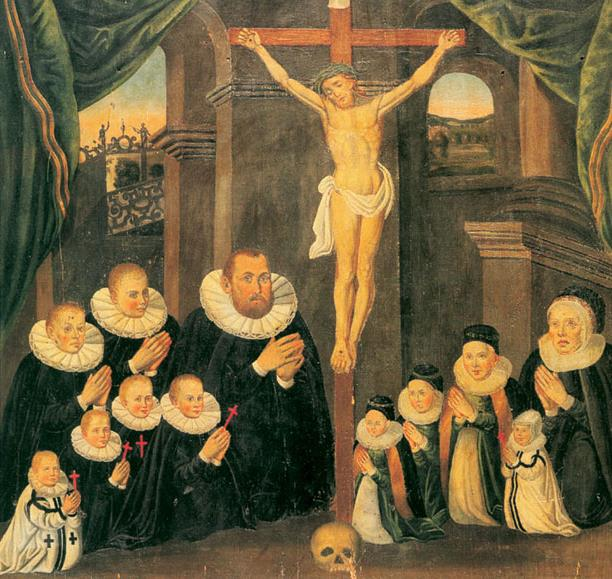
Con un modelo iconográfico muy común, Elias Hille pinta en 1596 a la familia Friedrich, un fabricante de cristal de Bohemia. Muestra el ideal social de familia nuclear: numerosa (tanto en muertes, acechantes en la calavera del Gólgota, como en nacimientos), jerarquizada, sumisa a los valores religiosos, sexuada y comprometida con su destino futuro desde la infancia. En todo ello, pocas diferencias con la familia extensa, clánica, que organizaba la sociedad entera como un conjunto de lazos familiares; pero la sociedad moderna genera nuevas expectativas a los individuos, que cada vez más basan su posición social en sus logros personales. Cuando no importe el origen familiar sino lo que cada uno es por sí mismo, se habrá terminado la sociedad preindustrial. Por otro lado, la libertad de testar, la vinculación de los patrimonios familiares (mayorazgo) o el reparto forzoso entre los hijos (la legítima), suponen distintos sistemas de herencia que, sumados a los distintos regímenes matrimoniales (dote o su contrario, el precio de la novia; sociedad de gananciales, separación de bienes, todos ellos conectados con el papel social de la mujer), constituyen una parte muy importante de las condiciones jurídicas que favorecen o dificultan, según el caso, y en combinación con muy distintos factores económicos sociales e ideológicos (incluyendo los religiosos) la acumulación originaria de capital necesaria para el surgimiento del capitalismo.

Como probaban las herejías urbanas medievales apaciguadas por la Inquisición y la Orden Dominicana, la Iglesia católica se encuentra en conflicto con la nueva vida urbana, y había mirado sus transformaciones con reticencia, aunque también demostró una gran capacidad de asimilación de los elementos disolventes (Orden Franciscana y devotio moderna de Tomás de Kempis). En el siglo XIV había vivido la Cautividad de Aviñón y el Cisma de Occidente, y en el XV vivió un proceso de acrecentamiento del poder temporal. Ejemplos de papas mundanos fueron, por ejemplo, Alejandro VI y Julio II, este último apodado, y no sin razón, el «Papa guerrero». Para financiarse, recurrió de manera cada vez más escandalosa a la venta de indulgencias, lo que excitó las protestas de John Wycliff, Jan Hus y Martín Lutero. Este último, cuando la Iglesia lo llamó a someterse, rehusó, señalando que la única fuente de autoridad eran las Sagradas Escrituras. Era esta una nueva visión de la relación entre el hombre y Dios, personalista e intimista, más acorde con los valores de la modernidad y muy diferente a la idea social y comunitaria de la religión que tenía el catolicismo medieval. Entre los numerosos seguidores de Lutero no fue posible la uniformidad (la interpretación libre de la Biblia y la negación de autoridad intermedia entre Dios y el hombre lo hicíeron imposible), y así Ulrico Zwinglio, Juan Calvino o John Knox, fundaron iglesias reformadas que se expandieron geográficamente convirtiendo a Europa en un conglomerado de personas con creencias muchas veces contradictorias. Se ha propuesto que el calvinismo y la doctrina de la predestinación son posiblemente una contribución esencial a la conformación del espíritu burgués capitalista, al exaltar el trabajo y el triunfo personal. No obstante, no es imposible encontrar una versión católica del mismo espíritu, como fue el jansenismo; lo que abundaría en la tesis materialista de que más que una determinación ideológica fueron las diferentes condiciones de la estructura económica del norte y el sur de Europa las que influyeron en su divergente historia a lo largo de la Edad Moderna.
La Iglesia católica reaccionó tardíamente, a finales del siglo XVI, imponiendo una serie de cambios internos en el Concilio de Trento (1545-1563). Los principales exponentes de esta reforma fueron Ignacio de Loyola y la Compañía de Jesús. Sin embargo, en general no pudo regresar a la fe católica a numerosas naciones reformadas. En general, la Alemania del norte, Escandinavia y Gran Bretaña ya no volvieron al catolicismo, mientras que Francia se debatiría durante años de conflictos internos por causa religiosa, hasta que en 1685 Luis XIV revocó el Edicto de Nantes, que garantizaba la tolerancia católica hacia los hugonotes, y los expulsó. El éxito de la Contrarreforma se dio en la Europa danubiana, la Alemania del sur y Polonia. Irlanda, las penínsulas ibérica e itálica, además de los recién conquistados dominios ultramarinos españoles en América, permanecieron católicos.
Todo esto sucedió en medio de un fuerte periodo de guerras de religión: en Alemania, los príncipes católicos se apoyaron en Carlos V contra los príncipes protestantes, al tiempo que surgían movimientos sociales como la guerra de los campesinos o los anabaptistas, perseguidos sangrientamente por ambos bandos, con la bendición expresa tanto del papa como de Lutero; en Francia, la no menos violenta Matanza de San Bartolomé (1572) fue solo un episodio de su particular y prolongada serie de guerras de religión, en las que la distintos grupos sociales se encuadran en bandos nobiliarios con opuestas pretensiones políticas, dinásticas y alianzas exteriores; la guerra de los Ochenta Años que supone la separación de los Países Bajos en un norte protestante y un sur católico; en su última fase (tras una Tregua de los doce años) simultánea a la guerra de los Treinta Años (1614-1648) en el Sacro Imperio, que terminó transformándose en un conflicto europeo generalizado.
La expansión europea significó la desaparición o sumisión de muchas religiones indígenas en los territorios ocupados por los europeos. Excepcionalmente, surgió en el norte de la India una nueva religión: el sijismo.
En América Latina el catolicismo fue impuesto como religión prácticamente exclusiva siguiendo los lineamientos de la Contrarreforma, pero al mismo tiempo las antiguas religiones y creencias precolombinas y africanas reprimidas, reaparecieron combinando sus creencias con el cristianismo mediante el sincretismo religioso.
Un ejemplo de ello es la fusión de cultos como el de la Pachamama y la Virgen María en la región andina y la presencia de los orishás de la religión yoruba en la santería y el candomblé. El catolicismo latinoamericano, especialmente en sus vertientes más ligadas a las culturas de los pueblos originarios y afroamericanos, dio comienzo a nuevos enfoques ante los derechos humanos, la naturaleza, la igualdad social y el republicanismo, alcanzando expresiones destacadas en casos como el de Bartolomé de las Casas y las Misiones Jesuíticas.
La otra gran religión en expansión, el islam, no tuvo una separación de autoridades civiles y religiosas, lo que no significa necesariamente un mayor fundamentalismo, y la prueba habían sido los periodos de tolerancia y gran intercambio cultural de la Edad Media. Los Imperios Turco, Safávida o Mogol no fueron menos, sino más tolerantes en materia religiosa que la Monarquía católica o la Ginebra de Juan Calvino, y el Mediterráneo Oriental (Balcanes incluidos) fue durante toda la Edad Moderna una diversidad étnica y religiosa que acogió la diáspora sefardí de forma equivalente a como lo hizo Ámsterdam. No obstante, en la Europa cristiana el humanismo renacentista (en principio, la simple reivindicación de los studia humanitatis frente a la teología) va acentuando la separación de los ámbitos religioso y laico.
El erasmismo o conceptos como la libertad de conciencia no solo dan lugar a otras religiones (protestantismo), sino a nuevas posturas del hombre ante la naturaleza, como la duda cartesiana, el racionalismo y el empirismo. Muy diferentes entre sí, la indiferencia religiosa, los libertinos, la masonería, el panteísmo, el agnosticismo y el ateísmo empezarán a ser consideradas como posturas imaginables –aunque de ninguna manera toleradas– y adquirieron paulatinamente aceptación a medida que trascurriera la Edad Moderna. La trayectoria personal e intelectual de Voltaire significará un referente que quedará fijado en el espíritu enciclopedista. La descristianización ligada a la Revolución francesa hará posible en un efímero episodio un culto secular a la Diosa Razón, bajo un calendario revolucionario privado de toda huella litúrgica.

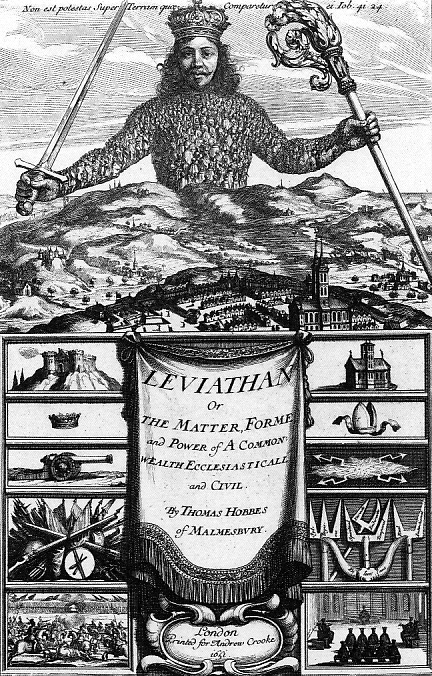
El Leviathan, de Thomas Hobbes, es una justificación del absolutismo frente a la Revolución Inglesa, pero su argumentación es plenamente secular, al contrario de la de Bossuet, que simultáneamente está defendiendo la teoría del derecho divino de los reyes. El monstruo que puede ejercer sin límites su poder lo hace porque el cuerpo social (del que cada individuo es una célula, como aparece en el grabado) le cede el poder, porque retenerlo cada uno para sí en un estado de naturaleza solo llevaría a la guerra de todos contra todos. La expresión Homo homini lupus (el hombre es un lobo para el hombre), que parece no ser suya aunque se suele atribuir a Hobbes, lo expresa muy bien.

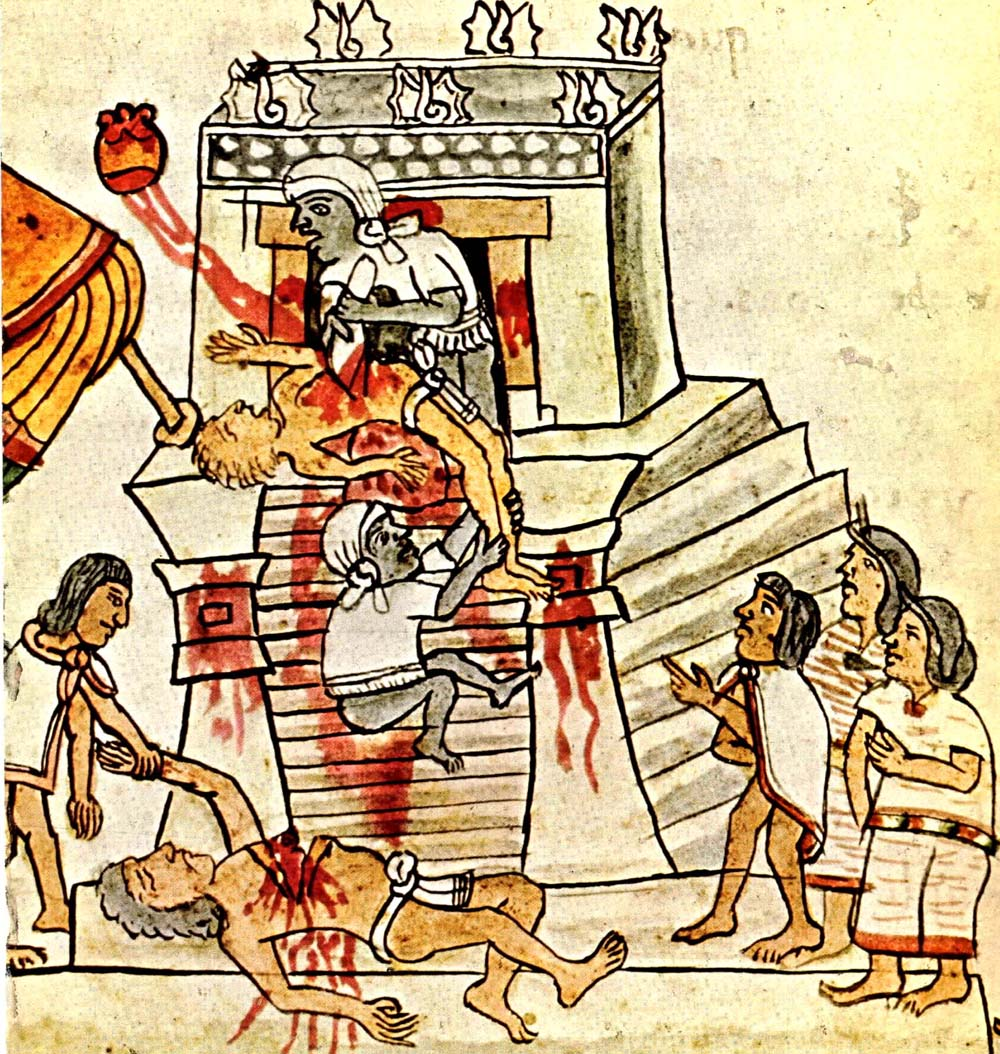
Sacrificio azteca, Códice Mendoza. El contacto con las culturas americanas proporcionó argumentos para ambas partes en debates como el de la Junta de Burgos de 1512 o la Junta de Valladolid de 1551 en que sobresalieron Bartolomé de las Casas y Juan Ginés de Sepúlveda: los indígenas ¿eran sujetos a una esclavitud natural o merecían ser tratados como iguales, en un precoz concepto de derechos humanos? Aquí se ve costumbres que desde un punto de vista aristotélico puden calificarse de antinaturales y una arquitectura tan civilizada que causaba asombro a unos conquistadores que comparaban Tenochtitlan con Venecia. La humanidad de los indios (con su correspondiente alma inmortal sujeta a salvación y por tanto, a la mediación de la Iglesia) quedó establecida por la bula Sublimis Deus en 1537. Las leyes de Indias fueron la respuesta por parte de una monarquía que, además de escrúpulos morales, intentaba evitar el excesivo poder de unos encomenderos demasiado lejanos y garantizarse jurídicamente el dominio temporal y el patronato regio que las bulas alejandrinas le daban a cambio de la evangelización.

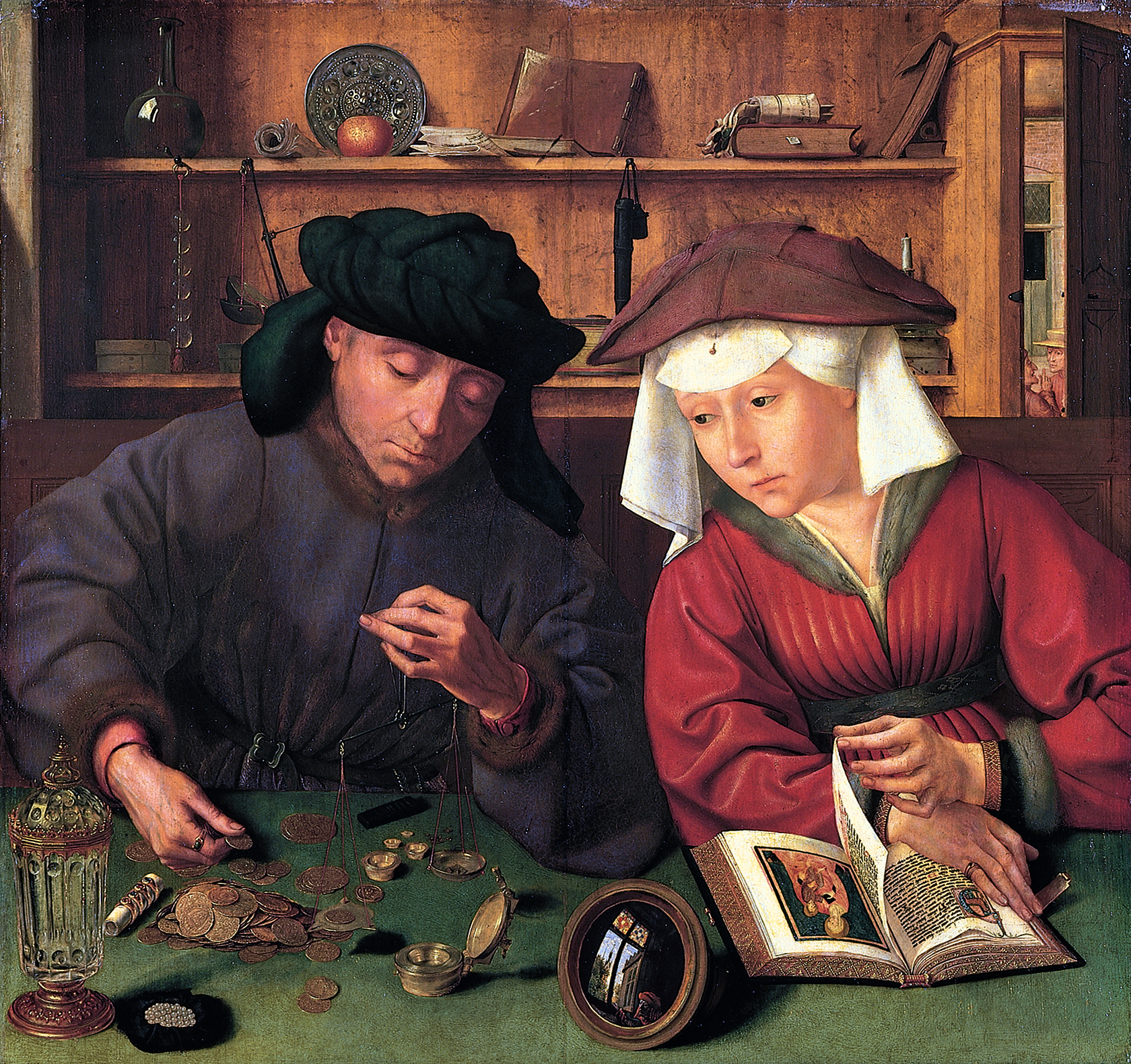
El cambista y su mujer, Quentin Massys, 1515. La eficaz conjunción de metales preciosos y documentos escritos revolucionó la economía mundial y los conceptos jurídicos; terminó disolviendo las relaciones sociales feudales. No obstante, este cuadro tiene una lectura bien distinta: la mujer está consultando un libro religioso, y duda de la legalidad teológica de las transacciones de su marido: el desprecio social por las actividades financieras, que incluía la sospecha de criptojudaísmo en sociedades como la española, y la persecución legal del lucro, significaban la pervivencia del mundo feudal, en que la renta y el privilegio son los procedimientos socialmente aceptables de la posición social elevada. Mientras el trabajo siga siendo un castigo divino, el interés deba camuflarse con todo tipo de excusas y el precio justo algo a debatir con el confesor, el triunfo del capitalismo habrá de esperar. Los navegantes holandeses y británicos desarrollarán un sistema de seguros para racionalizar económicamente sus arriesgadas actividades; simultáneamente los españoles, con toda lógica, prefieren la doble protección que les ofrece la monopolística y bien armada flota de Indias y la divina providencia: el dinero que no emplean en seguros, se les extrae en impuestos obligatorios y en "voluntarios" donativos a las instituciones religiosas (limosnas, fundaciones piadosas, dotes para ingresar a sus hijas en conventos, mandas testamentarias). La opinión que suscitaría un comerciante poco piadoso es fácil de imaginar.

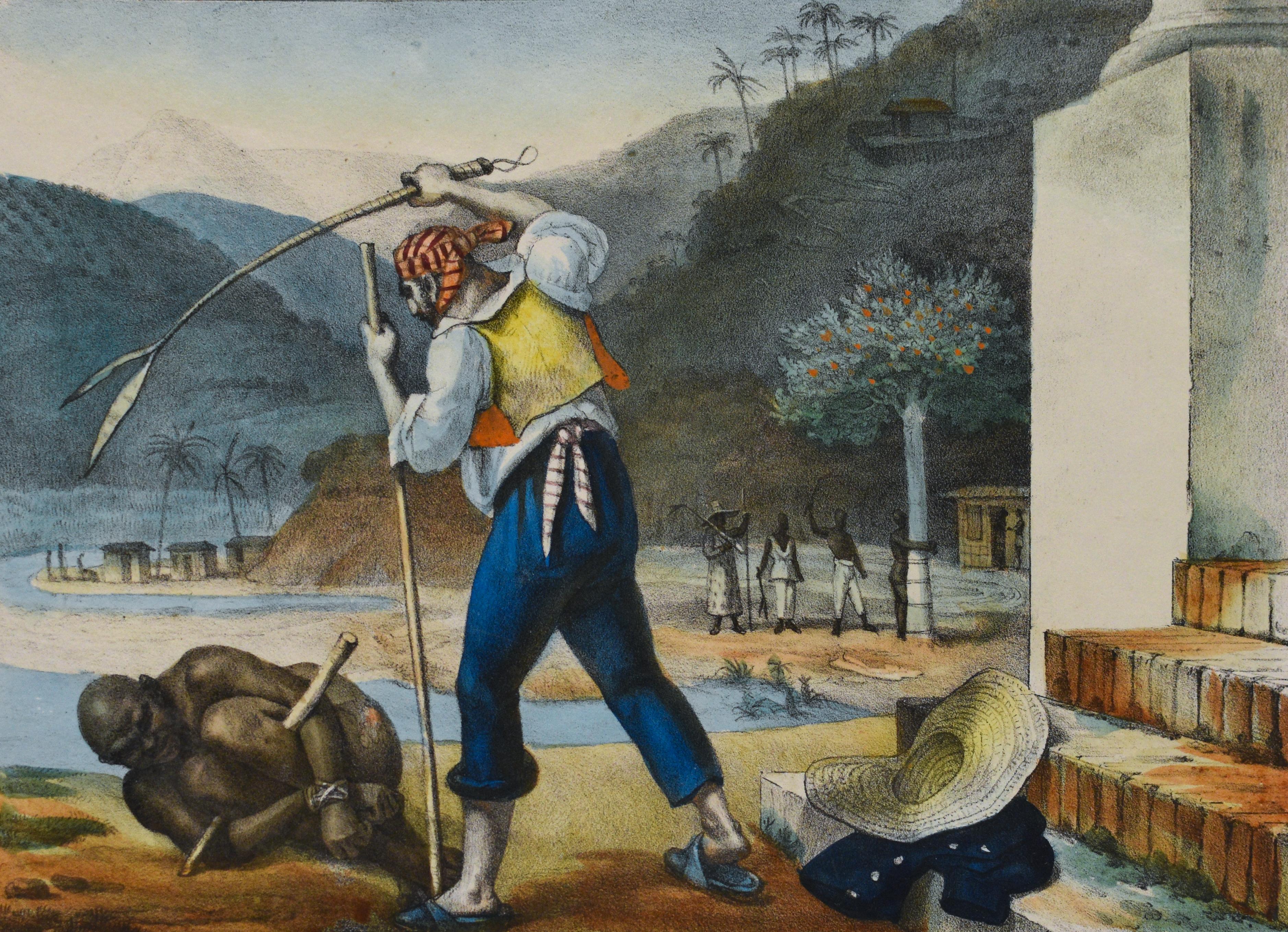
Castigo a un esclavo en Brasil, por Jean-Baptiste Debret (circa 1800). La expansión colonial de Europa generalizó la esclavitud en las colonias y organizó, con la imprescindible colaboración de las élites europeas (tanto católicas como protestantes), americanas (incluyendo a los criollos) y africanas (tanto subsaharianas como islámicas), el tráfico de esclavos como uno de los negocios más lucrativos del período, con Liverpool como el mayor puerto esclavista del mundo. Paradójicamente, uno de los impulsores intelectuales de la aprehensión de negros en África para trasladarlos como esclavos a América fue el propio fraile Bartolomé de las Casas, que de este modo pretendía liberar a los indígenas americanos del inhumano trato que estaban sufriendo. Consideraba inicialmente que la naturaleza del amerindio era más débil, y la del africano más fuerte, además de las razones teológicas que confluían en la distinta exposición al evangelio del Nuevo y del Viejo Mundo. Curiosos argumentos, más propios de sus opositores en la Junta de Valladolid, que demuestran que realmente las Casas no estaba tan alejado del mundo cultural neoescolástico y neoaristotélico del que provenía. Posteriormente se arrepintió de aquella idea y desarrolló un pensamiento más amplio de los derechos elementales de todos los seres humanos.

### El derecho y el concepto del hombre en sociedad.
Tras el Tratado de Westfalia, la religión dejó de ser invocada como la causa de las guerras en Europa, imponiéndose el pragmatismo de las relaciones internacionales que invocan intereses más secularizados para ellas, como había reclamado Nicolás Maquiavelo en su famoso tratado El Príncipe. Esta obra para algunos marca el comienzo de la modernidad, y su estela fue continuada por los fundadores del derecho de gentes, el neerlandés Hugo Grocio o, desde un punto de vista opuesto, la neoescolástica Escuela de Salamanca.
La supuesta incapacidad (discutida ya en la época) de las civilizaciones no occidentales para adecuarse a los conceptos jurídicos que conducen o se identifican con la modernidad (propiedad, seguridad jurídica, estado de derecho) es una de las cuestiones más interesantes de la historia comparada de las civilizaciones (véase interpretaciones de la historia de China). Suele argumentarse que detrás de esa alegada predisposición occidental a la modernidad está la herencia del Derecho Romano, el derecho consuetudinario germánico o el humanismo cristiano; pero las mismas herencias puede reclamar el Absolutismo del Antiguo Régimen, la Inquisición y los sistemas judiciales comunes en todos los países durante la Edad Moderna, que incluían la tortura y las pruebas diabólicas sin respeto a la presunción de inocencia. En sentido contrario se ha señalado el atraso causado por el colonialismo europeo en las sociedades de América Latina y el Caribe, también pertenecientes a Occidente, así como el desarrollo de sociedades modernas no occidentales como Japón, China y otros países del este asiático. Cierto o no, y aunque puedan buscarse muchos precedentes (notablemente Ibn Jaldún y otros avanzados analistas sociales del mundo islámico desde el siglo XIV), la realidad histórica señala que fue en la revolucionaria Inglaterra del siglo XVII, con las contradictorias concepciones de Thomas Hobbes y John Locke, donde se abre la cuestión de la naturaleza de las relaciones sociales que a partir de ese momento demostrarán en el mundo europeo su eficacia no únicamente teórica, sino su implicación con el desarrollo social y el cambio político: igualmente demuestra su capacidad de extensión y contagio, al ser retomada en Francia por Montesquieu y Rousseau, comparada con las originales culturas políticas de las sociedades precolombinas (Confederación Iroquesa), sintetizada y realizada por los revolucionarios americanos en la nueva era histórica abierta en 1776. La naturaleza del hombre y su condición de animal social, que se había iniciado en la filosofía griega, no había sido ajena al pensamiento medieval, pero su reaparición como punto central del mismo espíritu de la Edad Moderna es plenamente propio de esta época, y su debate intelectual se suscitó en parte por el impacto de la diversidad cultural mostrada por los descubrimientos y su reverso cruel (colonialismo, tráfico de esclavos) dando origen a productos intelectuales como el mito del buen salvaje o las hispánicas polémicas de la guerra a los naturales y de los justos títulos del dominio sobre América.
Durante la Edad Moderna Europa la esclavitud pasó a tener una función completamente distinta de la que había tenido en otras épocas históricas. Aunque no fue la forma de producción dominante (papel que cumplió únicamente en la Grecia y Roma clásicas), pasó a ser uno de los sistemas centrales de trabajo en la periferia de la economía-mundo, hecho que llevó a establecer al tráfico de esclavos como uno de los negocios más lucrativos del período. Tras su cuestionamiento intelectual por algunos de los revolucionarios franceses (por ejemplo Robespierre), y los primeros movimientos emancipatorios (destacadamente la revolución de Haití, liderada por Toussaint L'Ouverture), a comienzos del siglo XIX Gran Bretaña y las naciones hispanoamericanas recién independizadas de España (con cierta confluencia de intereses con aquella), emprendieron la abolición de la esclavitud que llegaría a cubrir prácticamente la totalidad del mundo en el curso de la centuria. El movimiento distaba mucho de ser puramente altruista u obedecer a alegados principios cristianos: responde a la nueva lógica del sistema capitalista industrial, y además permitió a la Marina Real británica convertirse en una suerte de policía oceánico, con capacidad de inspeccionar los barcos a su conveniencia, función que estaba en condiciones de cumplir una vez que se había convertido en "taller del mundo" gracias a la Revolución industrial y ha suprimido a sus flotas competidoras en Trafalgar.
Una visión más idealista de la posibilidad de formación de una sociedad perfecta, pero no en un paraíso escatológico, sino realmente en la tierra, fue la que proporcionó un nuevo género literario surgido hacia aproximadamente 1500 y también suscitado por el descubrimiento que los europeos hicieron en América: la Utopía, título de una novela de Tomás Moro, y en el que pueden encuadrarse autores de la talla de Erasmo de Róterdam (Elogio de la locura), Tomás Campanella (La ciudad del sol) y el Inca Garcilaso de la Vega (Comentarios Reales).
Las consecuencias que de eso se derivaron no tenían por qué ir necesariamente en el sentido de fundar la doctrina de los derechos humanos, ni siquiera en la Europa protestante, buena parte de ella sometida a sistemas más propios del Antiguo Régimen. Incluso hay argumentos para proponer que más cerca de ello se encontraba la oscurantista España, que además de acoger (no sin problemas) el erasmismo, produjo en su propio solar el corpus legislativo de las Leyes de Indias, la defensa del indígena de Bartolomé de las Casas o la famosa justificación del tiranicidio ya citada, y mantuvo hasta el siglo XVII un equilibrio institucional entre rey y reino, y de los distintos reinos entre sí (véase Instituciones españolas del Antiguo Régimen), no demasiado diferente al de Inglaterra. Por otro lado, en Francia, se pasó de la tolerancia pragmática de los politiques de la corte de Enrique IV a la teorización del absolutismo más radical y completa, con la obra de Bossuet. Por el contrario, en América  el movimiento independentista se organizó desde un inicio íntimamente relacionado con la doctrina de los derechos humanos y la democracia, aunque la práctica política de ese concepto distaba todavía mucho de ser la contemporánea. Las Revoluciones Comuneras como la que fuera liderada en 1735 en Paraguay por José de Antequera y Castro bajo el lema: «La voluntad del común es superior a la del propio rey» fueron un temprano precedente. La interrelación entre las revoluciones liberales a uno y otro lado del Atlántico ha sido definida como un movimiento de ida y vuelta, y tras ser influida por la Ilustración y desarrollarse endógenamente, la Independencia de Estados Unidos acabará convirtiéndose en modelo de libertad política para Europa y el resto de América.
Las prácticas mercantiles, desarrolladas desde la Baja Edad Media (ferias, banca, préstamos, letra de cambio), se sofisticaron todavía más con el nacimiento de las finanzas públicas (deuda pública, como los juros españoles) acostumbraron a juristas y confesores a enfrentarse con los conceptos teológicamente escurridizos de precio y beneficio (asociados en un principio al lucro y al pecado de usura, garantías ideológicas del predominio social de los privilegiados que basan su riqueza no en el trabajo sino en la renta, y paulatinamente aceptados) y diseñaron el concepto de obligación contractual o responsabilidad limitada. No es fácil decir cuál es la hermana mayor: la sociedad civil o la sociedad mercantil (otra homónima es la Societas Iesus, la Compañía de Jesús).
La familia y su tratamiento jurídico también experimentan cambios. La modernidad representa el paso de la familia extensa, patriarcal, a la familia nuclear, no necesariamente estable. El divorcio no se convierte en una práctica extendida, y tampoco es original de la Edad Moderna, pero la sonora separación de Enrique VIII y Catalina de Aragón dividiría Europa tanto como la Reforma. Se ha argumentado incluso que los diferentes regímenes del matrimonio y de la herencia, tanto como las distintas religiones conformarán distintas estrategias económicas y mentalidades sociales de cara a la formación de la sociedad capitalista.

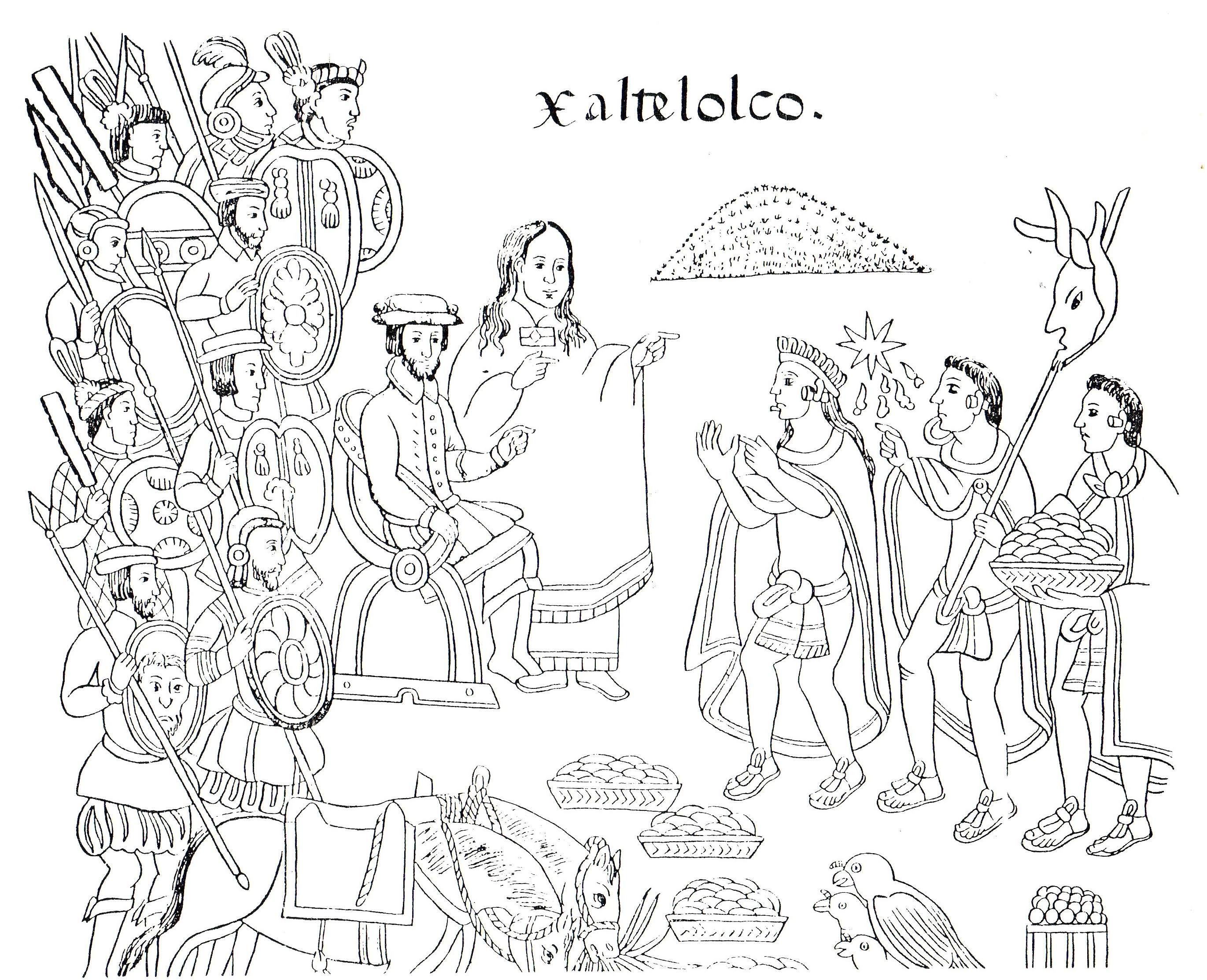
La Malinche y Hernán Cortés, en el Lienzo de Tlaxcala, Diego Muñoz Camargo, 1585. La sumisión de la mujer coincide aquí con la sumisión de un continente entero, pero también demuestra cómo puede jugarse un papel activo, incluso determinante. En otros casos, las mujeres podían llegar a ocupar el poder, como reinas o regentes, circunstancia poco común fuera de Europa.

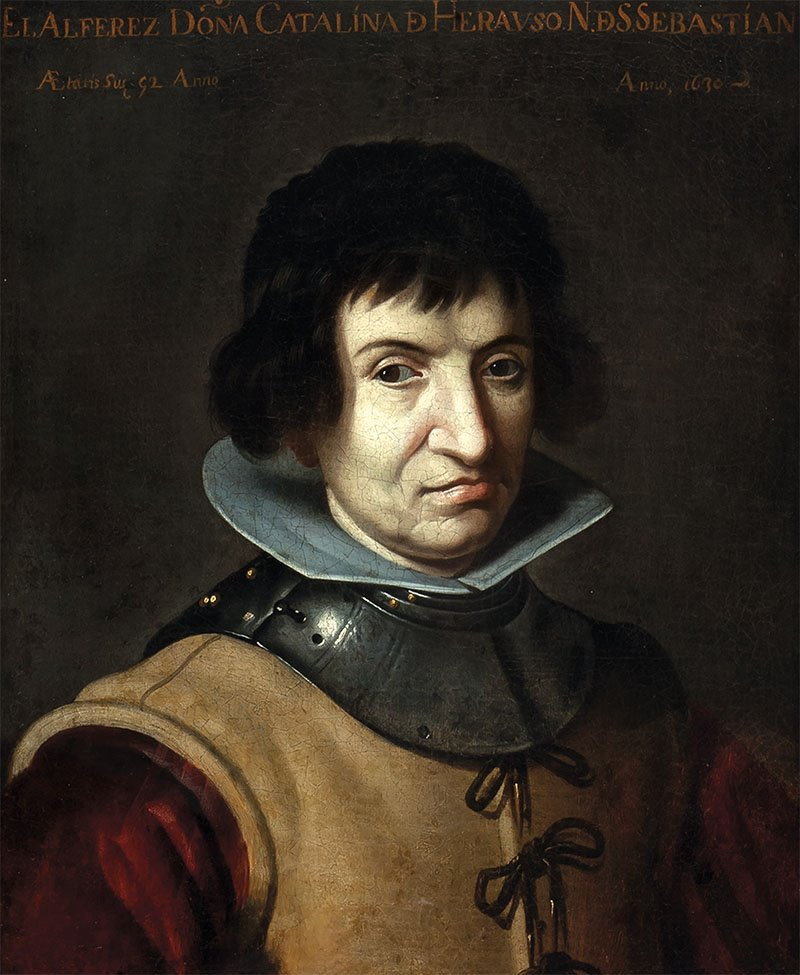
Catalina de Erauso, la monja alférez, representa una trayectoria vital radicalmente distinta, pero no tan opuesta como podría parecer. Lo excepcional de su caso nos recuerda que la salida de los roles esperables: madre, monja o prostituta, no era asumible socialmente.

#### La mujer
Todas las grandes civilizaciones de la Edad Moderna siguen el modelo patriarcal que restringe a la mujer a un papel subordinado y la invisibliliza ante la historia; pero la mujer no está ausente, ni de la sociedad ni de los documentos. Los llamados estudios de género o, más propiamente, la Historia de la mujer tienen para el periodo de la Edad Moderna mucha tarea por realizar. El papel de la mujer en la civilización occidental fue seguramente más visible, y su visibilidad histórica mayor, cuando el azar y las leyes dinásticas le permitían el papel de reina o regente. Aunque la Edad Media había dispuesto de mujeres en esa función (Teodora de Bizancio, Leonor de Aquitania, Urraca de León y Castilla), la historiografía solía tratarlas con una extraordinaria misoginia. En cambio, algunas reinas de la Edad Moderna han sido tratadas con gran admiración (Isabel I de Castilla la católica, que ha sido incluso propuesta para beatificación, o Isabel I de Inglaterra la reina virgen), aunque bien es cierto que muchas otras han sufrido su inclusión en crueles estereotipos (Juana la loca, María la sangrienta de Inglaterra, Cristina de Suecia, Catalina II de Rusia la grande) algunos de ellos vinculados a una libertad de costumbres en lo sexual que en los reyes varones se daba por supuesta. El estereotipo de la mujer pacificadora (tan viejo como la humanidad, como puede verse en el mito del rapto de las sabinas) también se vio escenificado en su papel como prenda de paz entre dinastías que las conduce al matrimonio (Isabel de Valois a Felipe II de España, Ana de Habsburgo a Luis XIII de Francia...) o en la llamada Paz de las Damas. Lo excepcional son las mujeres a las que se concede un papel intelectual, a veces vinculado con su posición excéntrica, bien las monjas (en camino de ser santa, como Teresa de Jesús o poeta, como Sor Juana Inés de la Cruz), bien las cortesanas venecianas (como Verónica Franco). Un caso paralelo son las geishas japonesas, que a lo largo de la Edad Moderna fueron suplantando a los varones que antes realizaban las funciones no evidentemente sexuales que las caracterizan. En algún caso, la posición de subordinación de una mujer quedaba superado por las circunstancias para adquirir un insospechado protagonismo individual, como ocurrió con La Malinche, la esclava-traductora-concubina azteca de Hernán Cortés.
Sin perjuicio de esa tendencia general, la Edad Moderna registra algunas civilizaciones y situaciones en las que las mujeres ocuparon un papel protagónico, como el de la Confederación Iroquesa, en donde existía una división del poder político entre hombres y mujeres, de resultas del cual las cinco naciones que integraban la alianza estaban gobernadas por las mujeres que eran cabeza de cada clan. Algunos antropólogos analizan el caso como uno de los muchos y diferentes ejemplos de situaciones de lo que tradicionalmente se llamaba matriarcado y sostienen que solo anacrónicamente pueden entenderse como un precoz feminismo. Otros autores describen una realidad más compleja, ya que entre los iroqueses el poder político-militar estaba rigurosamente dividido entre hombres y mujeres, ocupando aquellos los cargos militares y estas los cargos políticos. Una situación favorable para el protagonismo femenino se produjo en las revoluciones liberales, como la revolución francesa (en la que algunas mujeres pretendieron superar el papel social que se las limitaba al poder informal de los salones de Madame Pompadour) o la Guerra de Independencia Hispanoamericana en la que algunas mujeres ocuparon puestos decisivos como la Coronel Juana Azurduy en el Alto Perú.

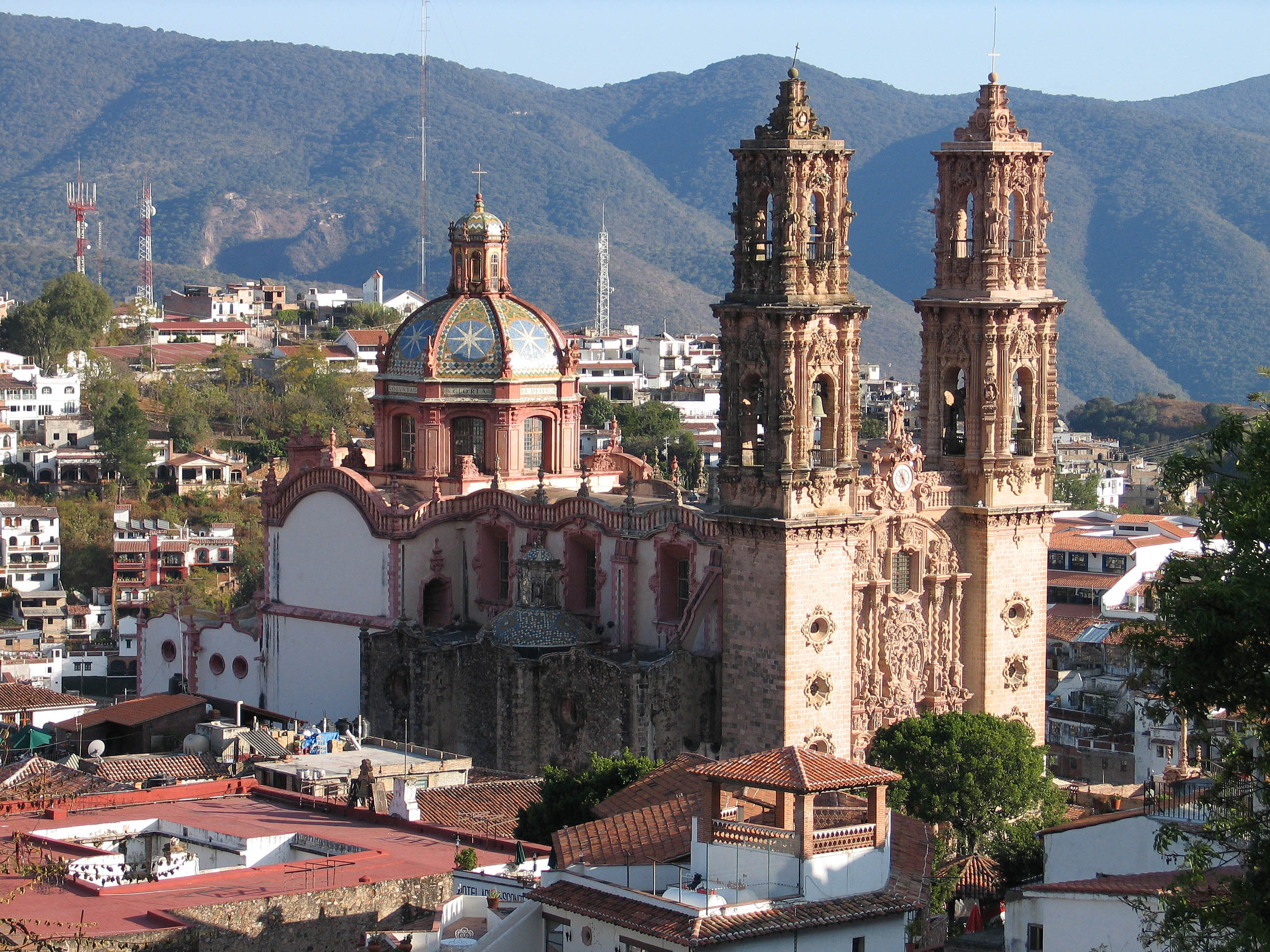
Santa Prisca, Taxco, México. Las torres y fachadas de retorcida decoración y la promiente cúpula destacan armónicamente sobre un conjunto urbano propio de las ciudades hispanoamericanas.

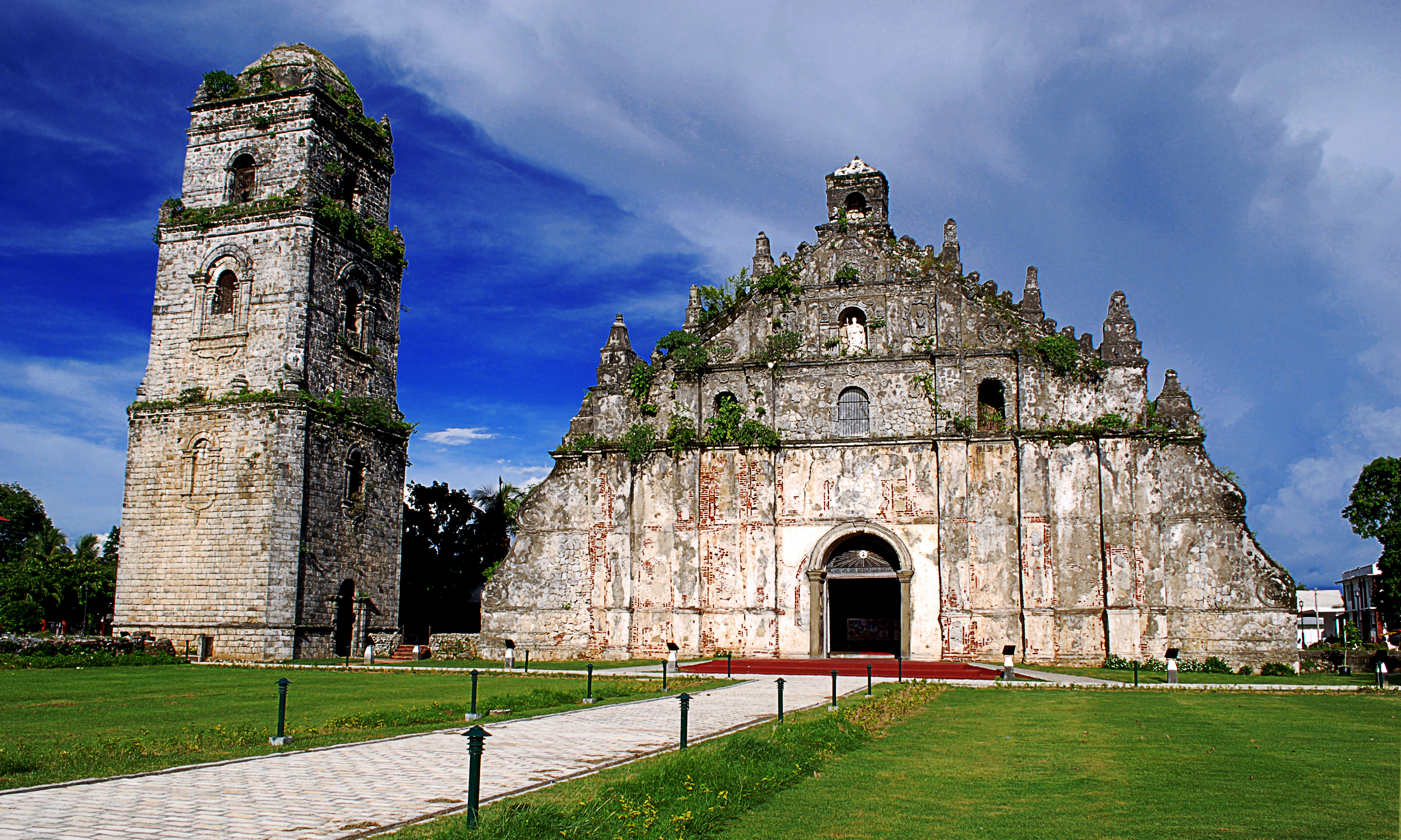
Iglesia de Paoay, isla de Luzón, Filipinas. Con similitudes y diferencias, forma parte del mismo mundo cultural que Santa Prisca de Taxco o San Pedro de Roma. Tal cosa hubiera sido imposible antes de la Edad Moderna.

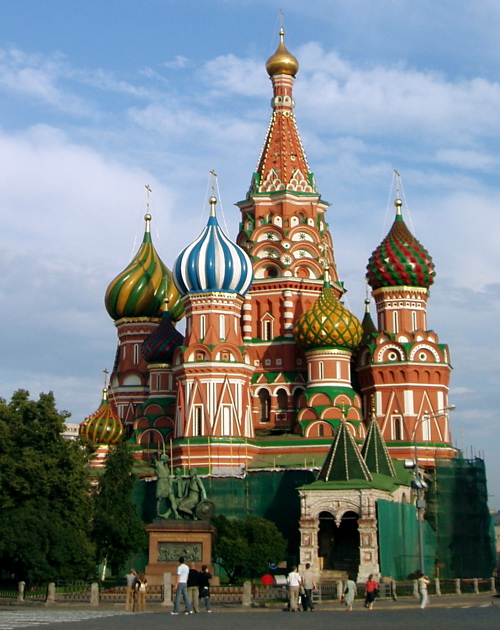
Catedral de San Basilio, Moscú, Rusia. Construida entre 1551 y 1561, representa una evolución del arte bizantino, al igual que el imperio zarista quería ser una Nueva Roma después de la caída de Constantinopla. La proximidad estética con el arte occidental es más relativa, y podría verse también con Taj Mahal.

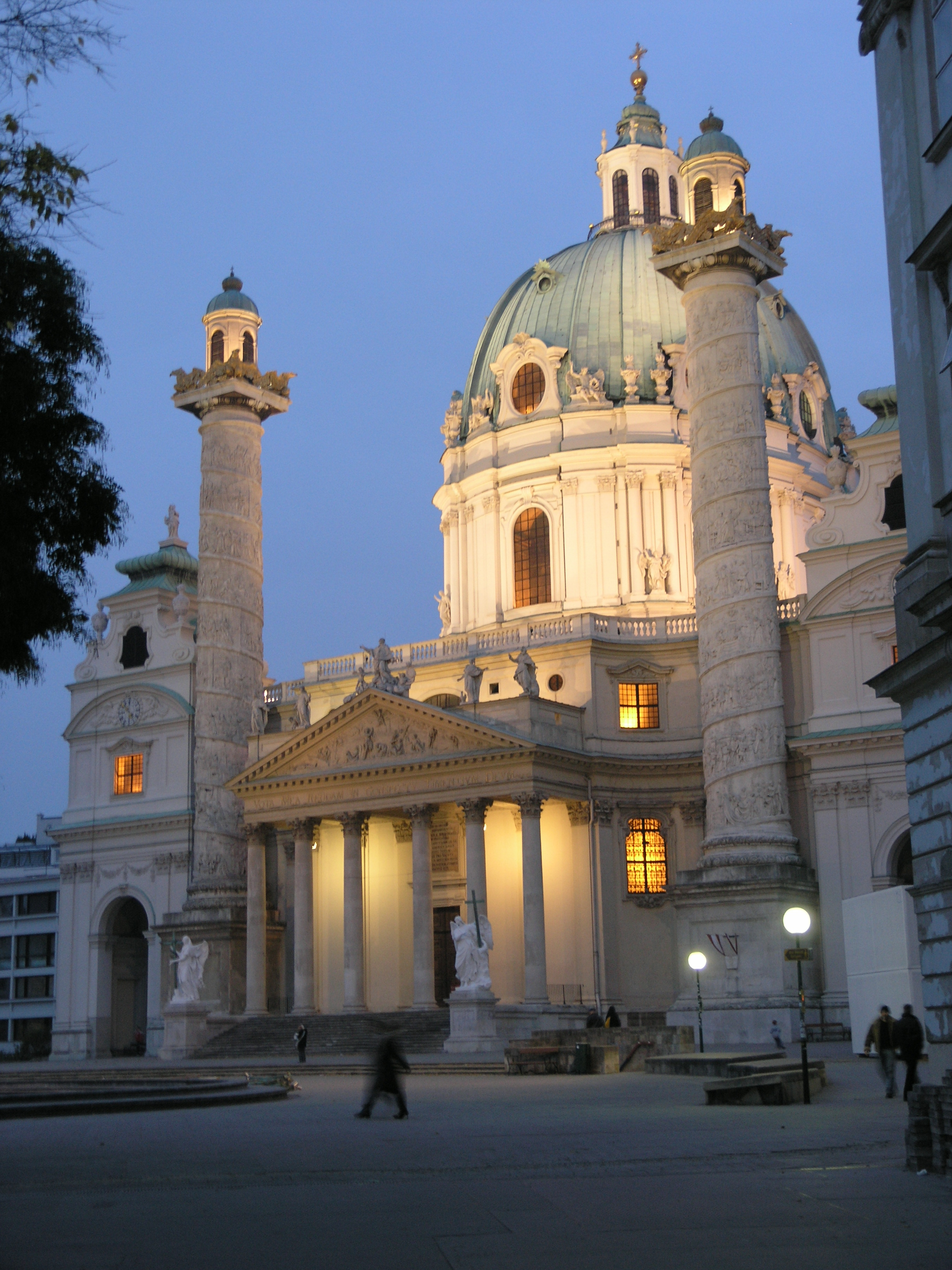
San Carlos Borromeo, Viena, Johann Bernhard Fischer von Erlach (1716-1739) representa un barroco más clasicista, con las columnas historiadas que remiten a la Antigua Roma.

### Consideraciones acerca del arte Moderno
Lo que hoy se considera arte moderno no es la producción artística de la Edad Moderna, sino del arte contemporáneo: las vanguardias europeas en torno a 1900, que de hecho significan una reacción contra el arte europeo de la Edad Moderna, que se consideraba acartonado por el academicismo y limitado por la sujeción al principio de imitación a la naturaleza; no así contra el arte extraeuropeo, que se recibe con admiración por su exotismo (estampas japonesas y tallas africanas). Incluso, desde otra perspectiva, hubo una escuela pictórica inglesa (el prerrafaelismo) que pretendía volver a la pureza de los primitivos italianos y primitivos flamencos anteriores al siglo XVI y al divino Rafael.
Por tanto, a las creaciones culturales que se produjeron entre los siglos XV y XVIII se le debe llamar "Arte de la Edad Moderna", con la suficiente distancia intelectual sobre él para considerarlo, aunque esté claro que el concepto de "moderno" (también para lo que hoy llamamos así) será siempre provisional. 
Esta reflexión no es en absoluto reciente: en Europa, el Renacimiento de los siglos XV y XVI inicia y se identifica con el concepto de modernidad, identificándola con la ruptura frente al arte medieval (despreciado por los italianos mediterráneos y añorantes de la antiguas glorias imperiales con el adjetivo de gótico, es decir, propio de godos, bárbaros del norte de Europa) y con la imitación (mímesis) tanto de los modelos que se consideraban clásicos (el arte grecorromano) como (sobre todo) de la naturaleza. No conviene olvidar, no obstante, que la clave de la riqueza creativa de la época fue el intercambio entre Italia y Flandes. Los flamencos se enamoran de las montañas italianas, de las que ellos carecen, y las reproducen en sus tablas; los italianos aprovechan muchas de las innovaciones técnicas que provienen de estos bárbaros del norte (el óleo). La investigación sobre la perspectiva se hace con criterios distintos, pero casi simultáneamente.

#### Un mundo "barroco"
Quizás el arte más representativo de la Edad Moderna no fuese tanto el Renacimiento sino su período siguiente: el Barroco, si consideramos que es el que alcanzó más extensión en el tiempo (siglos XVII y XVIII, en solapamiento con el Manierismo previo y el Rococó posterior) y el espacio (puede encontrarse desde la protestante Europa del Norte hasta la América colonial católica o las Filipinas). Este estilo se caracterizaba por ser visualmente recargado, y alejado de la simplicidad y búsqueda de la armonía propias del Renacimiento pleno. Aunque se discute su etimologías posibles, suele hacérsele sinónimo a "extraño", "irregular". Se postula que el Barroco nació como una reacción a la crisis de la confianza humanista y renacentista en el ser humano, lo que explica su potente carácter religioso, así como el abandono de la simplicidad clásica para intentar expresar la grandeza del infinito, y la predilección por motivos grotescos o «feos», realistas, que contradice la búsqueda de la belleza ideal renacentista. Se ha hablado también de una cultura del barroco, del equívoco y lo efímero, coincidiendo con la llamada crisis del siglo XVII, en la que se valoraba más la apariencia que la esencia, la escenografía que la solidez.

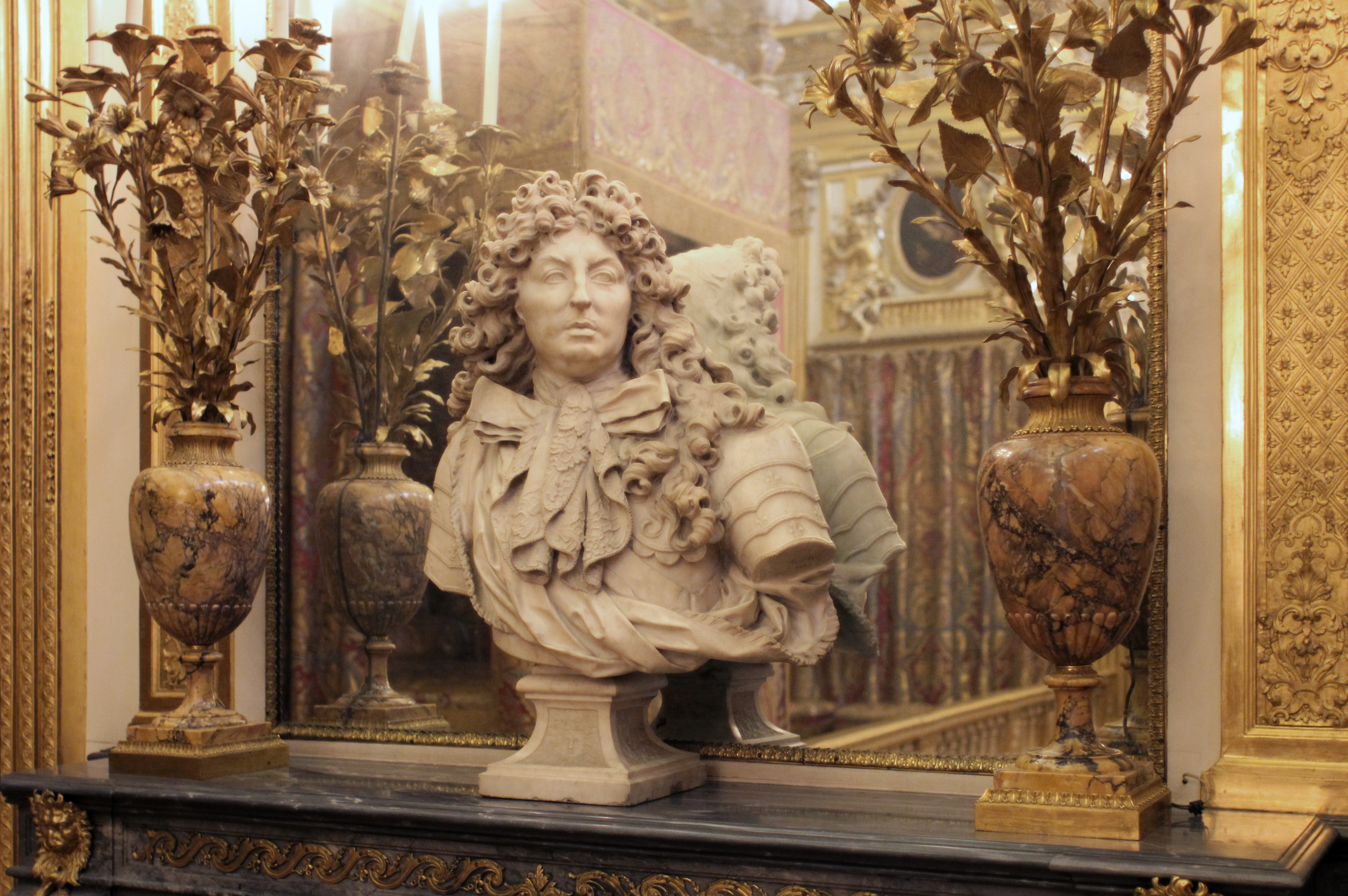
Palacio de Versalles, chambre du roi (cámara del rey), con su busto en mármol por Coysevox. El arte barroco cuida tanto los exteriores como los interiores (éstos en concreto han pasado a dar nombre a la expresión lujo versallesco). Hoy no nos parece nada asombroso, pero fue una proeza técnica lograr espejos de un tamaño semejante. Los del salón de los espejos reflejarán las primeras reuniones de los Estados Generales de 1789. La vulgarización del símbolo clásico del nosce te ipsum permitió por primera vez una nueva clase de autoconocimiento que ayudará a la consideración de la posición del hombre en el mundo.

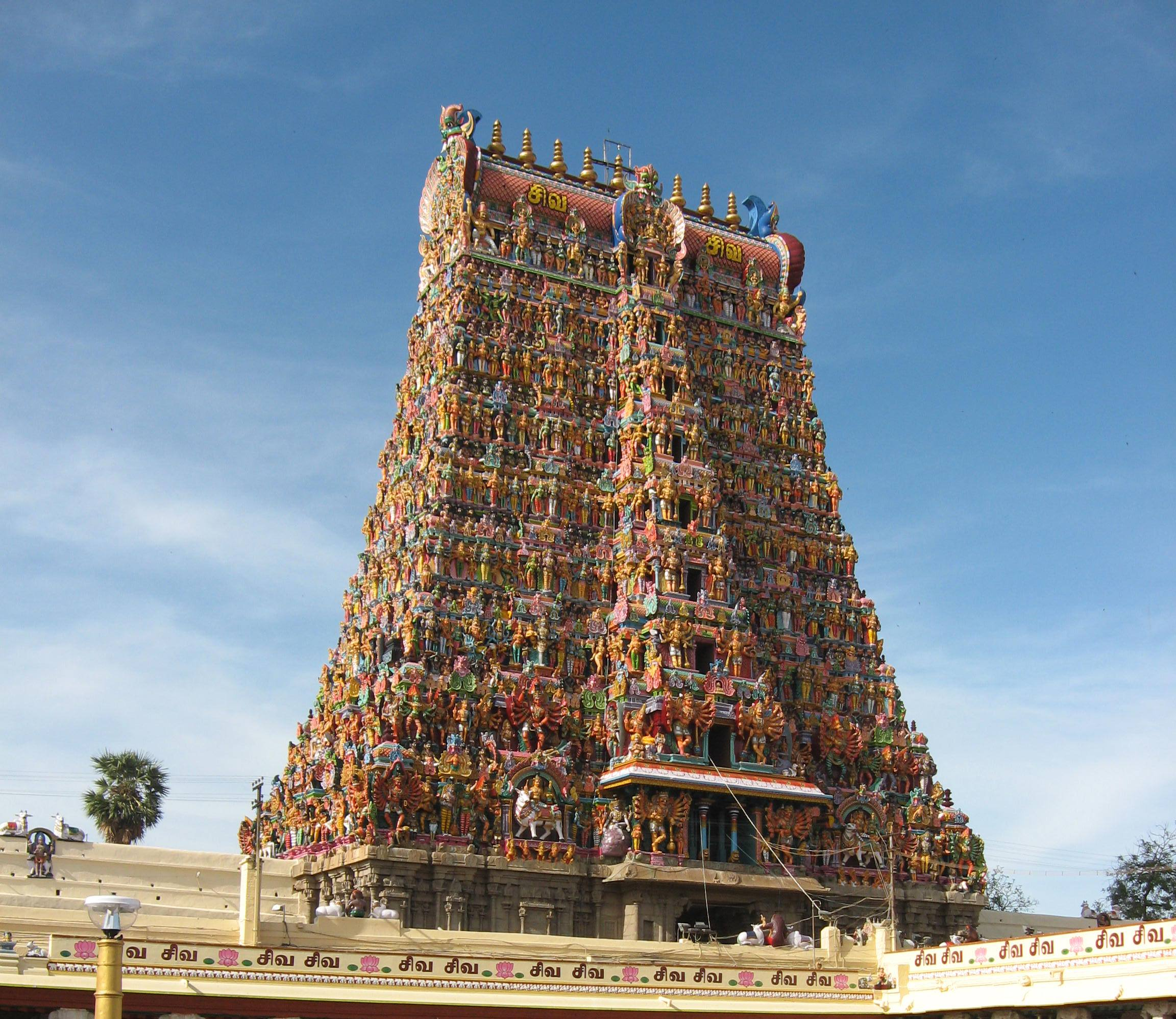
Gopuram del templo de Meenakshi, Madurai, Tamil Nadu, India,. Las diferencias iconográficas y estilísticas son evidentes, pero no puede negarse cierta similitud visual con el horror vacui del estilo churrigueresco, la tensión ascensional del espacio de Bernini, o la policromía sensorial de Rubens y la imaginería española; todos ellos simultáneos en el tiempo.

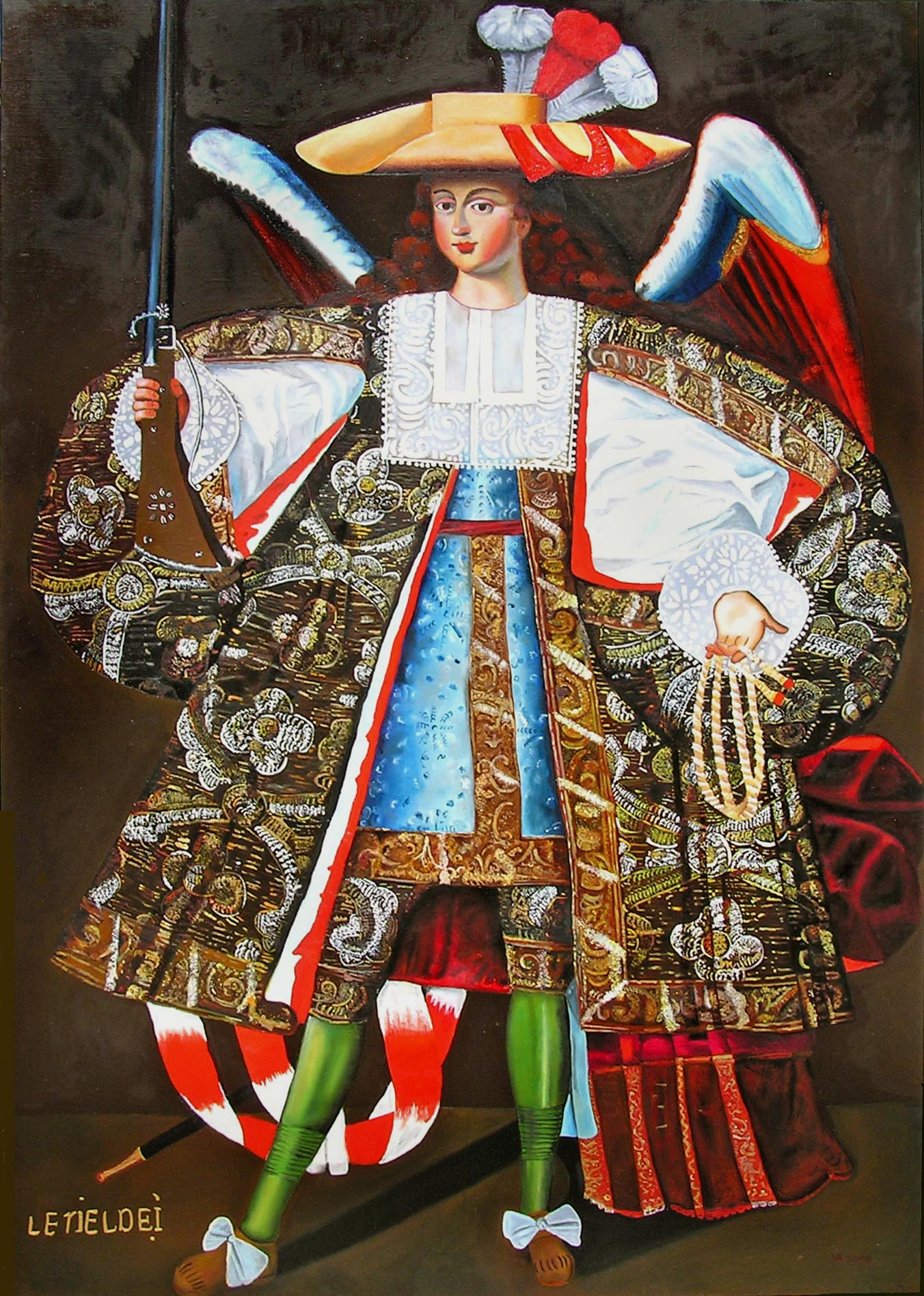
Ángel arcabucero, Maestro de Calamarca, Bolivia,. El sincretismo de la producción artística andina (que puede etiquetarse como pintura virreinal) se basa en la adopción de modelos iconográficos europeos (los ángeles eran muy venerados en la corte de los Habsburgo) que se reinterpretan desde una sensibilidad estética indígena.

Esto no quiere decir, de todas maneras, que el Barroco haya renunciado totalmente al Clasicismo. No en balde, uno de los más grandes monumentos de la arquitectura barroca es el palacio de Versalles, construido en torno a la noción del culto al dios solar Apolo, como representación del monarca Luis XIV, el Rey Sol. La Europa del siglo XVIII se llenará de réplicas de Versalles, a veces pasados por la sensibilidad local, como los palacios vieneses. Habría un barroco primero, el profundo y concentrado de Caravaggio y el tenebrismo, un barroco pleno, triunfante, el de Bernini o Rubens, y un barroco final, el de mayor exceso decorativo, de Churriguera y los interiores rococó.
El urbanismo barroco requiere la vivencia de la ciudad como un escenario artificioso, más allá de los edificios o monumentos singulares, en el que las perspectivas glorifiquen los espacios representativos del poder siguiendo un programa iconográfico que el entendido sea capaz de leer (por ejemplo, la plaza de San Pedro en la Ciudad del Vaticano o el paseo del Prado de Madrid). La integración de todos los artes y todos los sentidos se produce en algunas ocasiones de forma sublime, en el tiempo y el espacio de la fiesta, como la Semana Santa de Sevilla o la de Murcia, o los Carnavales de Venecia o de Oruro. El barroco protestante, más individualista, produce los espléndidos interiores de Vermeer o la competitiva mole de la catedral de San Pablo de Londres, rival de la de San Pedro de Roma.
La interpretación pendular de la Historia del Arte se corresponde bien con la vuelta a la disciplina academicista a mediados del siglo XVIII, cuando el redescubrimiento de las ruinas romanas de Pompeya y Herculano puso de moda nuevamente el arte clásico. Esta vez, quienes se inspiraron en él lo hicieron de manera todavía más rigurosa que en el Renacimiento, generando así el llamado Neoclasicismo. El Neoclasicismo es considerado muchas veces como un arte de transición a la Edad Contemporánea, porque se lo asocia políticamente no al Absolutismo, sino a la Revolución francesa y al Imperio napoleónico.

#### Arte asiático y africano
Durante la Edad Moderna, el arte en Asia y África produjo manifestaciones artísticas del mismo nivel, bien siguiendo su propia dinámica, como en el arte africano, el arte islámico, el arte de China o el arte de Japón.
En el arte islámico, el tradicional rechazo de la iconografía llevó a enfatizar los patrones geométricos, la caligrafía islámica y la arquitectura. En la India y el Tíbet se desarrolló la expresión artística mediante esculturas pintadas. En China continuó el desarrollo de su gran variedad de artes y estilos completamente originales, tallas en jade, trabajos en bronce, cerámica, poesía, caligrafía, música, pintura, teatro, etc. En Japón se prosiguió la amplia interrelación artística entre la caligrafía y la pintura, mientras que los grabados desde planchas de madera se volvieron importantes luego del siglo XVII.

#### Arte colonial en el Nuevo Mundo

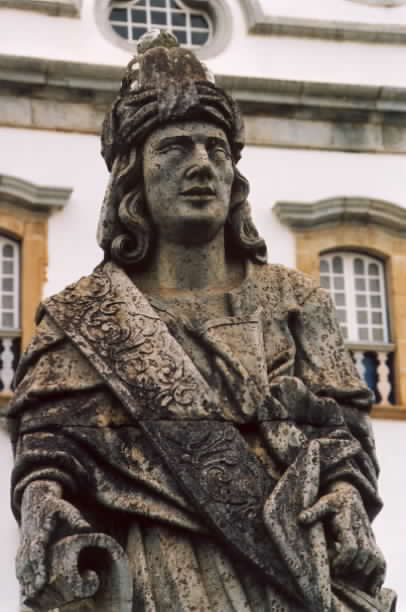
Antonio Francisco Lisboa, «el Aleijadinho», destacado escultor y arquitecto del barroco colonial en Brasil. En la foto, un fragmento de la serie Los Profetas, ubicada en el Santuario de Congonhas, Minas Gerais

En América se desarrolló un arte bajo el signo de la dominación colonial, que recibió tanto influencias europeas, como africanas y de las culturas precolombinas, muchas veces fusionadas de maneras complejas y novedosas del mismo modo que el sincretismo del culto católico con las religiones precolombinas. Agrupando estilos muy distintos, suele utilizarse el término de arte colonial; término que no debe confundirse con el de arte indígena, a veces apreciado en su autenticidad, y otras veces objeto de verdaderos zoológicos humanos como en las exposiciones coloniales, muestras de la antropología imperialista del siglo XIX. El barroco colonial tuvo caracteres distintivos del europeo, como su extraordinaria diversidad, la presencia del color, la proliferación de formas mixtilíneas y el soporte antropomorfo. En Brasil sobresale la figura extraordinaria del escultor y arquitecto Antonio Francisco Lisboa, «el Aleijadinho». La escuela cusqueña de pintura se caracterizó por el naturalismo, un fuerte colorido y la presencia de rostros y temáticas indígenas y mestizas. Diego Quispe Tito introdujo cierta libertad en el manejo de la perspectiva y el protagonismo del paisaje, la fauna y la flora. En las colonias inglesas, francesas u neerlandesas de América del Norte, el arte colonial se mantuvo más ligado a las características del arte de sus metrópolis, con escasas variaciones.

#### Función del artista
Una diferencia esencial puede señalarse a partir de la Edad Moderna entre el denominado arte occidental y las demás denominaciones geográficas (arte africano, arte asiático, etc. –véase Estudio de la Historia del Arte–): la función social y la consideración del artista. A diferencia de las demás zonas del mundo, en Europa y sus colonias, desde el Renacimiento, pintores, escultores y arquitectos no solo salen del anonimato y empiezan a firmar su obra, sino que se codean de igual a igual con filósofos y príncipes. Este ascenso social se adelanta varios siglos al de otras partes de la burguesía, y conforma una nueva aristocracia del mérito intelectual, en la que más tarde ingresarán también los literatos y científicos. Por otro lado, la Iglesia, la nobleza y la monarquía, clientes tradicionales, dejan de serlo exclusivos, como puede ejemplificarse en la burguesía neerlandesa, y nace un verdadero mercado del arte que empieza a no funcionar por encargo y puede surgir la creación del artista con mucha mayor libertad. Cuando en el siglo XIX el proceso se complete, y la sociedad responda ella misma a los criterios del mercado, habrá muerto el arte de la Edad Moderna y nacido el arte contemporáneo (paradójicamente junto con la figura del artista maldito, que no triunfa en vida).

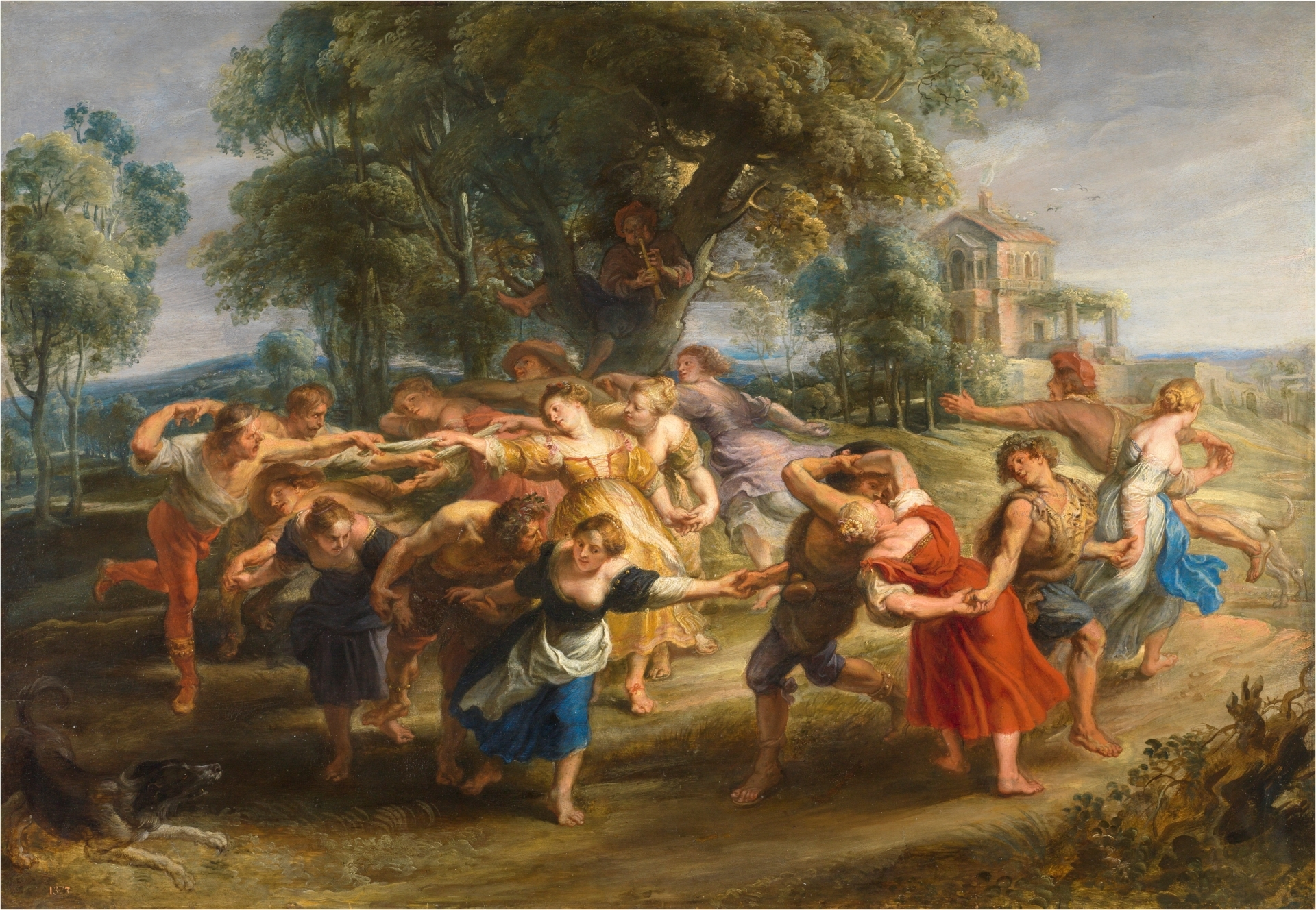
La Danza de aldeanos, vista por Rubens (1635), es una orgiástica diversión popular, que como en todas las épocas y lugares, cohesiona al grupo social y marca el ritmo cíclico anual de ocio y trabajo. Es difícil ver que de estos precedentes se derivan las refinadas músicas y ballet de las cortes europeas.

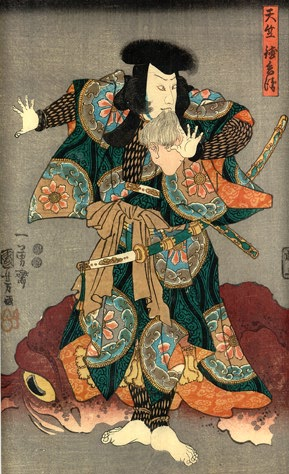
Tokubei Kabuki, grabado del.

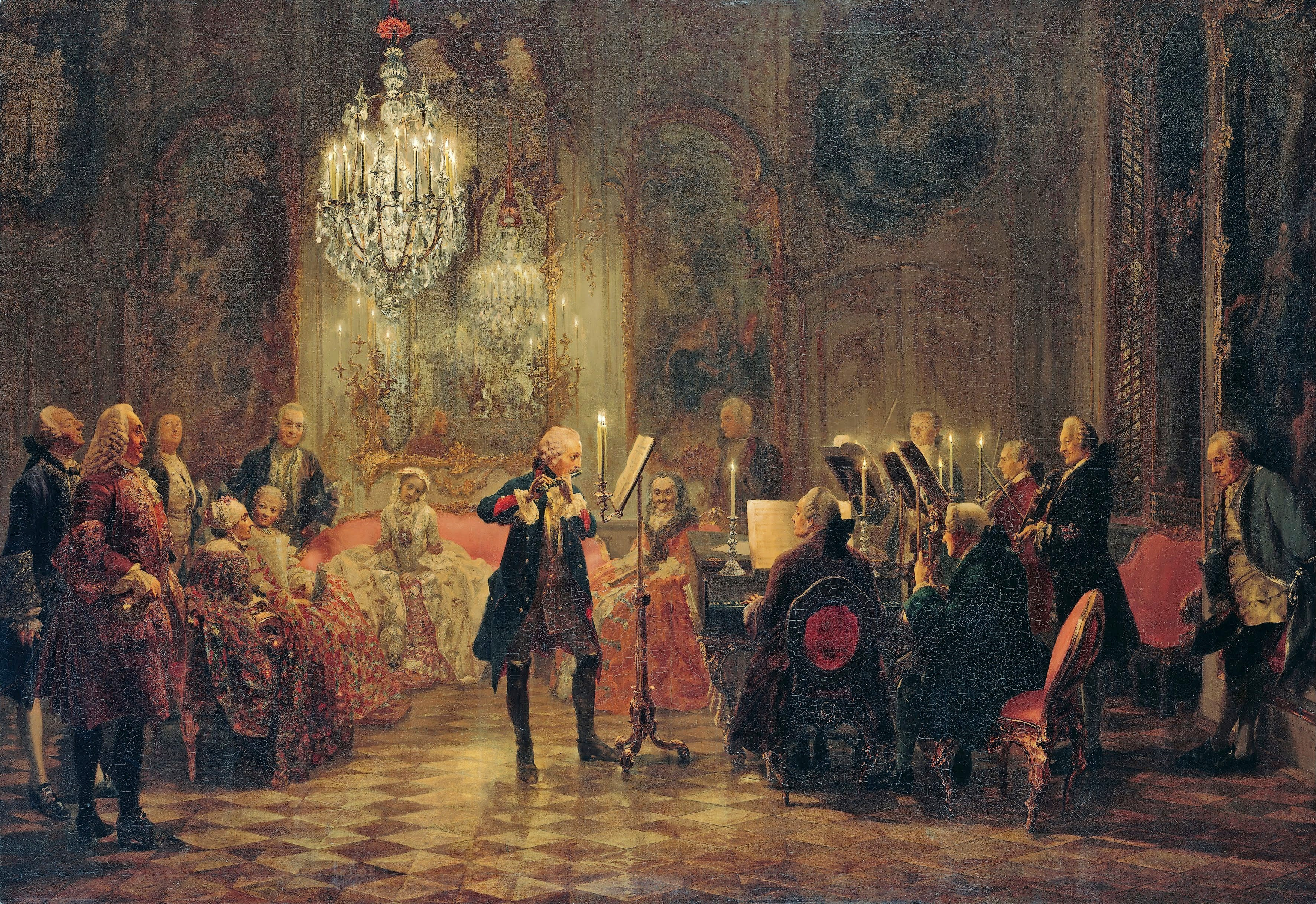
Federico Guillermo II de Prusia ameniza él mismo la velada en el palacio de Sanssouci. La música no es una diversión vulgar, sino aceptable en las más altas esferas (al igual que Dios hace mover los planetas con armonía celestial). El son dulce, acordado, del plectro sabiamente meneado que anhela Fray Luis de León puede servir para serenar el alma, y rodear de fasto el ritual de la misa católica, pero también para sacudir las mentes y aunar las voluntades de una forma revolucionaria, como hizo Lutero con el canto litúrgico de las comunidades protestantes, incluso antes que los movimientos románticos.

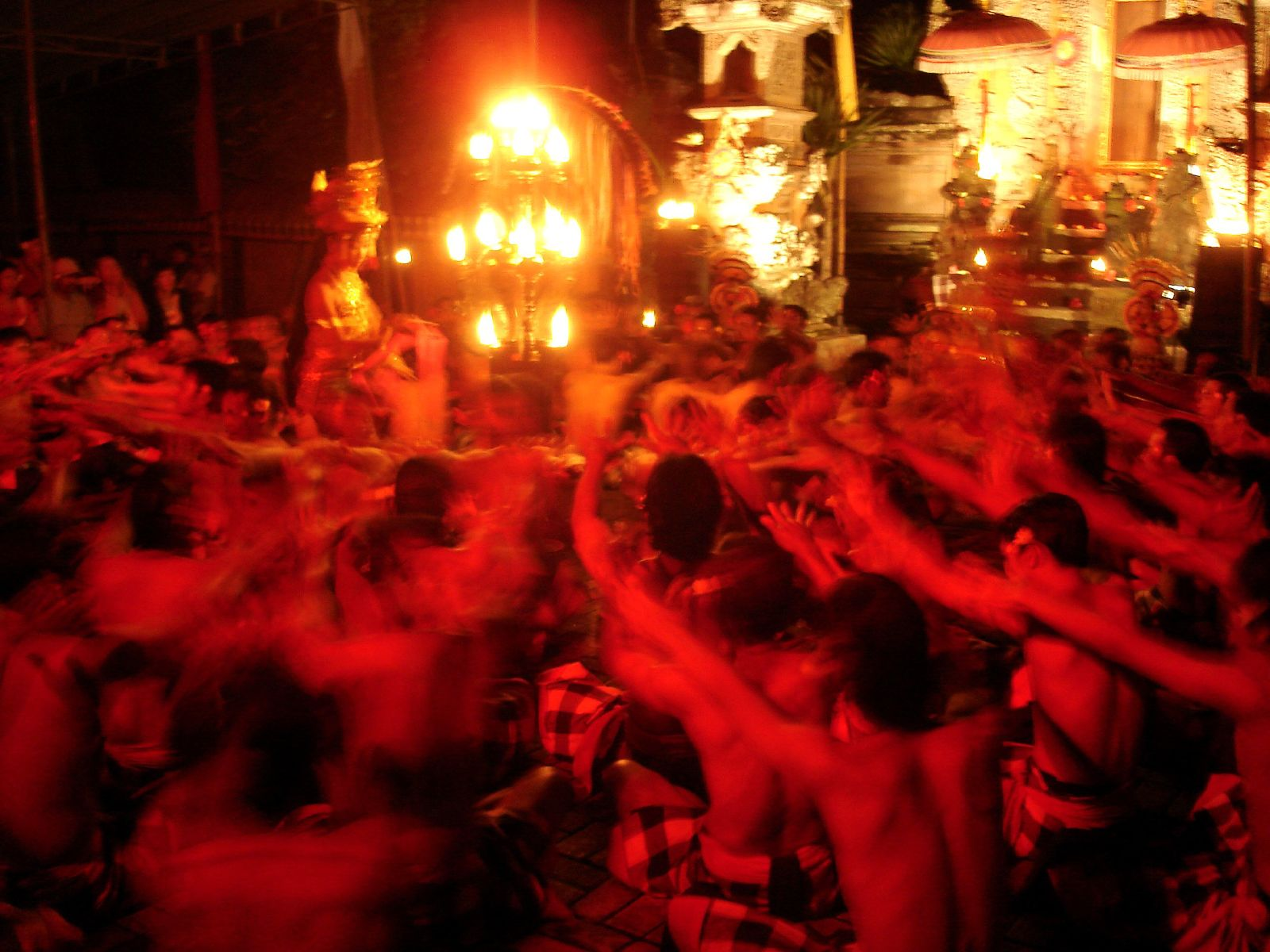
La representación balinesa del Katchak, como el Misterio de Elche o cualquier otra dramatización sagrada, son también antecedente de las artes escénicas que se desarrollan en la Edad Moderna.

### El teatro y la música
Esas dos artes alcanzaron una madurez sublime en la Edad Moderna. Mientras que muchas culturas del mundo se habían producido expresiones refinadísimas de formas teatrales y musicales sagradas, como las danzas balinesas basadas en la mitología hindú (Katchak y Barong), en el siglo XVII, de una forma simultánea en cada extremo del mundo, se desarrollan paralelamente el kabuki japonés, y los teatros clásicos de las tres principales culturas de Europa Occidental (éstas sí interrelacionadas): el español (Lope de Vega, Calderón de la Barca, Tirso de Molina), el inglés (William Shakespeare) y el francés (Jean Racine, Pierre Corneille y Molière). En el surgimiento del teatro clásico europeo confluyen tradiciones medievales, tanto de escinificaciones religiosas (autos sacramentales) como profanas (titiriteros antepasados de los cómicos de la legua, todavía presentes en la Comedia del arte, que también se dejará ver en la raíz de un teatro ilustrado como el de Carlo Goldoni), y se ahorman a la disciplina de las normas literarias clásicas, recuperadas de la antigüedad grecolatina en un extraordinario caso de resurrección arqueológica. Las artes escénicas comprenden también una música que, además de la tradición coral e instrumental eclesiástica medieval, recoge temas, aires y danzas populares e incluso, en algún caso, la influencia de otras civilizaciones (el siglo XVIII vivió una fiebre turca en lo musical, con incorporación de instrumentos y un peculiar sentido del ritmo de las potentes marchas militares otomanas). La llamada música clásica, cuyos primeros exponentes fueron en compositores barrocos como Johann Sebastian Bach, Vivaldi o Haendel, culmina con las cumbres del clasicismo musical (Haydn y Mozart). Niños prodigio como este último o cantantes como el castrato Farinelli (que demostró tener más visión para los negocios) recorren Europa "fichados" por las casas reales. Los instrumentos y las agrupaciones se van perfeccionando, quedando establecida la llamada música de cámara, adecuada a la escenografía de los palacios rococó, mientras que los teatros requieren mayores formaciones, pues acogían a un público más amplio, que, (a la espera de las sinfonías de Beethoven o los valses de Strauss), celebra La flauta mágica. Como forma musical, la ópera (nacida con el Orfeo de Monteverdi en 1607) solo ha empezado a recorrer un camino que la llevará en el siglo XIX a ser un vehículo de la ideología revolucionaria (Giuseppe Verdi o Wagner), pero de momento sirve perfectamente para adaptar libretos tan subversivos como los de Beaumarchais (Las bodas de Fígaro de Mozart y El barbero de Sevilla, de Rossini).
Entretanto, la música europea se difunde por el mundo, en primer lugar por las colonias americanas, donde es recibida y reelaborada con gran éxito, incluyendo los famosos indígenas músicos de las reducciones jesuíticas del Paraguay.

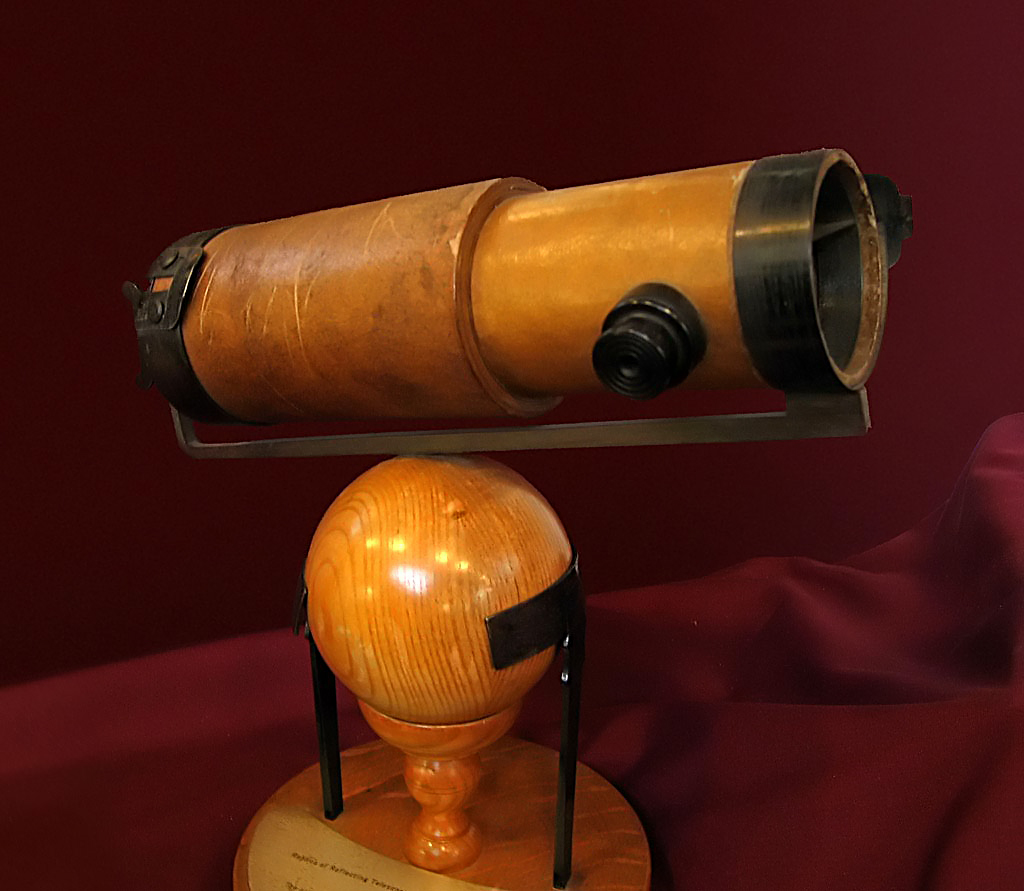
Reconstrucción del telescopio reflectante que Isaac Newton construyó en 1672, el mismo año en que ingresó en la Royal Society. El paradigma newtoniano supuso una verdadera Revolución científica, apoyada en las nuevas condiciones económico-sociales de la Revolución Burguesa de Inglaterra (que no se daban en otras partes de Europa, como la Italia de Galileo), supuso el triunfo del método que incluye de observación, cuantificación, formulación de hipótesis, experimentación, publicación y reproducibilidad; más allá de la mera especulación teórica y los debates filosóficos entre racionalismo y empirismo. Para el mundo intelectual supuso la Crisis de la conciencia europea.

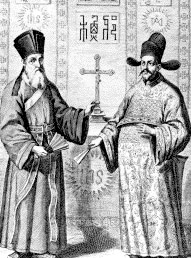
Matteo Ricci (a la izquierda) y Xu Guangqi (徐光啟) (a la derecha) en la edición china de Los Elementos de Euclides (幾何原本). A comienzos del la distancia entre la ciencia europea y la china comenzaba a ser apreciable, y los jesuitas fueron aceptados como astrónomos en la corte imperial china. La posibilidad de un intercambio cultural amplio se vio frustrada tanto por el recelo chino como por la inflexibilidad papal, que no permitió transigir en cuestiones de culto como le proponía la misión jesuita en China (incluyendo la canonización de Confucio).

### Ciencia y magia
La nueva mentalidad inquisitiva, que puede considerarse como parte de la mentalidad burguesa, produjo un cuestionamiento general de la sabiduría medieval, basada en el criterio de autoridad, y expresada en aforismos como magister dixit («el maestro lo ha dicho») o Roma locuta, causa finita («Roma ha hablado, la cuestión está terminada»). Nació así, ya en la Baja Edad Media, la investigación empírica de la naturaleza, aunque al menos hasta la Ilustración convivió con elementos que hoy nos sorprenden y que tendemos a calificar de irracionales: figuras como Paracelso (el constructor de la yatroquímica) o Nostradamus (respetadísimo por todos los reyes de Europa), que reclaman conocimientos mistéricos, son tan representativas del Renacimiento científico como el cirujano militar Ambroise Paré o el constructor de autómatas Juanelo Turriano. Los problemas que llevaron a la muerte a Giordano Bruno o Miguel Servet son justamente la no separación de las esferas de la ciencia y la religión. Casos menos trágicos, pero que hacen ver cómo no había una evidente separación entre el mundo de la ciencia y el de conocimientos menos metódicos son el de Johannes Kepler o John Dee, que se ganaban la vida como astrólogos, lo que les permitió acercarse al poder además de desarrollar otra faceta más científica de su producción intelectual, o el del propio Isaac Newton que, en este caso de forma oculta, tenía su lado oscuro relacionado con la alquimia.
El choque cultural entre los diversos pueblos del mundo (europeos, americanos, asiáticos, africanos) llevó a que las diferentes civilizaciones explotaran la credulidad y la condición «poco civilizada» que indefectiblemente asignaban a los otros, a partir de la predicción de eclipses, las técnicas antisísmicas, los hábitos higiénicos, las novedosas armas, los conocimientos sobre especies vegetales y animales, el uso de tecnologías nunca vistas por el otro. En algunos casos los «otros» fueron considerados dioses y en otros casos, animales.
La credulidad de los pueblos europeos adquiría formas específicas. Se seguían venerando reliquias e imágenes de diversos seres sobrenaturales (entre los católicos) o cruzando el mundo para fundar jerusalenes terrestres (entre los protestantes), acudiendo a los reyes para curar la escrófula, o exorcizándolos cuando estaban "hechizados" (Carlos II de España)... En pleno siglo XVIII Feijoo tenía que dedicarse a combatir supersticiones que al mismo tiempo eran mantenidas desde la cátedra de matemáticas de Salamanca (el inefable Diego de Torres Villarroel). El mundo del ocultismo y lo esotérico convivió entre los mismísimos ilustrados (el caso del napolitano Raimondo di Sangro).

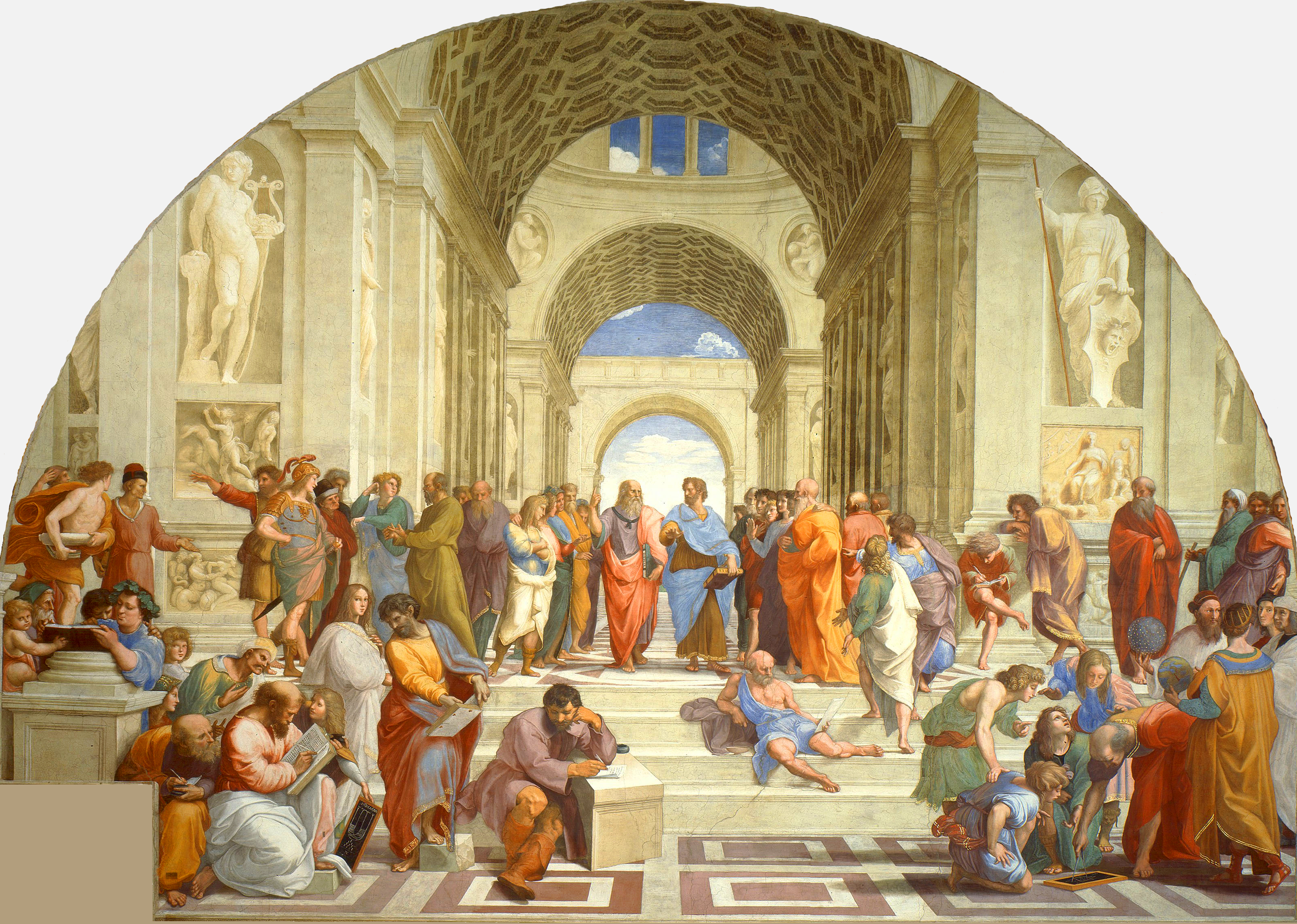
La escuela de Atenas, fresco de Rafael, en las Estancias Vaticanas (1510). Aparece Leonardo da Vinci como Platón, Bramante como Euclides y Miguel Ángel como Heráclito; el mismo autor nos mira de frente. El atrevimiento era enorme, e inimaginable en cualquier otra época anterior, o en otra civilización, no solo por esa razón: este fresco se opone en la Estancia de la Signatura al de La Disputa del Sacramento, de idéntico formato, pero de contenido opuesto: si los personajes de este cuadro buscan la verdad con la razón, los del otro lo hacen con la fe. La conciliación de ambas parecía posible en ese momento; pocos años después, la reforma de Lutero y la contrarreforma católica parecerán desmentirlo. Los artistas del renacimiento eran verdaderos humanistas que entendían de todas las artes y las letras (posiblemente las siete artes liberales están aludidas iconográficamente en la composición). todavía no se habían separado, como ocuriría en la Edad Contemporánea, las letras y las ciencias (lo que nos origina el problema de las dos culturas). Como carrera digna de la vocación de un joven, a las letras se le oponían las armas (como en el famoso discurso de Don Quijote) y a las letras humanas, las letras divinas. Un refrán (también citado por Cervantes) proporcionaba otros dos destinos diferentes, pero también inverosímiles antes de esta época: Iglesia, mar, o Casa Real. Por otro lado, no olvidemos que, al tiempo que se revaloriza la antigüedad clásica, se pone en cuestión la autoridad. El debate de los antiguos y los modernos, resuelto finalmente en favor de éstos, supondrá el punto de partida del pensamiento moderno.

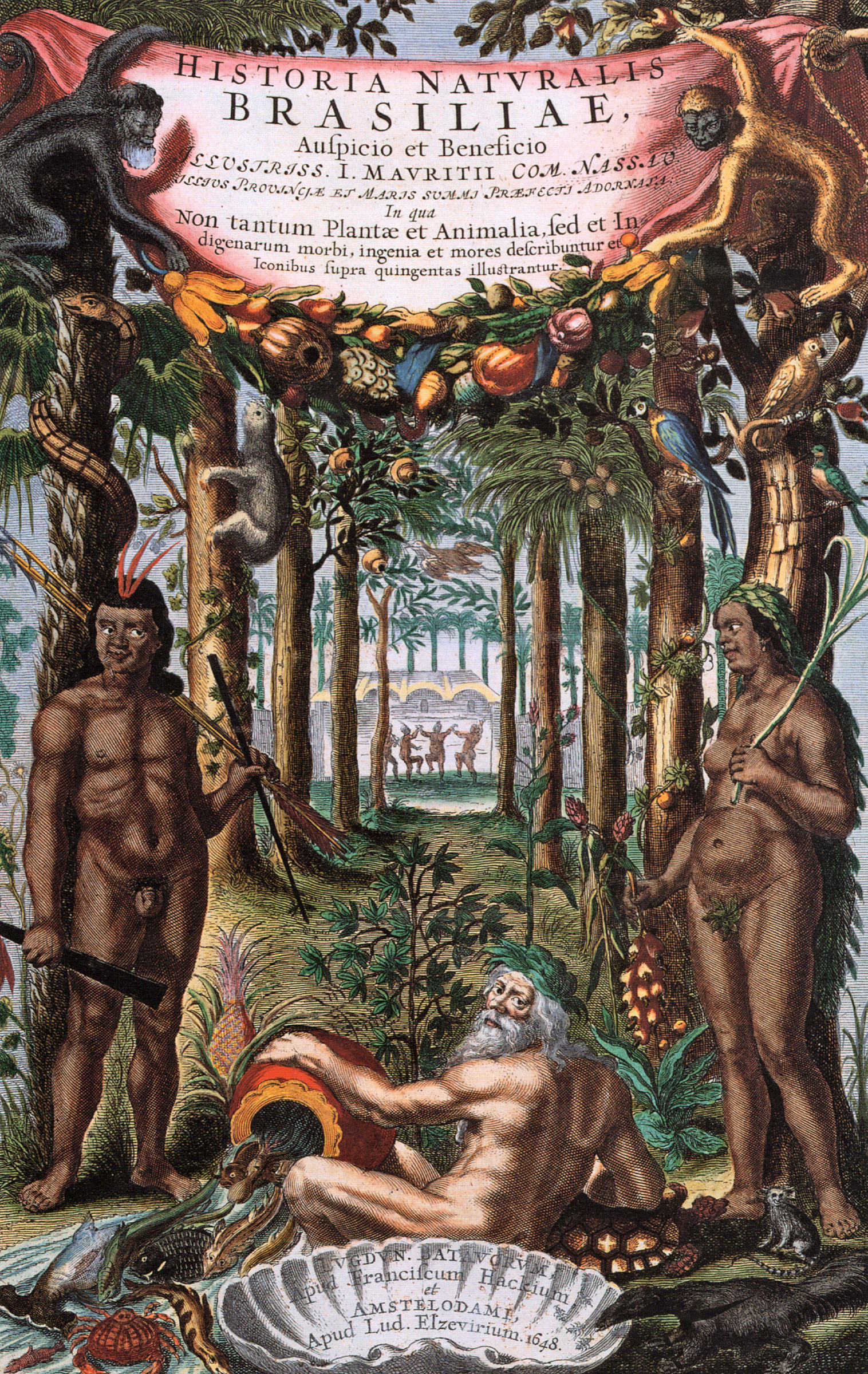
La Historia Naturalis Brasiliae (1648) recoge los resultados de la expedición del neerlandés willem von Piso y el alemán Georg Marcgraf, en el momento en que Holanda era la potencia colonial predominante en el área brasileña. La Era de los Descubrimientos está dando paso paulatinamente a las expediciones con fines científicos que no excluyen, sino que racionalizan la búsqueda de recursos y la explotación utilitaria del conocimiento.

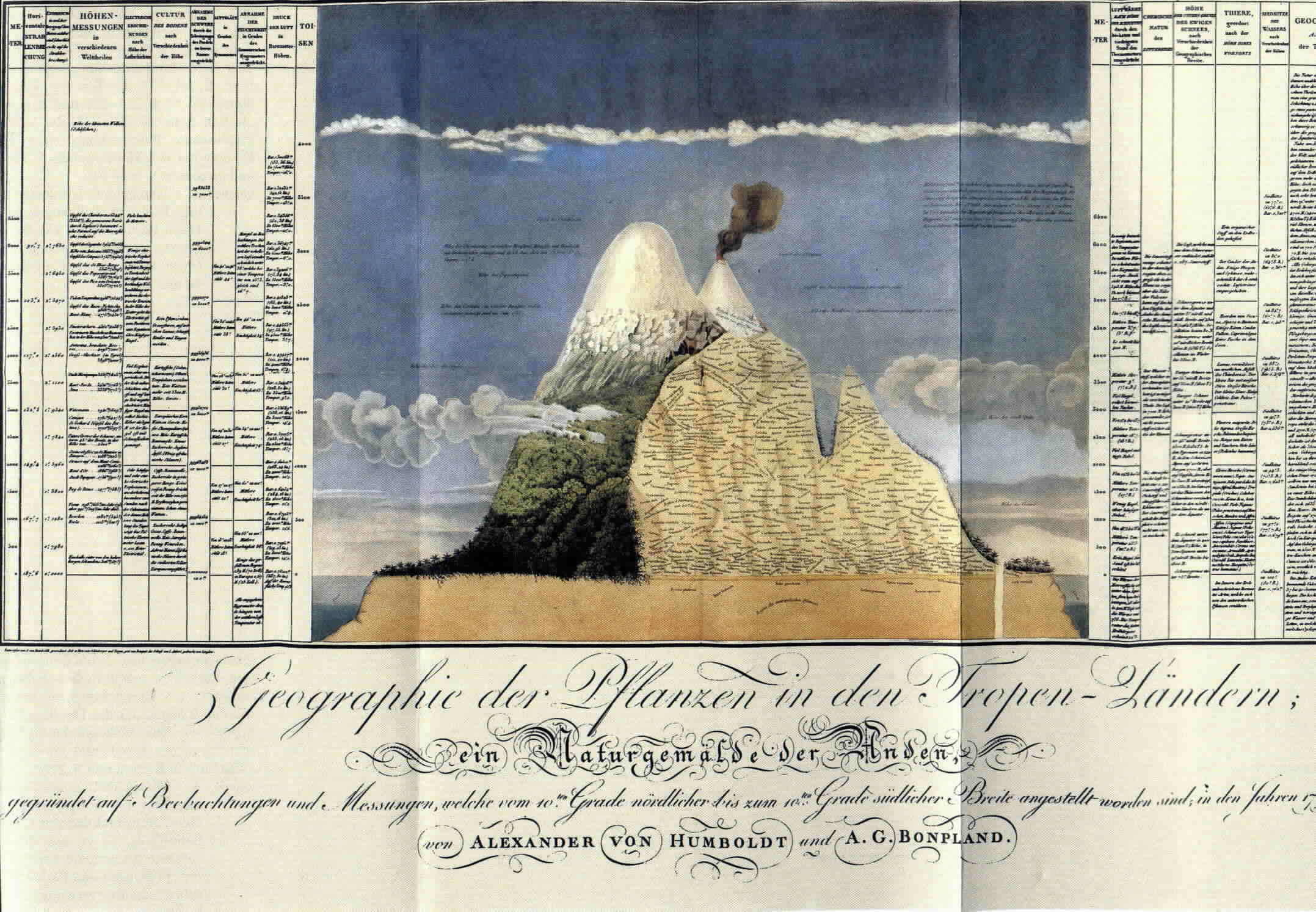
El Chimborazo estudiado por Alexander von Humboldt (1805), el descubridor científico del Nuevo Mundo, según Simón Bolívar y, además de un perfecto ilustrado y una figura pre-romántica, uno de los últimos científicos humanistas: a la vez explorador, geógráfo, oceanógrafo, geólogo, botánico, demógrafo, diplomático y amigo de los mejores poetas de su tiempo. Su expedición a América enviado por Carlos IV (con motivo de la cual se entrevista con José Celestino Mutis en Bogotá) pudo haber sido uno de los episodios más decisivos de la ciencia en la Monarquía Hispánica, cada vez más implicada en proyectos punteros que implicaban a ambos lados del Atlántico (como la expedición Balmis, que difundió la vacuna de la viruela), pero debido a la crisis final del Antiguo Régimen (que también lo fue de la mayor parte del régimen colonial español) la publicación de sus hallazgos no pudo ser aprovechada por sus promotores y más bien aprovechó a una potencia emergente: los recién nacidos Estados Unidos. Sus investigaciones, como otras coetáneas, es muestra de que por fin una percepción científica de la Tierra estaba esbozándose en esos últimos años de la Edad Moderna, con las expediciones de Cook, La Pérouse, Malaspina y los trabajos de determinación del sistema métrico decimal.

La presencia de lo sobrenatural en la vida cotidiana era admitida por todos los planos sociales, incluyendo movilizaciones colectivas de miedo, como la caza de brujas, más cruel e irracional en el norte europeo (supuestamente más "moderno") y en las colonias británicas, que en el sur (supuestamente más "atrasado") y en las colonias iberoamericanas. La percepción popular de los complicados debates teológicos estaba muy lejos de ser racional, en un mundo mayoritariamente iletrado (incluso con el esfuerzo divulgador de la escritura hecho por la Reforma gracias a la imprenta), y producía casos en los que la persecución inquisitorial se encontraba buscando herejías inexistentes, que los acusados eran incapaces de elaborar por sí mismos. La comparación con otras civilizaciones tampoco deja a la occidental en mejor lugar: la experiencia en Estambul de la lady inglesa Mary Montagu en fechas tan avanzadas como la primera mitad del siglo XVIII (que la permitió comparar a los effendi otomanos con pensadores tan secularizados como Alexander Pope o Jonathan Swift) es lo suficientemente ilustrativa.
El año 1543 fue un año en el que aparecieron dos obras trascendentales: Nicolás Copérnico postuló por primera vez el Heliocentrismo cuestionando así el Geocentrismo del griego Tolomeo, mientras que Andrés Vesalio revisó la anatomía de Galeno. La senda abierta por ambos fue fructífera: en Física y Astronomía, los aportes acumulados de Tycho Brahe, Galileo Galilei y Johannes Kepler cambiaron la visión del universo, mientras que lo propio hacían en la Medicina Miguel Servet, William Harvey y Marcello Malpighi, entre otros. Toda una escuela de matemáticos italianos, como Bonaventura Cavalieri, prepararon las herramientas matemáticas necesarias para que Isaac Newton postulara de manera científica la Ley de la gravedad, con la publicación de los Principios matemáticos de filosofía natural en 1687.
Fue determinante para la construcción de la ciencia moderna la comunicación entre científicos que permitía el intercambio epistolar (fue particularmente enriquecedora la correspondencia de Newton con Leibniz), la publicación y la institucionalización (Royal Academy, Academia de Ciencias Francesa). Pero sería erróneo considerar que la sucesión de descubrimientos y el enlace de biografías de científicos conducía inevitablemente al nuevo paradigma. La resistencia al cambio era o parecía tan fuerte como las (no tan evidentes) pruebas de la nueva visión de la naturaleza: Tycho Brahe hizo jurar a Kepler no pasarse al bando copernicano; este tuvo que hacer un costosísimo ejercicio de honestidad científica para defraudar a su maestro y a sus propias preconcepciones místicas de la armonía celestial; la retractación de Galileo no fue tan insincera como la visión romántica nos puede hacer creer, pues él mismo tenía un verdadero problema de conciliación de su fe con el testimonio de su razón y sus sentidos; el mismo Giovanni Cassini, que había sido capaz de la extraordinaria proeza de convertir en reloj a los satélites de Júpiter (lo que permitió dar la primera estimación de la velocidad de la luz), jamás llegó a aceptar semejante posibilidad. Para ello era necesaria una verdadera Revolución científica no muy alejada de las revoluciones social o política que la sostuvieron.
En el siglo XVIII se manifestó un avance de otras disciplinas fundamentales, como fueron la química o las ciencias biológicas, con no menos trabas conceptuales. Hasta que Lavoisier no dio el puntapié definitivo a la nomenclatura sistemática y la cuantificación de la disciplina (1789), no se descartaron del todo antiguas teorías como la del flogisto, que trataban de conciliar los nuevos datos experimentales con las viejas concepciones alquímicas o derivadas del concepto de elemento clásico griego. Por otro lado, en el campo de la Taxonomía, las sistematizaciones taxonómicas de Buffon o Linneo también fueron esenciales, pero hubo que esperar hasta mucho más tarde para desmentir teorías como la generación espontánea o integrar la microscopía que se venía desarrollando desde el siglo XVII (Leeuwenhoek). La separación de la ciencia de las creencias no llegó a producirse nunca del todo (como comprobó más tarde Darwin), pero al menos Laplace pudo atreverse a replicar a Napoleón, cuando este le preguntó qué papel le reservaba a Dios en el Universo, que no había tenido necesidad de tal hipótesis.
Paralelamente, en el campo de la Física se desarrolló el maquinismo de la primera revolución industrial (máquina de vapor de Thomas Newcomen 1705, de James Watt, 1774), pero sin que la ciencia tuviera mucho que ver en ello, puesto que los principios de la termodinámica se descubrieron por el desafío que suponía la nueva máquina, y no al contrario. Hubo de esperarse a la segunda revolución industrial para que la ciencia y la tecnología se retroalimentaran.
Los acontecimientos nuevos económicas que el desarrollo del capitalismo comercial trajo consigo la aparición de la primera literatura económica, cuyos primeros testimonios fueron los mercantilistas españoles (Tomás de Mercado, Sancho de Moncada). La definición de una doctrina económica con pretensiones más científicas (que realmente no pasaba de ser un sencillo aparato matemático, que no rivalizaba con el de otras ciencias) debió esperar a la Fisiocracia de Quesnay (Tableau Economique, 1758), que, en oposición a la obsesión intervencionista del mercantilismo, propone la libertad económica (el laissez faire) y una simplificación fiscal, sobre la base de que es la tierra la única fuerza productiva. En 1776, el escocés Adam Smith da el certificado de nacimiento a la moderna economía con su libro La riqueza de las naciones, rápidamente divulgado por Jean Baptiste Say o Jovellanos, y que todavía sigue siendo considerada como la Biblia del liberalismo económico.
La resistencia de los ciudadanos a los avances científicos fueron notables, y no provinieron únicamente de personas con ideologías reaccionarias tradicionales. China se mantuvo abierta durante un tiempo al intercambio cultural, aunque luego prefirió mantener el aislamiento, en lo que no tuvo tanta eficacia como Japón. Posiblemente en esa diferencia estribó la divergente trayectoria de uno y otro país a partir de la segunda mitad del siglo XIX: evitar o no las relaciones de dependencia parece retrospectivamente esencial para generar sociedades tecnológicamente desarrolladas. La minoría ilustrada y los zares reformistas de Rusia anhelaban la modernización y el acercamiento a una Europa occidental que veía idealizadamente como una contrafigura de su atraso. Si Ámsterdam permitía una excepcional libertad de pensamiento y prensa, también lo hacía Venecia. Las universidades protestantes no eran menos escleróticas que las católicas frente a las innovaciones. En Europa el despotismo ilustrado fue muy receptivo a toda clase de ciencias, mientras que en la República que él mismo había contribuido a traer, Lavoisier fue guillotinado al grito funesto de La revolution n'a pas besoin de savants (La revolución no necesita sabios). En América, las nuevas repúblicas recurrieron a la ciencia y la educación popular como un mecanismo para la construcción de sus naciones, en especial los Estados Unidos, que un siglo después desplazaría a las europeas como potencia mundial dominante.
La alfabetización fue en todo el mundo un recurso esencial para ello: desde la imprenta de Gutemberg hasta los medios de comunicación de masas, la escritura tuvo un fuerte papel en la sociedad. No obstante, incluso en plena Edad Contemporánea, en la mayor parte del mundo la capacidad de entender su significado seguía estando reservado a las capas sociales superiores, más numerosas que en la Edad Media, pero que condenaban a los menos favorecidos a la ignorancia de la cultura escrita y a las limitaciones de la (por otra parte riquísima) cultura tradicional oral.

## Nota
1. ↑  Esta clasificación fue propuesta por Cristóbal Celarius
2. ↑  No deben confundirse con los seguidores del modernismo, estilo artístico y literario, y movimiento religioso (Modernismo teológico), de finales del siglo XIX y comienzos del siglo XX.
3. ↑  Concepto de Fernand Braudel desarrollado por Immanuel Wallerstein El moderno sistema mundial
4. ↑  Similar a como la llegada del hombre a la Luna dio inicio a la era espacial.
5. ↑  El concepto fue acuñado por Eric J. Hobsbawm Las revoluciones burguesas, Barcelona, Labor ISBN 84-335-2987-1 (título original The Age of Revolution. Europe 1789-1848, Londres, 1964).
6. ↑  E. P. Thompson es el autor que trata más extensamente esos conceptos, desde una perspectiva materialista no ortodoxa en Economía moral de la multitud (un artículo de gran repercusión, en que pide que se estudie no de forma mecanicista, sino con la misma sutileza el comportamiento de las masas preindustriales que el de los pueblos primitivos sometidos a la ciencia antropológica), La formación histórica de la clase obrera (traducción del título The making of the english working class, un voluminoso tratado), y Tradición, revuelta y conciencia de clase.
7. ↑  Sin incluir a las expediciones polares contemporáneas
8. ↑  El término quedó acuñado en el célebre debate que a mediados del siglo XX mantuvieron personalidades de la historiografía y la economía más o menos cercanas al paradigma del materialismo histórico, en su versión inglesa o francesa (por ejemplo las revistas Past and Present y Annales), como Maurice Dobb, Karl Polanyi, R. H. Tawney, Paul Sweezy, Kohachiro Takahashi, Christopher Hill, Georges Lefebvre, Giuliano Procacci, Eric Hobsbawm y John Merrington entre otros. Una recopilación de los artículos con sus respuestas se hizo en HILTON, Rodney (ed.) (1976, 1977 en español) La transición del feudalismo al capitalismo, Barcelona, Crítica, ISBN 84-7423-017-9.
9. ↑  Algunos historiadores, como Henry Kamen, polemizan negando la hispanidad del Imperio de los Habsburgo, afirmando que el español era una lengua minoritaria. La idea de Kamen de que España fue creada por el Imperio y no el imperio por España es bastante defendible: también Józef Piłsudski dijo que es el estado quien crea a la nación y no la nación al Estado.

#### Ficción
- AGUINIS, Marcos (1991). La gesta del marrano (Virreinato del Perú, siglo XVII). Buenos Aires, Planeta. ISBN 950072299X.
- CALVINO, Italo (2002). El barón rampante (Italia, siglo XVIII). Madrid, El País. ISBN 84-89669-49-X.
- DELIBES, Miguel (1998). El hereje (Castilla, siglo XVI). Barcelona, Destino. ISBN 84-233-3321-3.
- HALEY, Alex (1977). Raíces (Historia de la esclavitud en una familia de afroamericanos, siglos XVI-XX). Madrid, Ultramar.
- MAALOUF, Amin (1994). León el Africano (África del Norte, siglo XVI). Barcelona, Salvat. ISBN 84-345-9044-1.
- MAALOUF, Amin (2000). El viaje de Baldassare (Imperio turco, Italia, Inglaterra, siglo XVII). Madrid, Alianza. ISBN 84-206-7215-7.
- MILLER, Arthur (1997). Las brujas de Salem y el crisol (Massachusetts, Colonias británicas, siglo XVII). Madrid, Tusquets. ISBN 84-8310-435-0.
- MÚJICA LAINEZ, Manuel (1993). Bomarzo (Italia, siglo XVI). Barcelona, RBA. ISBN 84-473-0038-25.
- PÉREZ-REVERTE, Arturo (1996-2003). El capitán Alatriste; Limpieza de sangre; El sol de Breda; El oro del rey; El caballero del jubón amarillo; Corsarios de Levante (España, Flandes, Mediterráneo, siglo XVII). Barcelona, Ariel. ISBN 84-204-8353-2.
- SENDER, Ramón J. La aventura equinoccial de Lope de Aguirre (Perú, Brasil, siglo XVI). Casals. ISBN 84-218-1840-6.
- SUSKIND, Patrick. El perfume. Historia de un asesino (Francia, siglo XVIII). Barcelona, Seix Barral. ISBN 84-322-2803-6.
- TORRENTE BALLESTER, Gonzalo (1989). Crónica del rey pasmado (Felipe IV, España, siglo XVII). Madrid, Espasa Calpe. ISBN 84-670-2219-1.
- YOURCENAR, Margerite (1993). Opus Nigrum (Flandes, siglo XVI). Barcelona, RBA. ISBN 84-473-0064-1.

### Filmografía
- Mutiny on the Bounty (El motín del Bounty o Rebelión a bordo), tres versiones, de Frank Lloyd, 1935 (con Charles Laughton), de Aaron Rosenberg, 1962 (con Marlon Brando) y de Roger Donaldson, 1984 (con Mel Gibson); (Inglaterra, Pacífico, siglo XVIII)
- Iván el Terrible, Serguéi Eisenstein, 1944-1946 (Rusia, siglo XVI)
- Los siete samuráis, Akira Kurosawa, 1954 (Japón, siglo XVI)
- Taras Bulba, J. Lee Thompson, 1962 (Ucrania-Rusia, siglo XVI)
- El tormento y el éxtasis, Carol Reed, 1965 (Miguel Ángel y Julio II, Italia, siglo XVI)
- A Man for All Seasons, Fred Zinnemann, 1966 (Tomás Moro, Inglaterra, siglo XVI)
- El último valle, James Clavell, 1970 (Guerra de los Treinta Años, Centroeuropa, siglo XVII)
- Cromwell, Ken Hughes, 1970 (Inglaterra, siglo XVII)
- Aguirre o la cólera de Dios, Werner Herzog, 1972 (adaptación de la novela de Ramón J. Sender)
- El Dorado, Carlos Saura, 1988. Sobre el viaje de Lope de Aguirre.
- Barry Lyndon, Stanley Kubrick, 1975 (Irlanda, Inglaterra, Alemania, siglo XVIII)
- El retorno de Martin Guerre, Daniel Vigne, 1982 (Francia, siglo XVI)
- La balada de Narayama, Shoei Imamura, 1983 (Japón, intemporal)
- Amadeus, Miloš Forman, 1984 (Mozart, Austria, siglo XVIII)
- La misión Roland Joffé, 1986 (Misiones jesuíticas en Sudamérica, siglo XVIII)
- Dangerous Liaisons, Stephen Frears, 1988 (Francia, siglo XVIII)
- Esquilache, Josefina Molina, 1989 (España, siglo XVIII, adaptación de la obra de teatro de Antonio Buero Vallejo)
- 1492: La Conquista del Paraíso, Ridley Scott, 1991 (Llegada de Colón a América, siglo XV)
- El rey pasmado, Imanol Uribe, 1991 (adaptación de la novela de Gonzalo Torrente Ballester)
- Restauración, Michael Hoffman, 1995 (Inglaterra, siglo XVII)
- Ridicule, Patrice Leconte, 1996 (Francia, siglo XVIII)
- Shakespeare in Love, John Madden, 1998 (Inglaterra, siglo XVII)
- Más fuerte que su destino, Marshall Herskovitz, 1998 (Verónica Franco, Venecia, siglo XVI)
- Xica da Silva Carlos Diegues, 1998 (Brasil, siglo XVIII)
- El puente de San Luis Rey, Mary McGukian, 2004 (Perú, siglo XVIII)
- Alatriste, Agustín Díaz Yanes, 2006 (adaptación de las novelas de Arturo Pérez-Reverte)
- El perfume, Tom Tykwer, 2006 (adaptación de la novela de Patrick Süskind)
- 1612, Vladimir Jotinenko, 2001 (Período Tumultuoso)